# Cruz monumental

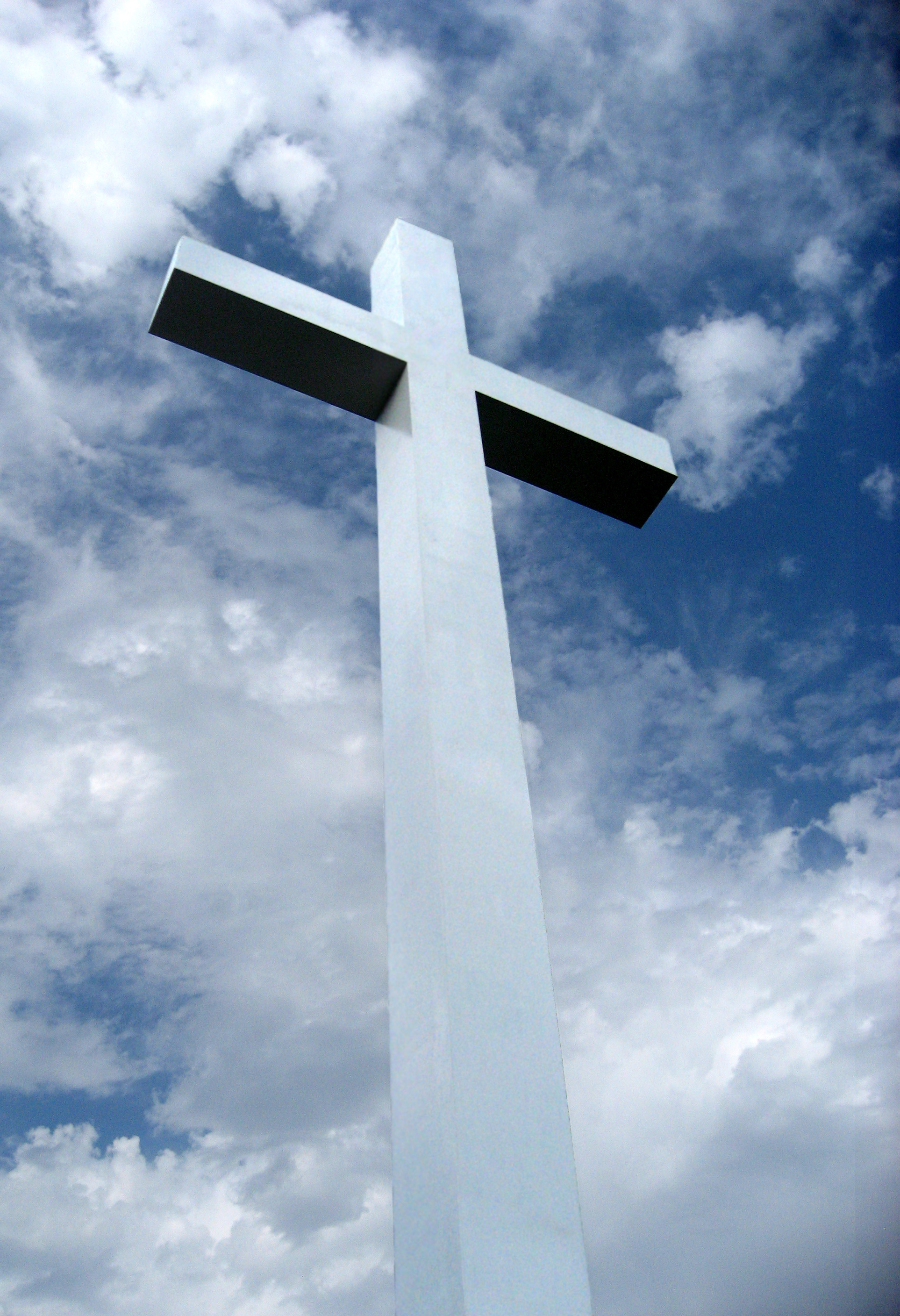
La Sagemont Church Cross en la intersección de Beltway 8 y I-45 en Houston, Texas, EE. UU. Mide 51,82 metros y fue inaugurado en 2009..

Una cruz monumental es una cruz cristiana, normalmente de una piedra, aislada o que forma parte de un calvario o de un viacrucis. Desarrolladas desde el siglo XI con el brotar del arte románica, las cruces monumentales consiguen su apogeo en el siglo XVI excepto en el caso de los cruceros (llamados en otras lenguas cruces de encrucijadas: ‘’croix de chemins’’ en francés o wayside crosses en inglés) que consiguen su apogeo en los siglo XVIII y especialmente los calvarios y cruceros más elaborados (calvaires en francés) en el XIX. Particularmente en este período, estas estructuras se convierten en lugares de reunión para rogar en las fiestas religiosas (como el Corpus Christi, el mes de María o el Viernes Santo) o para pedir la gracia de Dios contra males de todo tipo (guerras, epidemias, incendios, secas…) En Galicia y Norte de Portugal son muy abundantes (entre 10.000 y 12.000 sólo en Galicia y unos 9.000 en la Bretaña) y normalmente se erguían en encrucijadas y lugares en los que a veces existían ya cultos paganos a la naturaleza, de ahí la existencia de cruces semejantes en otras zonas de la Europa atlántica con semllantes ritos ancestrales.

## Historia

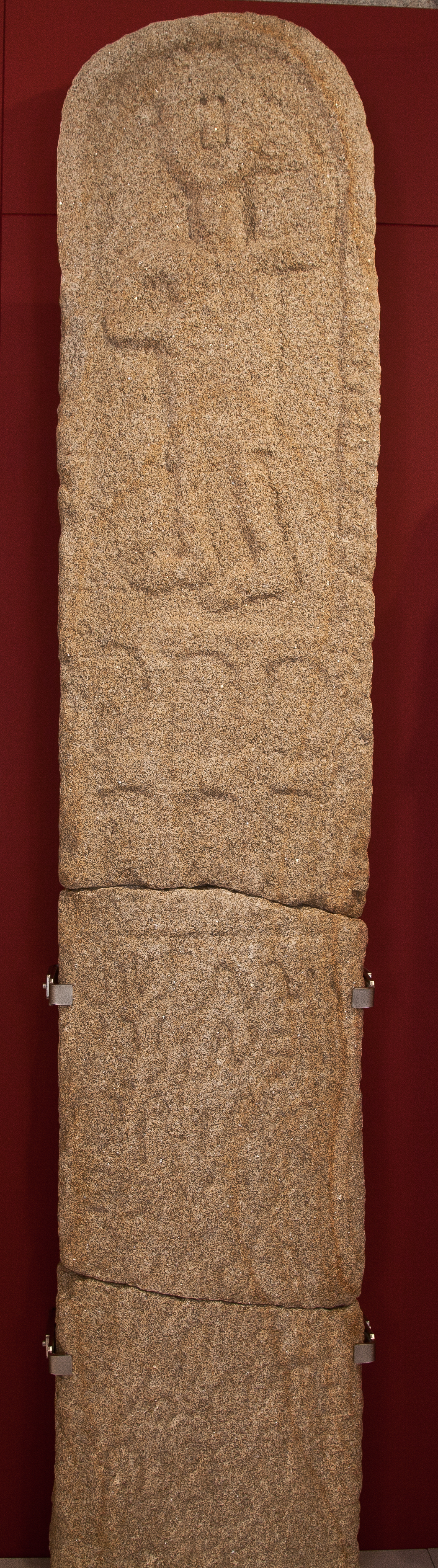
Astilla grabada en Galicia.

Según los relatos en parte legendarios que aparecen a partir de los años 350, unos diez años después de la more de Constantino I el Grande converso al cristianismo en 337, es santa Helena, la madre del emprerador, quien descubrió la verdadera Cruz de Xesús en el Monte Calvario (Golgotha) luego de una peregrinación a Palestina en 326. Constantino hizo luego construir la primera cruz monumental en el beso del monte. San Xoán Crisóstomo, declaró que la cruz, luego de los suplicios que en ella se sufrieron, convertiríase en el más santo de los emblemas de Cristo. De este modo la cruz se convirtió en la señal del mundo Cristiano primeramente como cruz triunfal: sin el Cristo esculpido, ya que podía ofender la sensibilidad de los Cristianos.
Son los monjes irlandeses quien, en el siglo VII son los primeros en hacer de la cruz un verdadero monumento en forma de astillas grabadas, con forma de cruz celta (cruz griega con un círculo) a partir del siglo VIII y de la crucifixión en el siglo IX. Asistimos a una multiplicación de las cruces a partir de 1095, fecha en la que lo Concilio de Clermont establece que el derecho de asirlo se simboliza en los cruceros de los caminos, que Tendrán un rol duplo: de guía y de protección.
En el caso de Galicia, desde los principio del cristianismo se procuró una sacralización de los lugares de culto pagano o sospechosos de tener tal culto tan abundantes en tierras atlánticas. Con ese objetivo se colocaron cruces sobre piedras con alguna simbología, sobre menhires, petroglifos o piedras significativas, como sobre miliarios romanos,. 
En cualquiera caso, parece aceptarse unánimemente la teoría de Castelao de que los cruceros gallego-portuguese son una creación gótica. El origen de los cruceros, tal como los entendemos hoy, puede situarse en la segunda mitad del siglo XIV
El vandalismo (espcialmente las guerras religiosas o la Revolución en el caso de Francia), el paso del tiempo, la intemperie y más recién el tránsito rodado y la mecanización de la agricultura, son responsables de la fuerte disminución en el número disteis monumentos. Por otra parte estas cruces de una piedra cuentan con figuras de protección, tanto en Francia (Tesoros Nacionales) como en Galicia (Patrimonio Cultural).

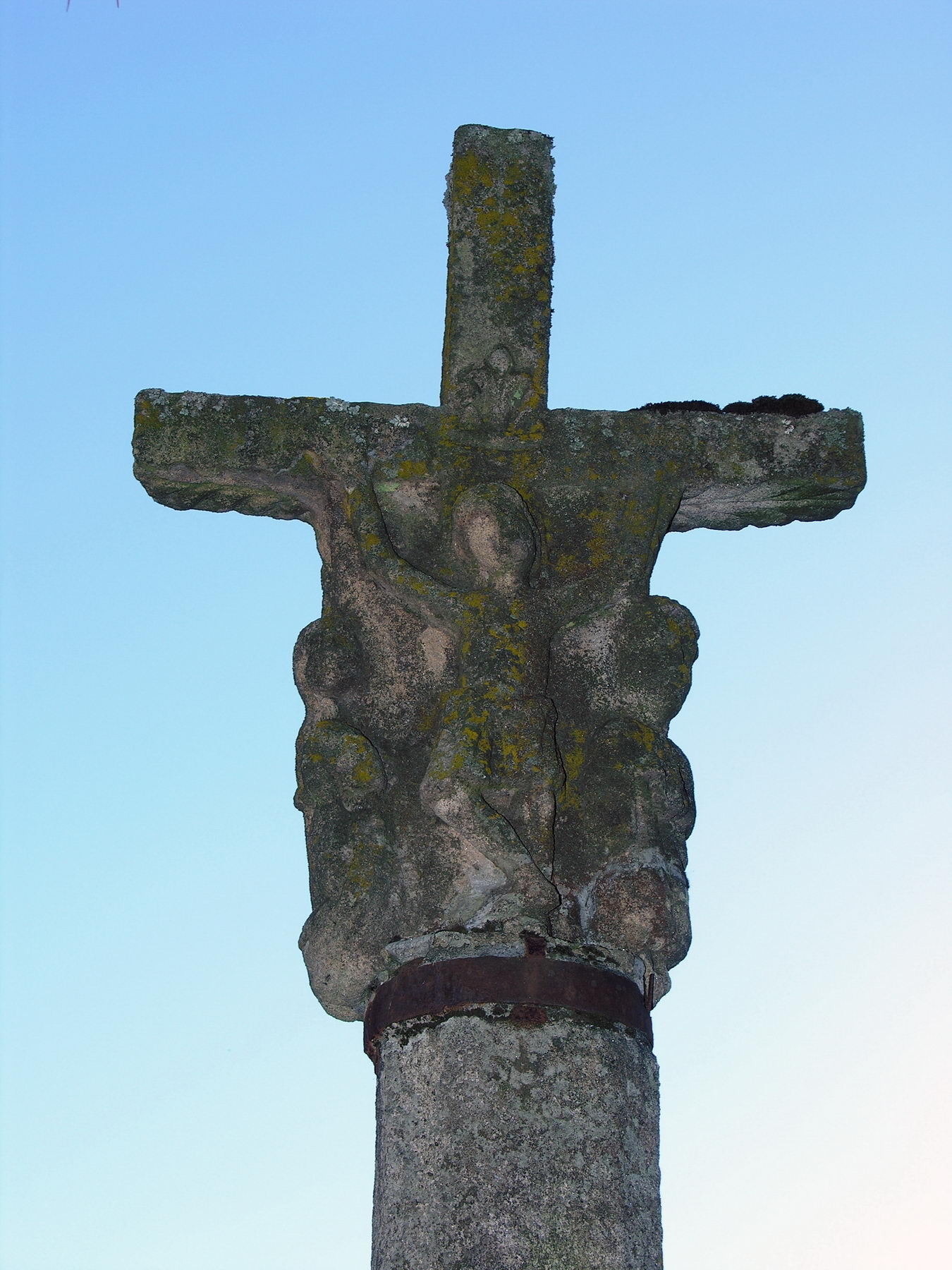
Crucero de San Roque, en Melide por lo visto el más antiguo de Galicia, de estilo gótico del siglo XIV, sobre pedestal moderno.
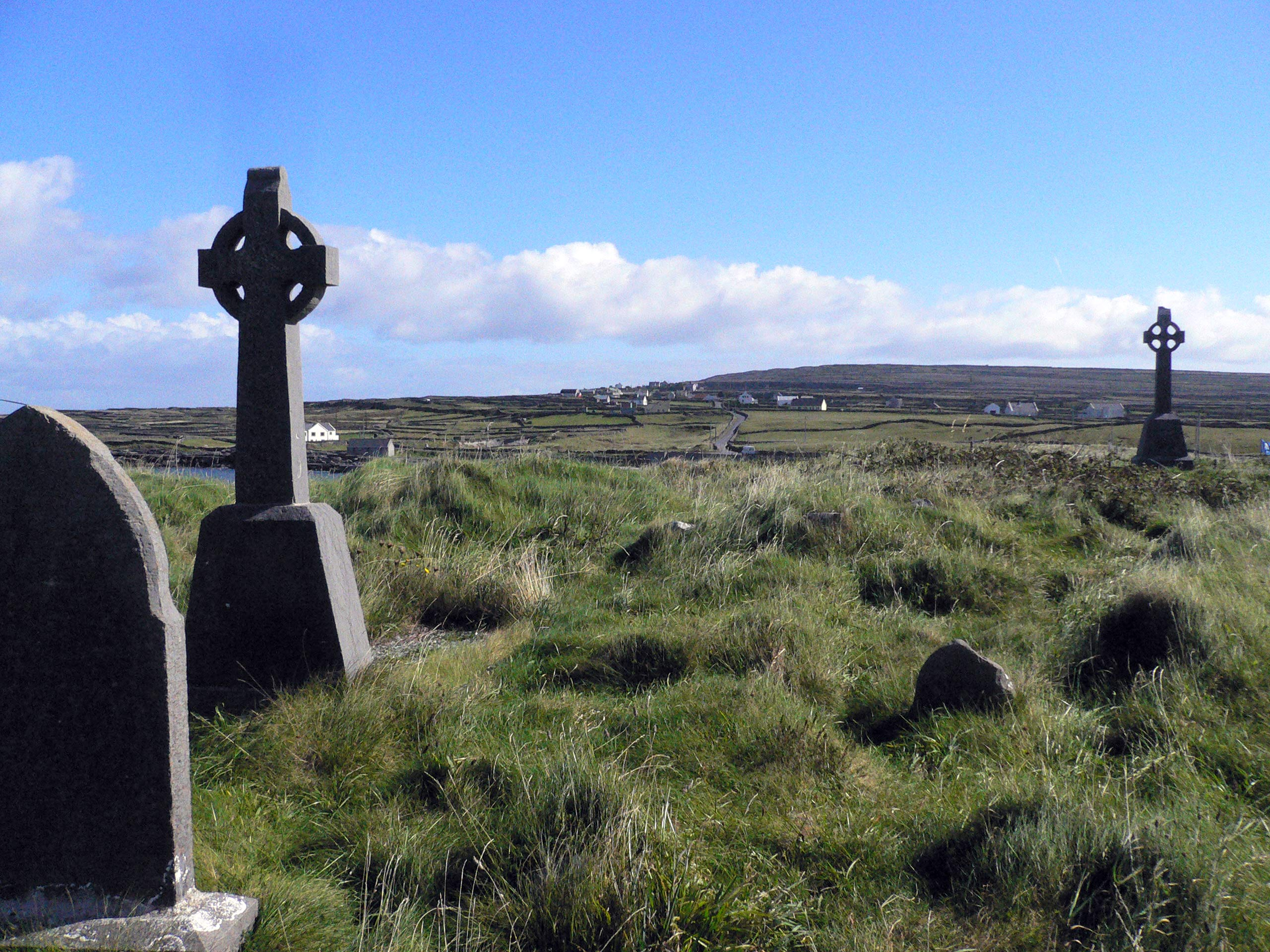
Cruz griega con aro en Irlanda.
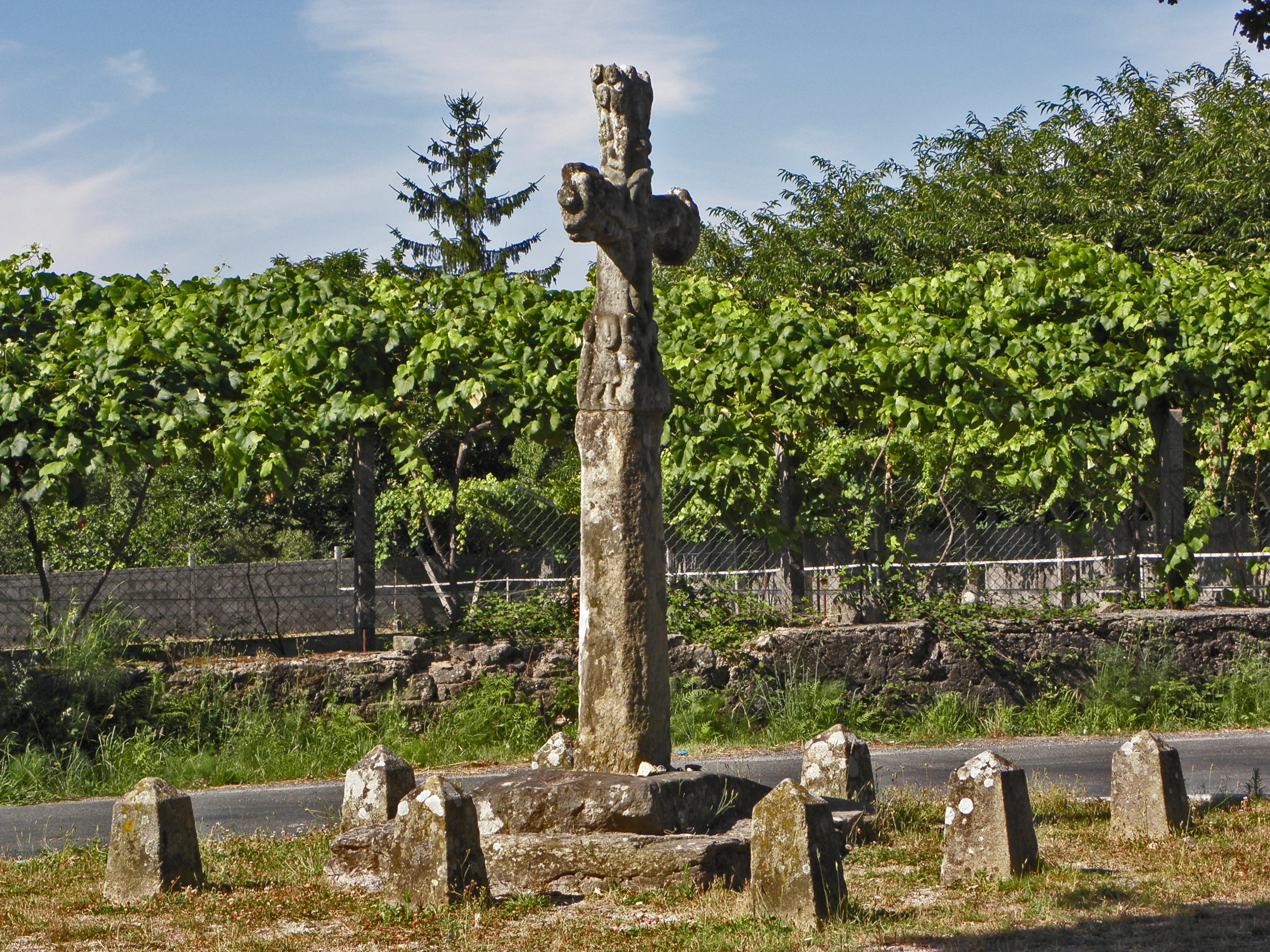
Crucero en Rúa de Francos, Calo, Teo, Galicia, del siglo XIV[13].
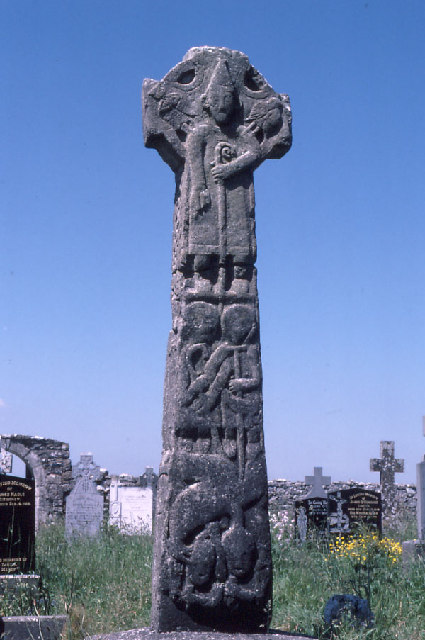
Astilla grabada en Irlanda.

## Las diferentes cruces monumentales
Podemos distinguir :

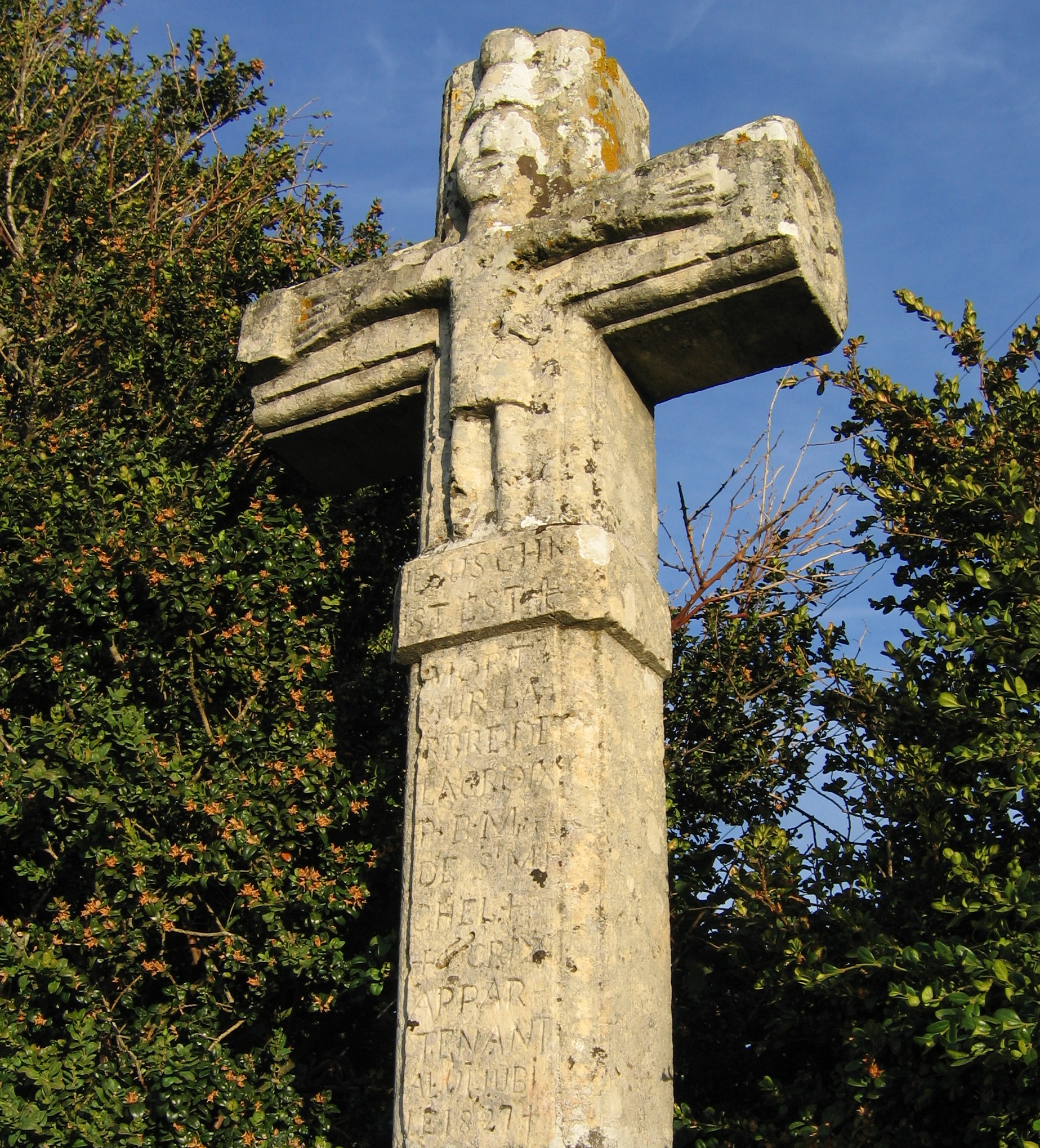
Crucero en Causse du Larzac, Francia.

- Cruces de cristianización: cruceros (cruces de caminos y de encrucijadas), cruces de mercados, de plazas, de puentes, de puertos, de megalitos, de árboles, de iglesias (de adro), de fuentes, de pozos, etc. (las comunes en Galicia, Norte de Portugal, Francia e Islas Británicas).
- Cruces de culto a los muertos : cruces de cementerios, de epidemias (« cruz de peste »), de naufragios, de claustros, o cruces de conmemoración: por una muerte brutal (que aún se yerguen en las carreteras gallegas), o por el contrario de una victoria militar…;
- Cruces de procesión : cruces de Ramos, del Santo Sacramento, los viacrucis, las cruces dedicadas al culto de alguno santo;
- Cruces de peregrinaje, que en la mayoría de los casos no marcan una etapa, sino que llaman a la limosna;
- Cruces de término, que sirven de límite a las entradas y salidas de la villas. Son las comunes en Cataluña, Aragón y Valencia;
- Cruces de la justicia;
- Cruces de misión, común en lugares cristianizados.

## Crucero
Los cruceros (cruzeiros en portugués) son cruces grandes de una piedra, lisas o con figuras esculpidas, sobre largas columnas asentadas en una plataforma, que se sitúan principalmente en las encrucijadas, al lado de los caminos, en los límites de las parroquias y en los adros de las iglesias, muy comunes en Galicia, Norte de Portugal y Francia (principalmente en la Bretaña). En esta definición entrarían varias de las cruces monumentales de Europa de fasquía semejante: las cruces gallegas, portuguesas, bretonas (calvaires), así como muchas cruces de Francia, Alemania y las Islas Británicas. También encontramos ejemplos muy aislados de cruceros en todo el norte de España. 

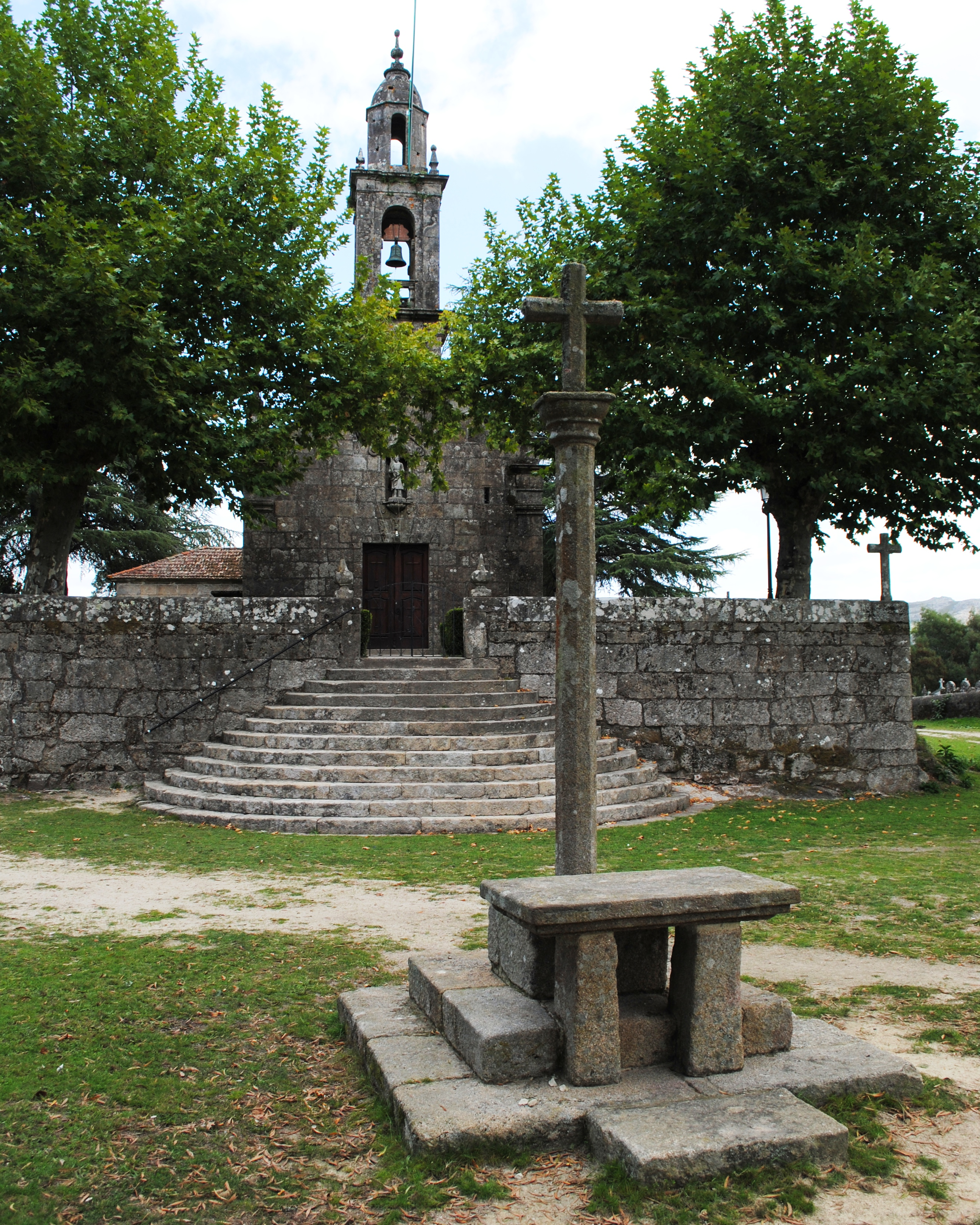
Crucero en Santo Adrián de Calvos, Templetes de Montes. ES típico en Galicia erguir cruceros también en el adro de las iglesias.
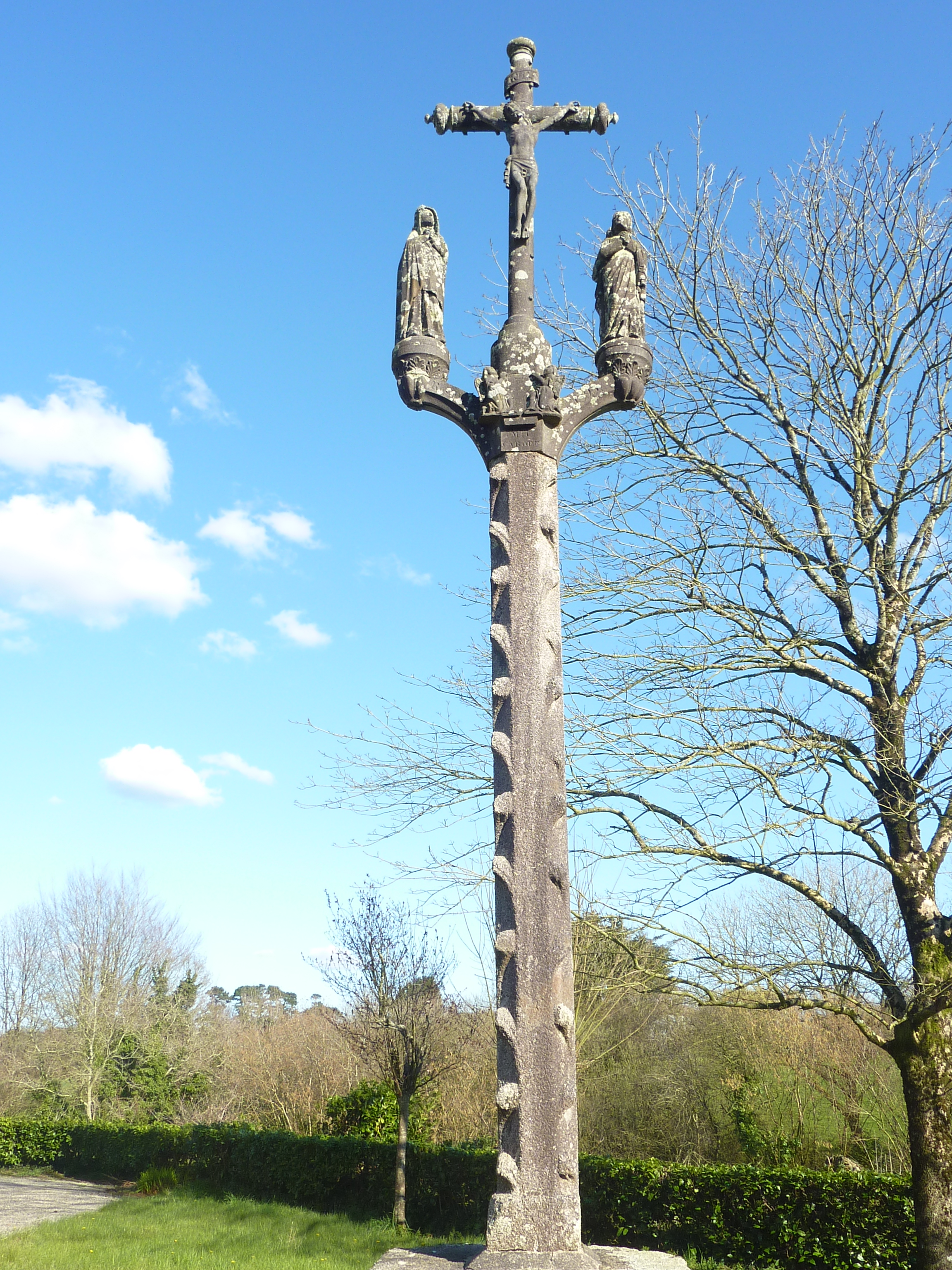
Crucero de la capilla de Santa Bríxida, en Saint-Thégonnec (Bretaña).
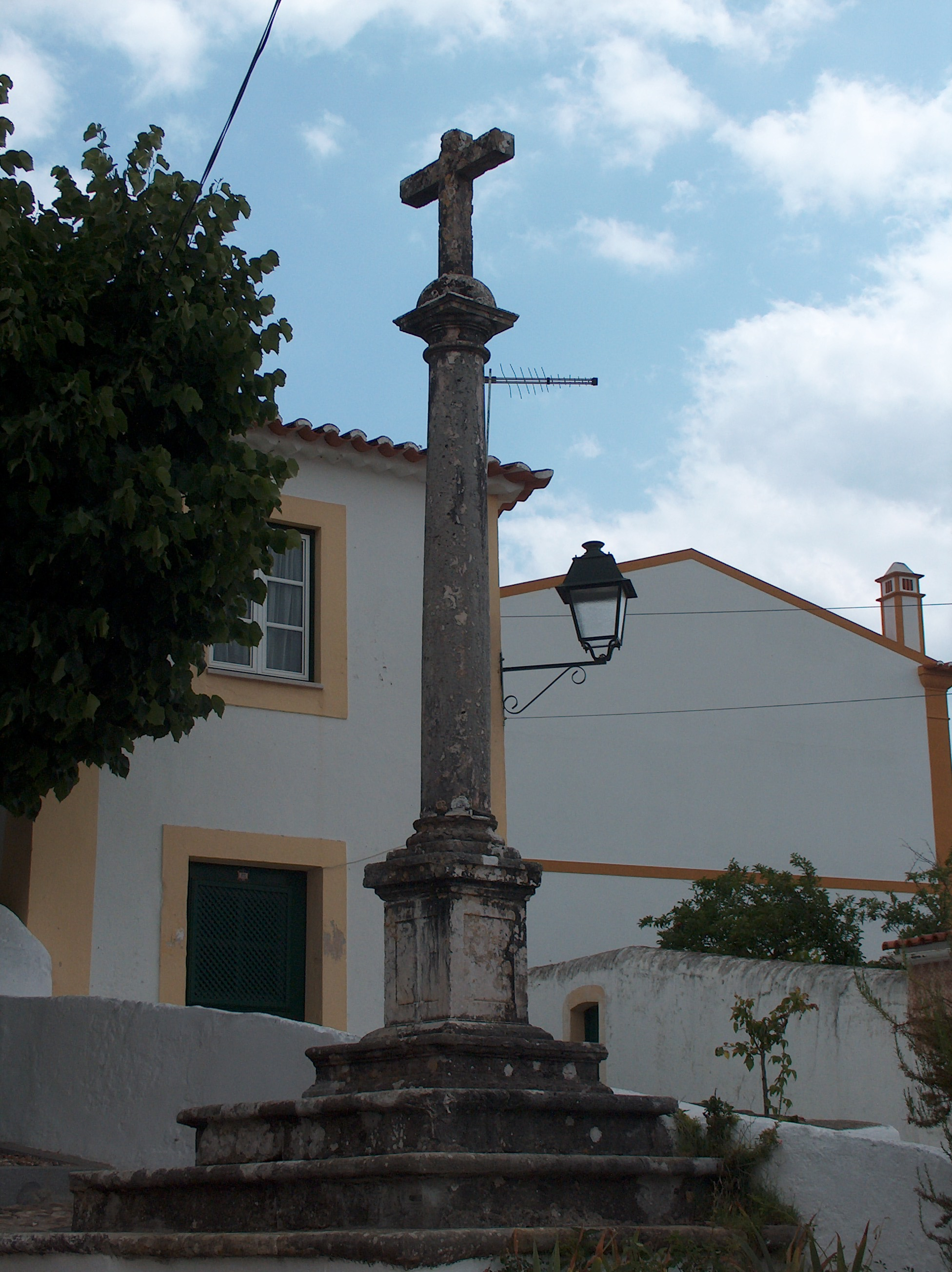
’’Cruzeiro’’ en Constância, Portugal.
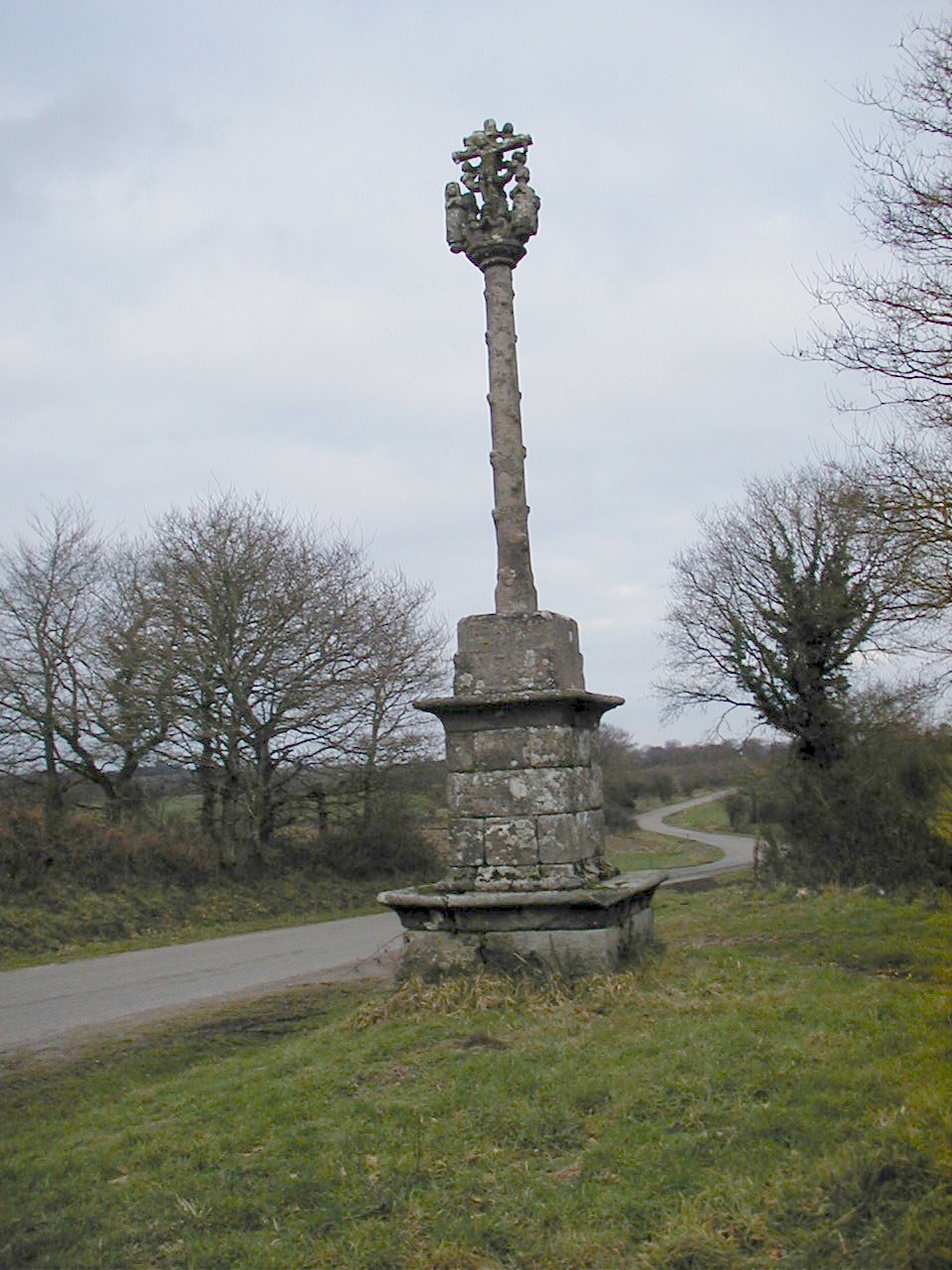
Crucero en la Bretaña (Côtes D'Armor).
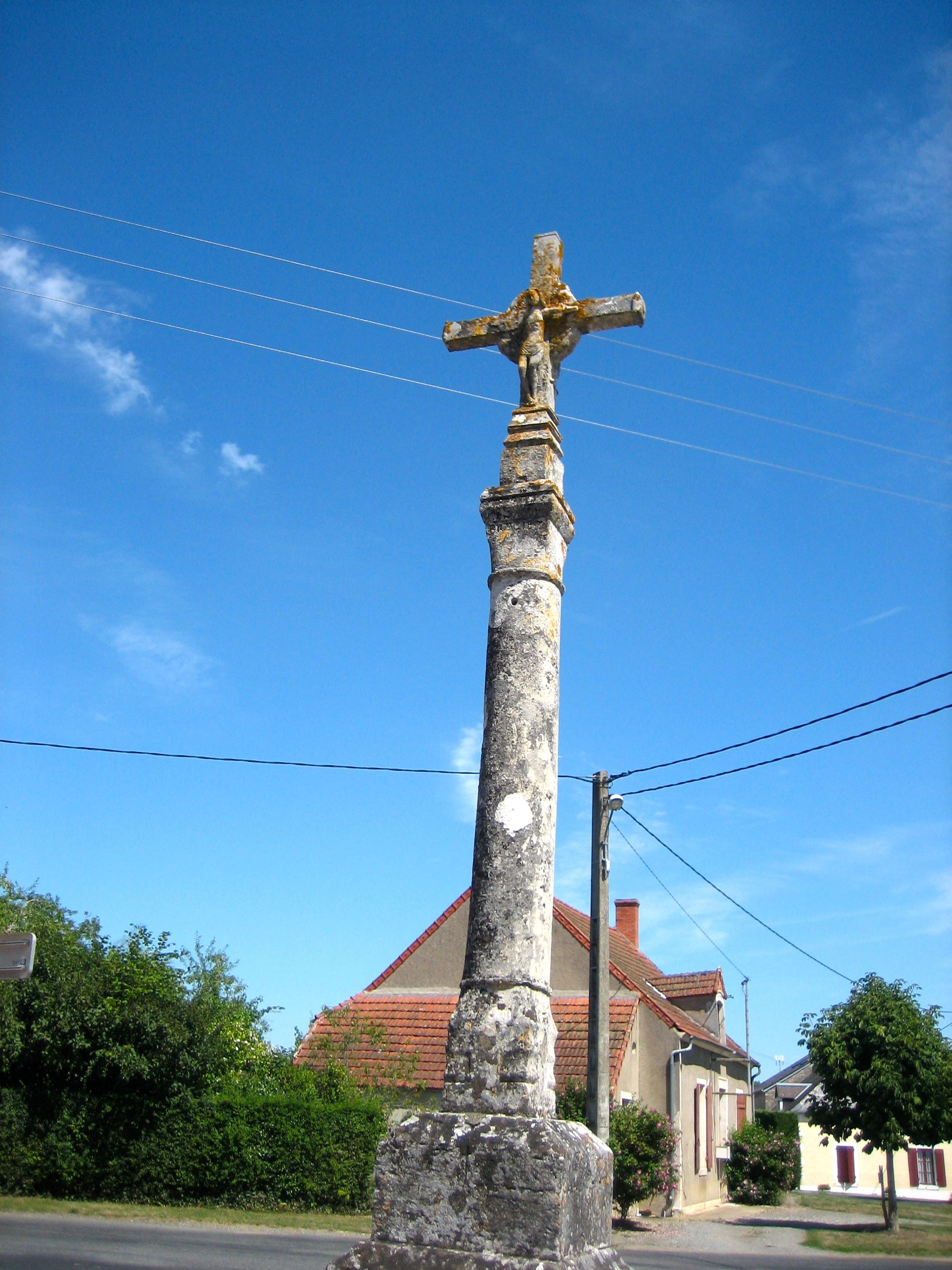
Crucero (croix de carrefour) del siglo XVI en Indre (parte central de Francia).
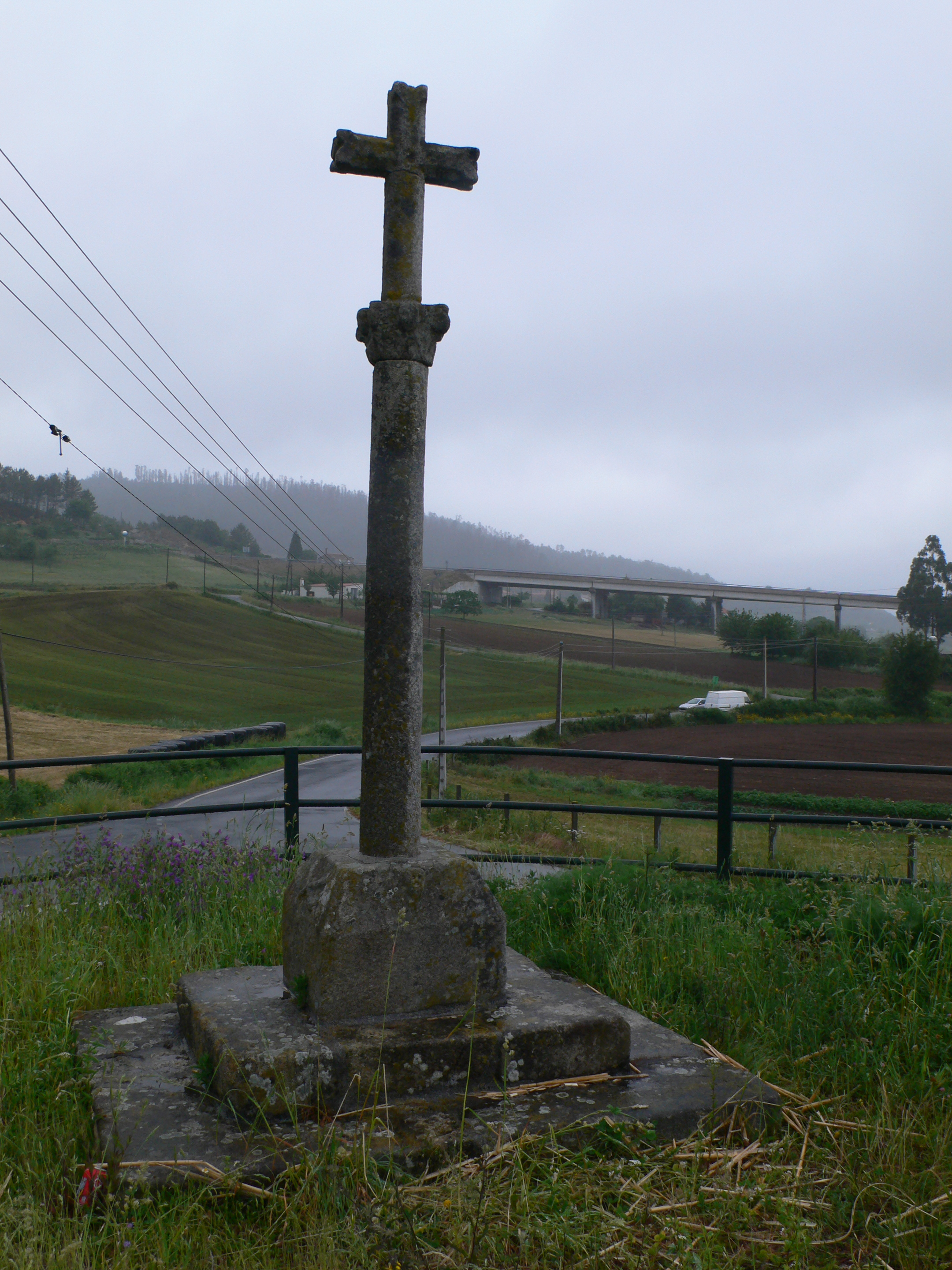
Crucero de Cervaña, Silleda, Galicia.
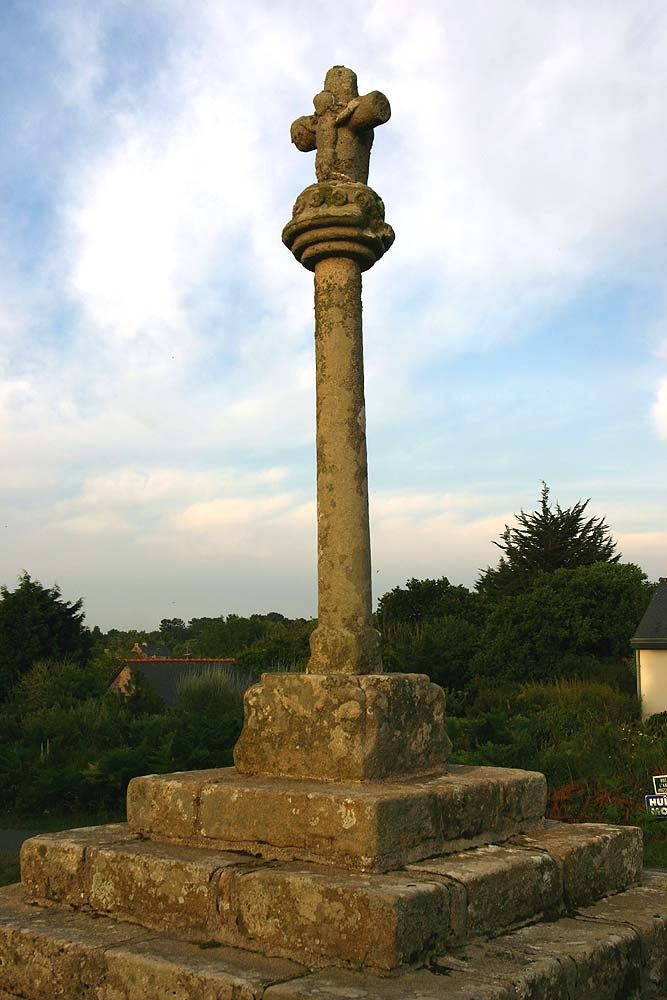
Crucero (bildstock) en Alemania.
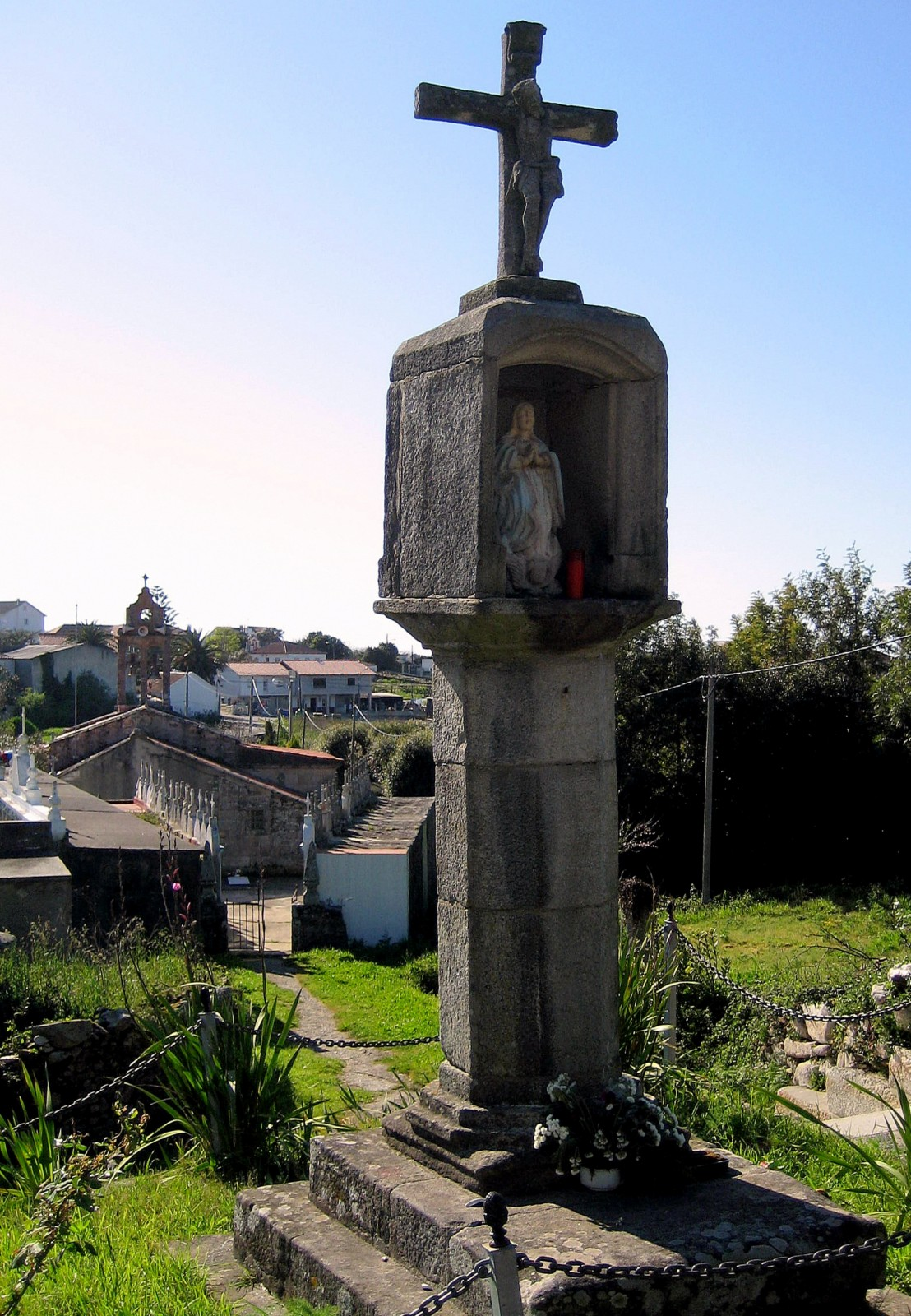
Crucero con capilla en Puerto del son, Galicia.
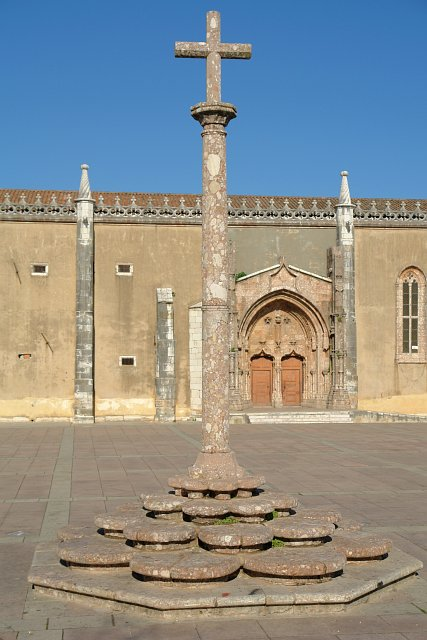
’’Cruzeiro’’ en Setúbal, Portugal.
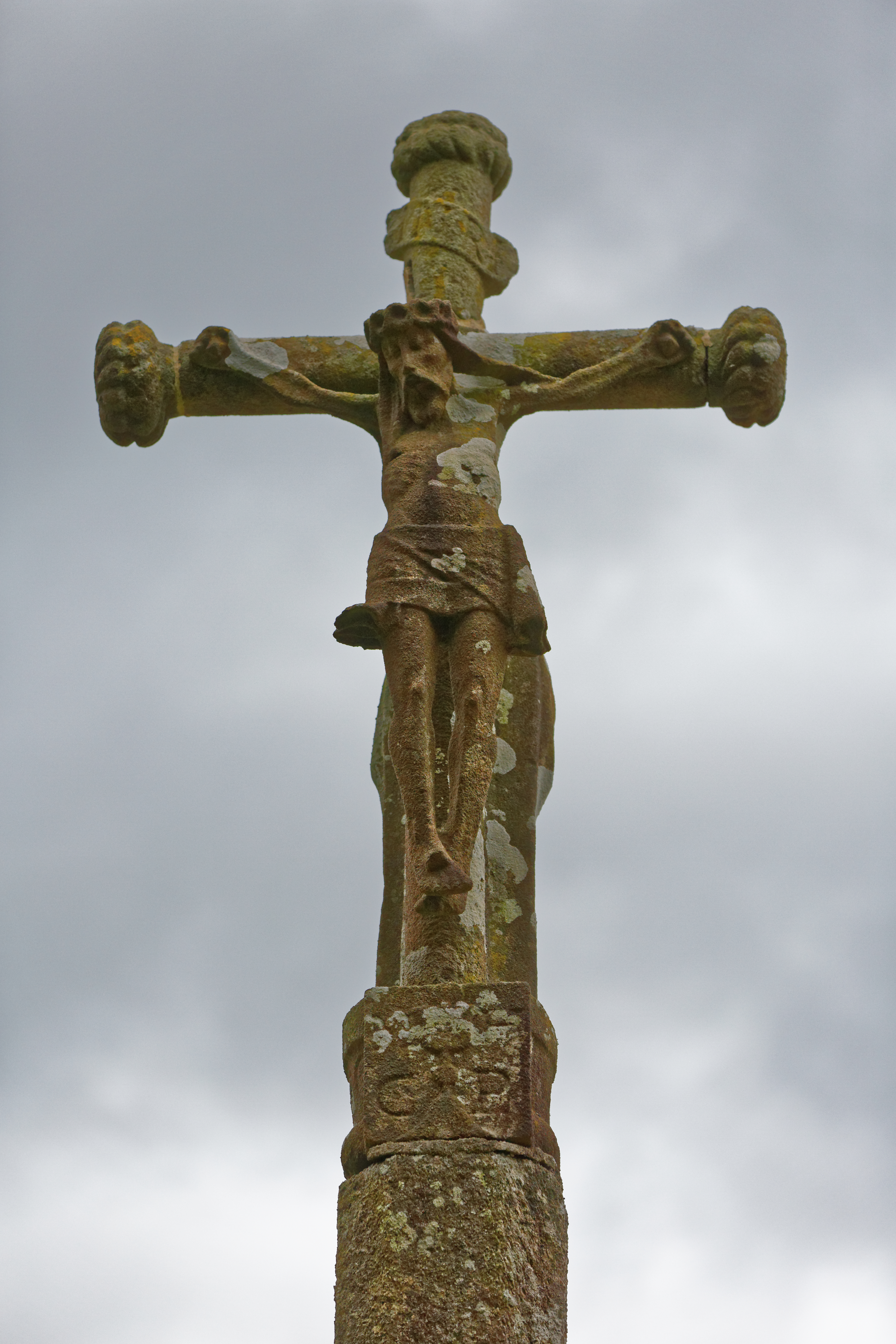
Detalle de un crucero en la Bretaña.
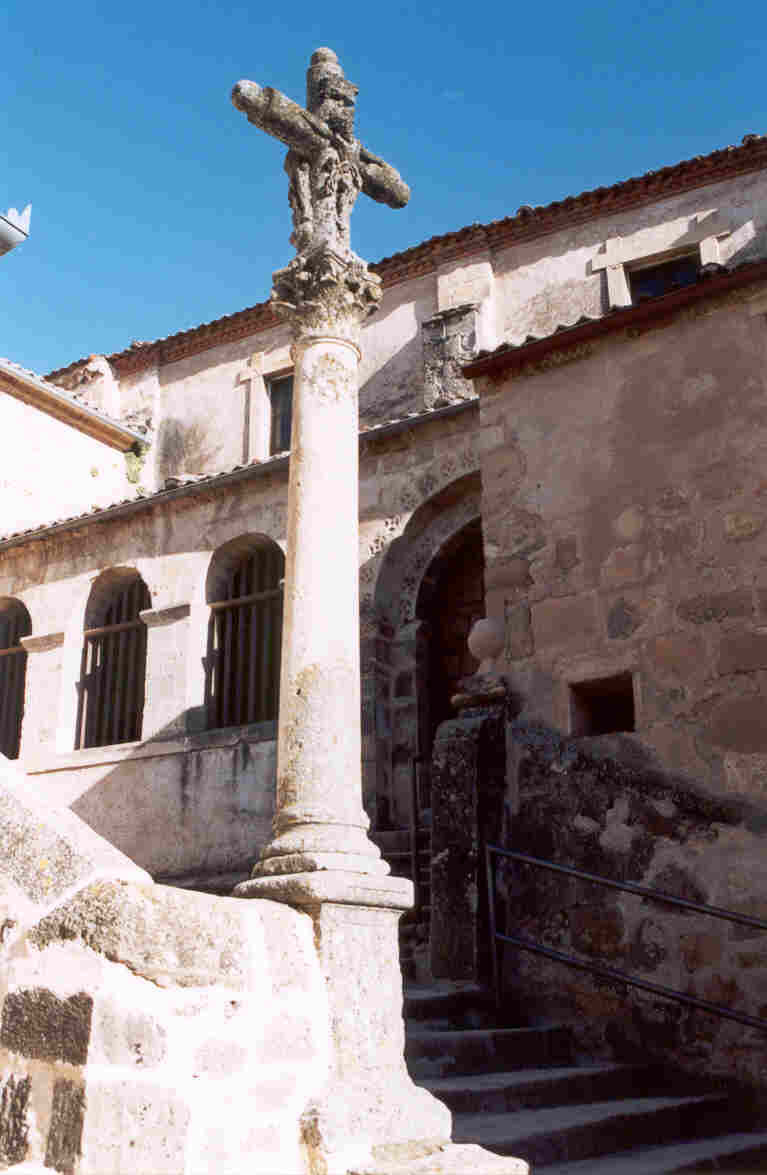
Cruz en Sepúlveda, Segovia, España.
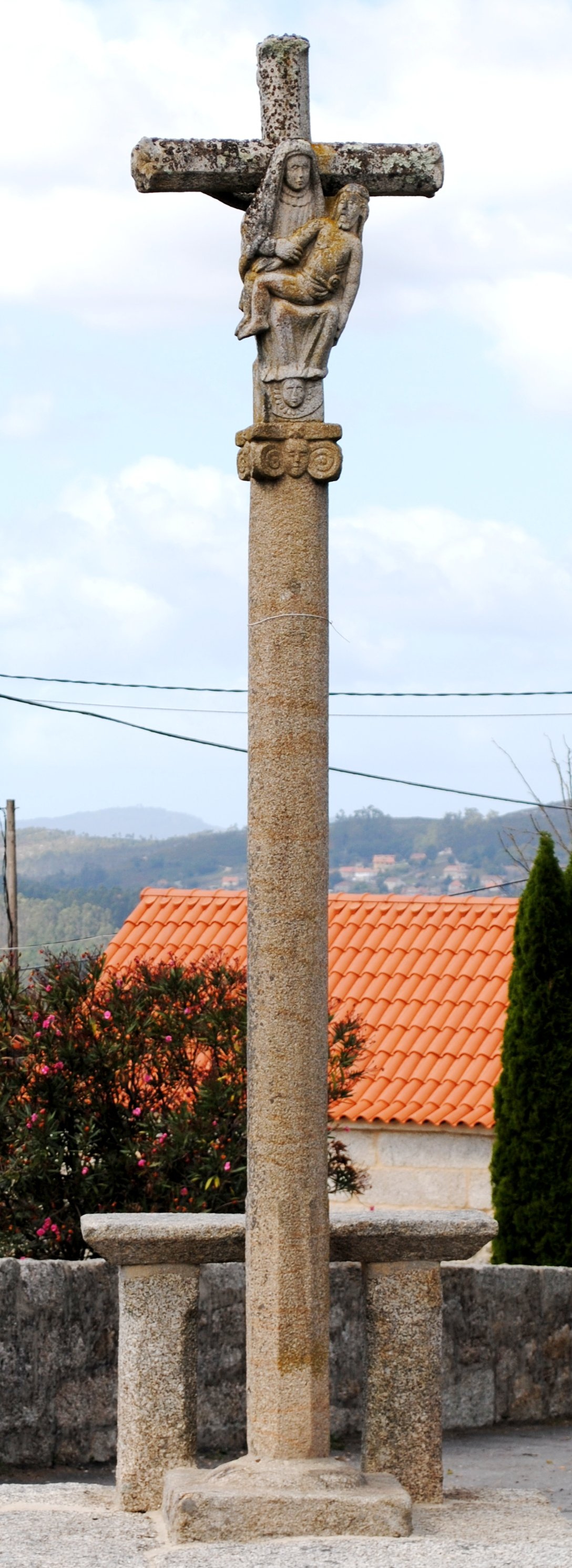
Crucero en Templetes de Montes, Galicia.
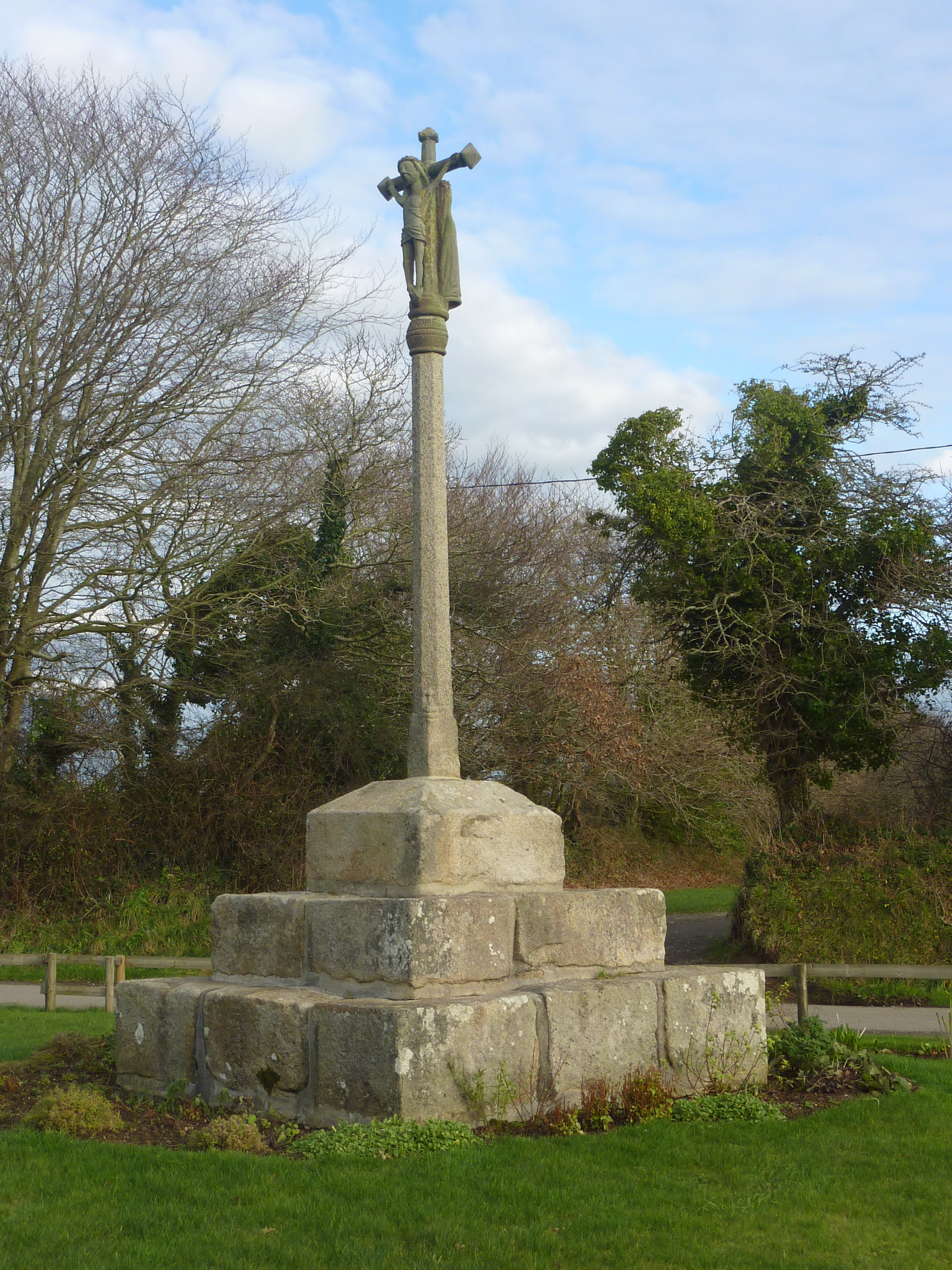
Crucero en la Bretaña.
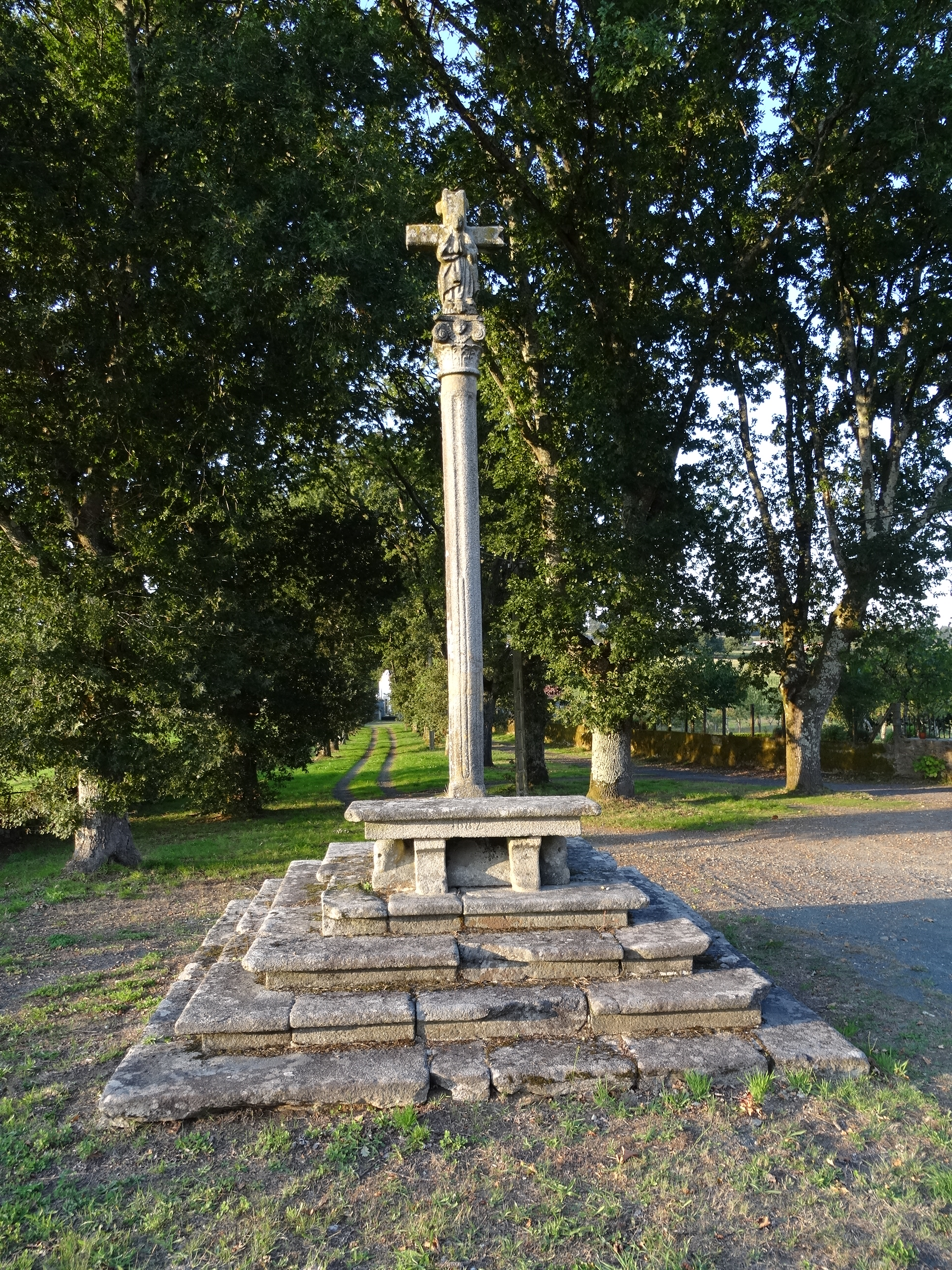
Crucero en Novela, Santiso Galicia.
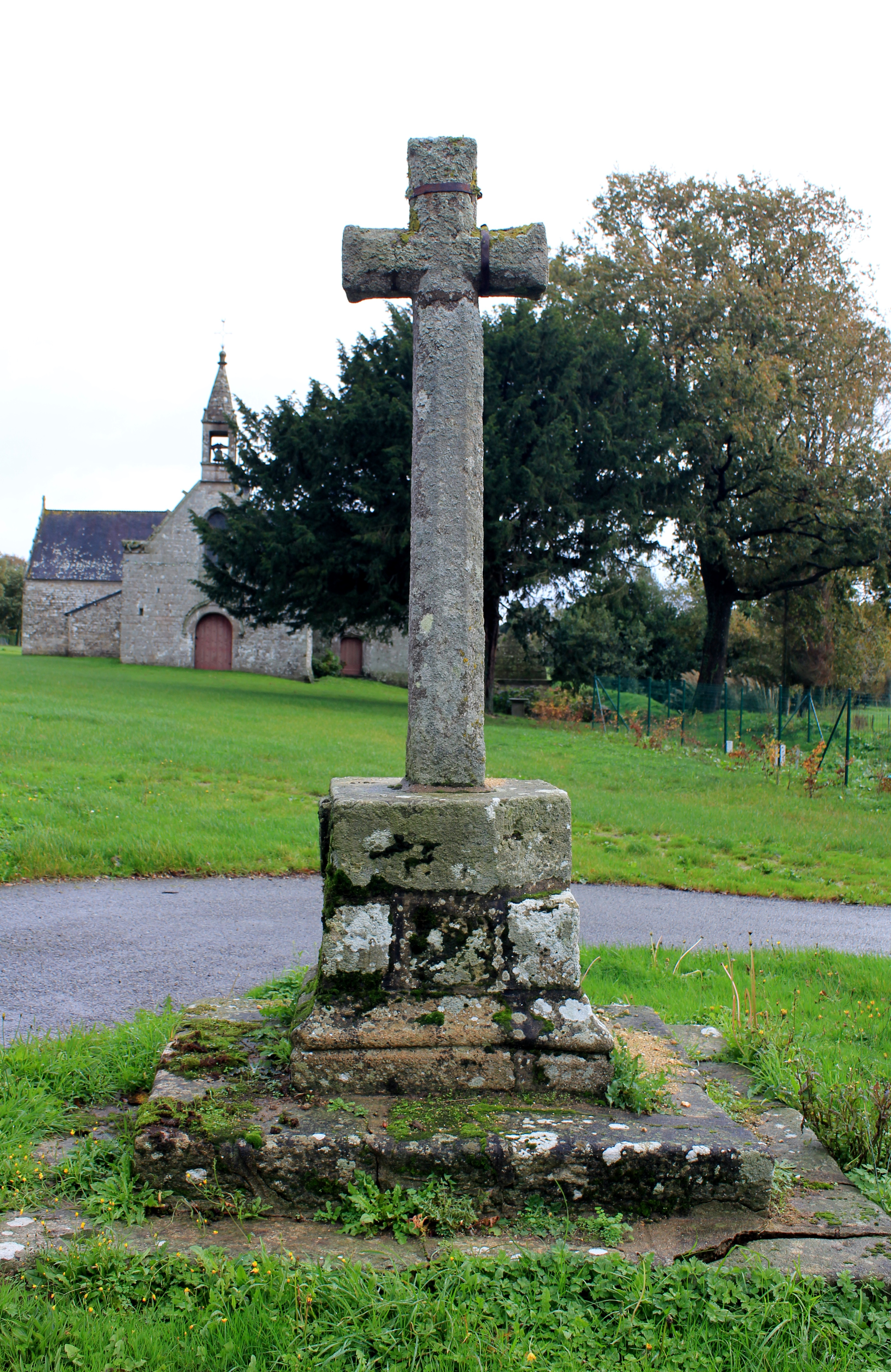
Crucero simple en la Bretaña.
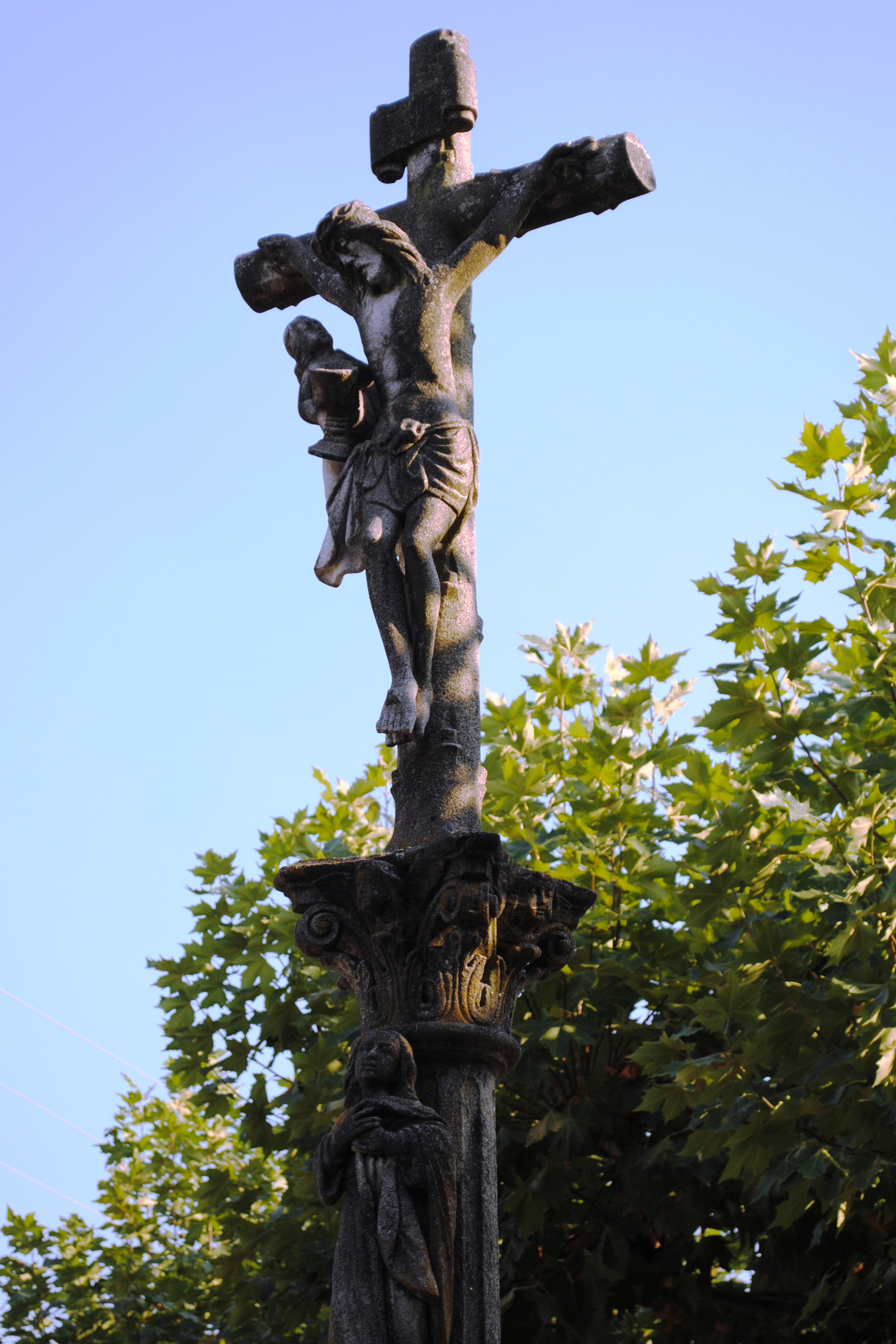
Crucero de lo corriente, en Arantei, Galicia.
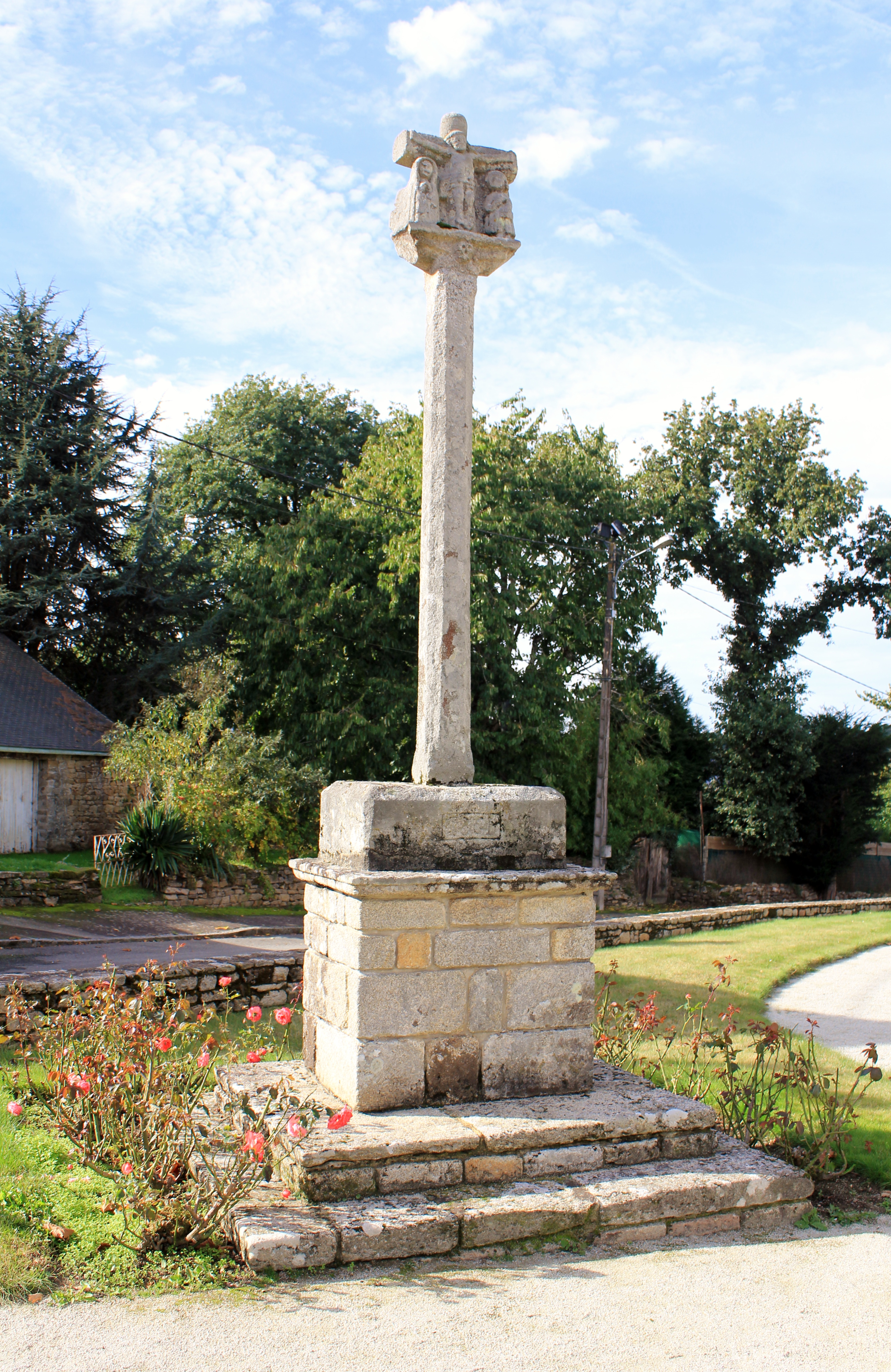
Crucero en la Bretaña.
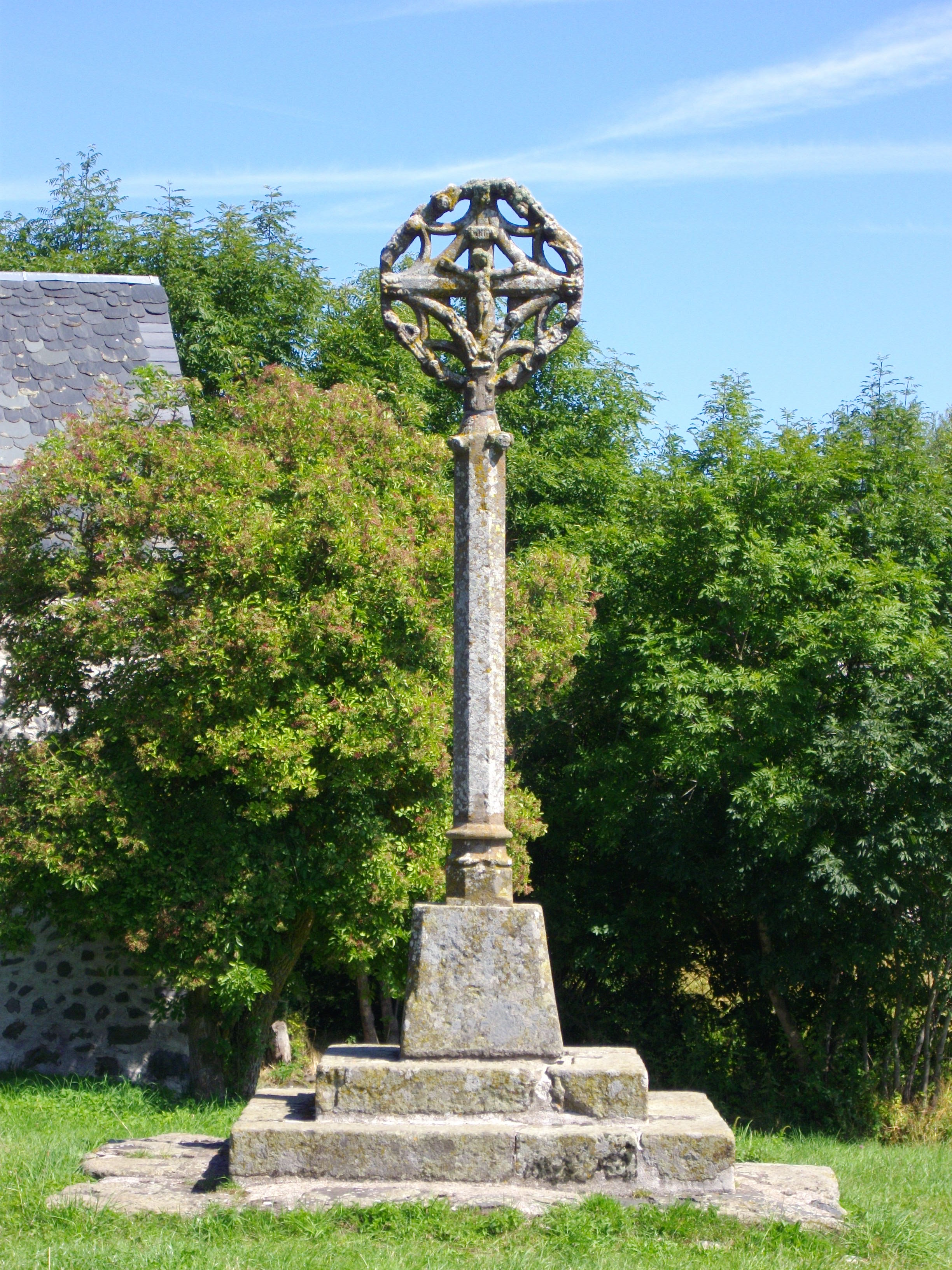
Crucero en raqueta en del siglo XV hecha en granito llamada Croix de Mons en Chalinargues (Cantal, Francia).

### Calvario
Aunque en francés calvaire es sinónimo de crucero, en gallego suene denominar la tríade de cruces: normalmente representa la central donde fue crucificado Xesús, y a los lados las dos cruces de los pecadores. En la Bretaña suelen compartir pedestal, además como en el caso del Crucero del Hío, el granito está muy trabajado.

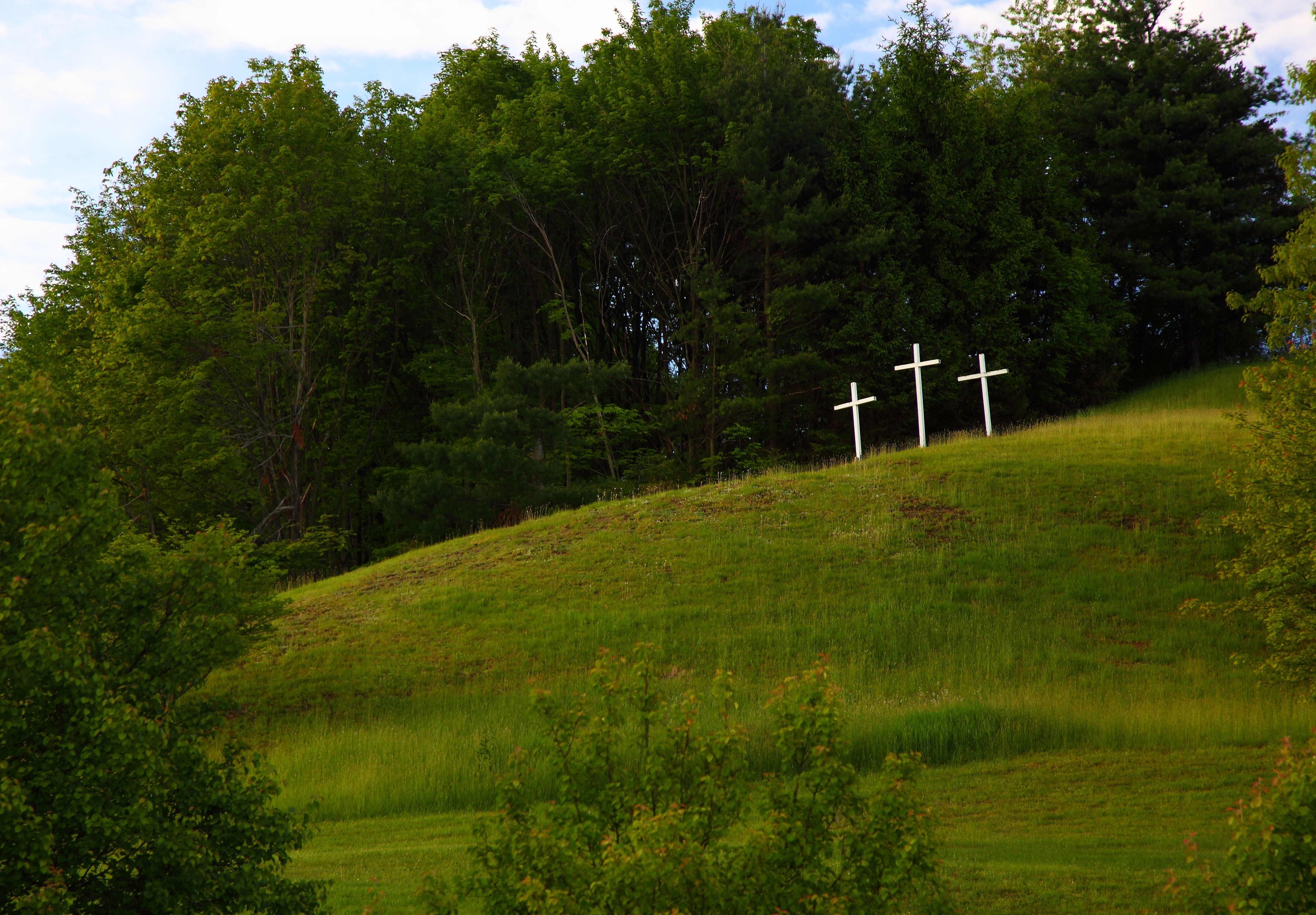
Crucero en Virginia Occidental, Estados Unidos.
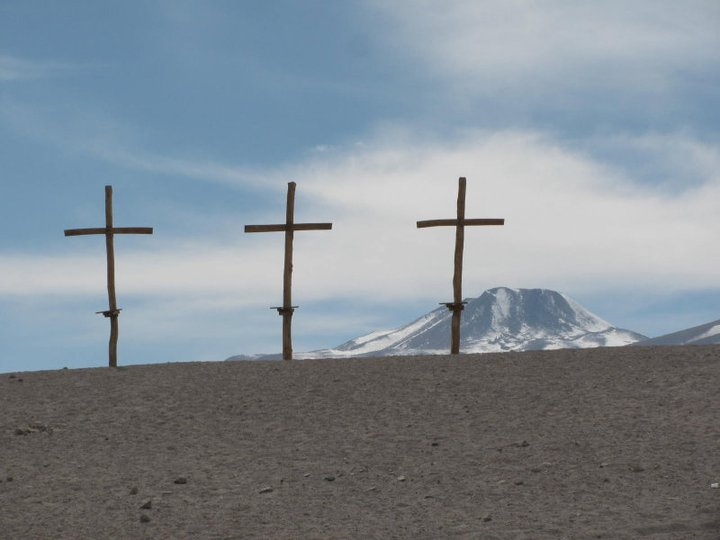
Calvario en Toconao, Chile.
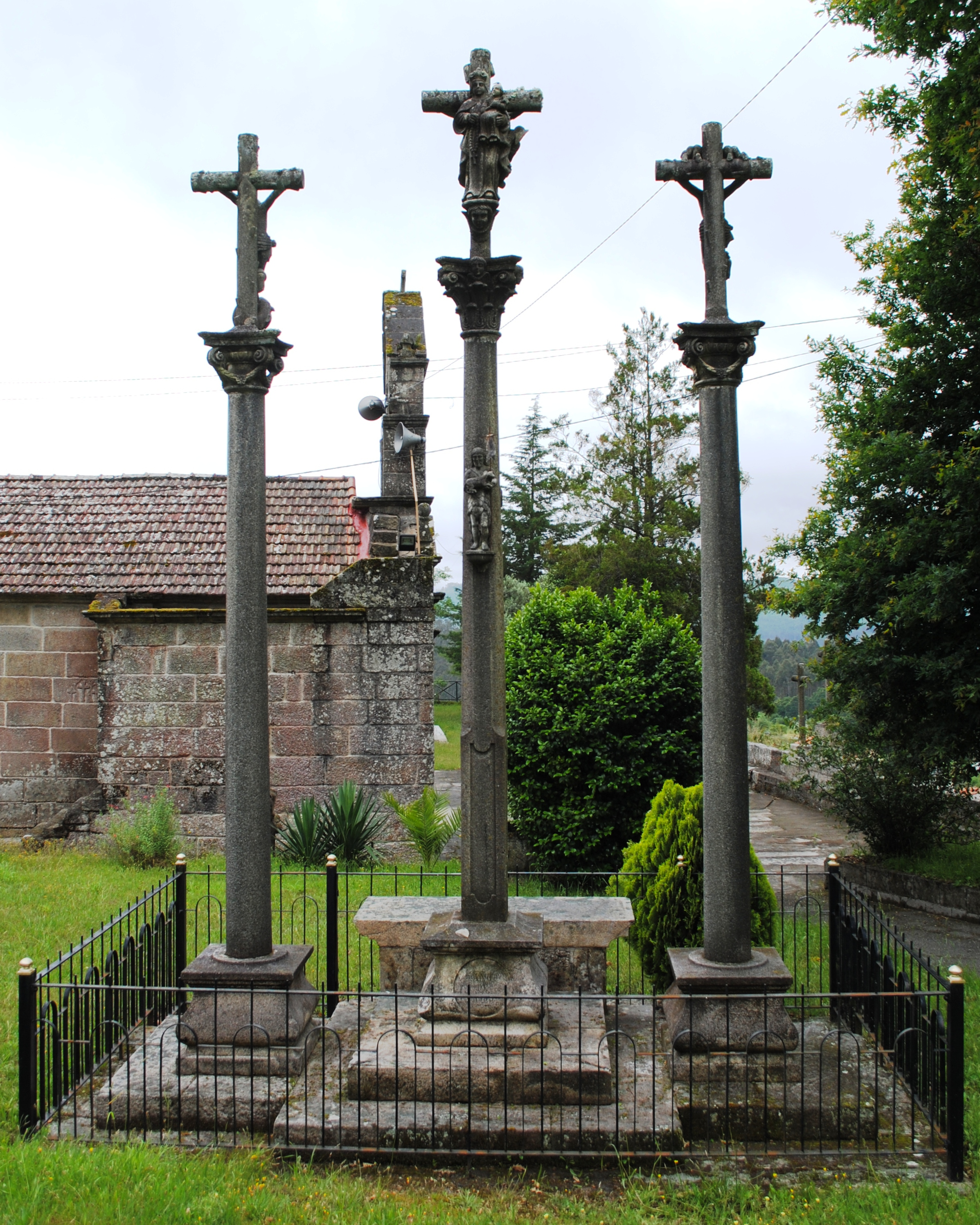
Calvario en Castro Barbudo, Galicia.
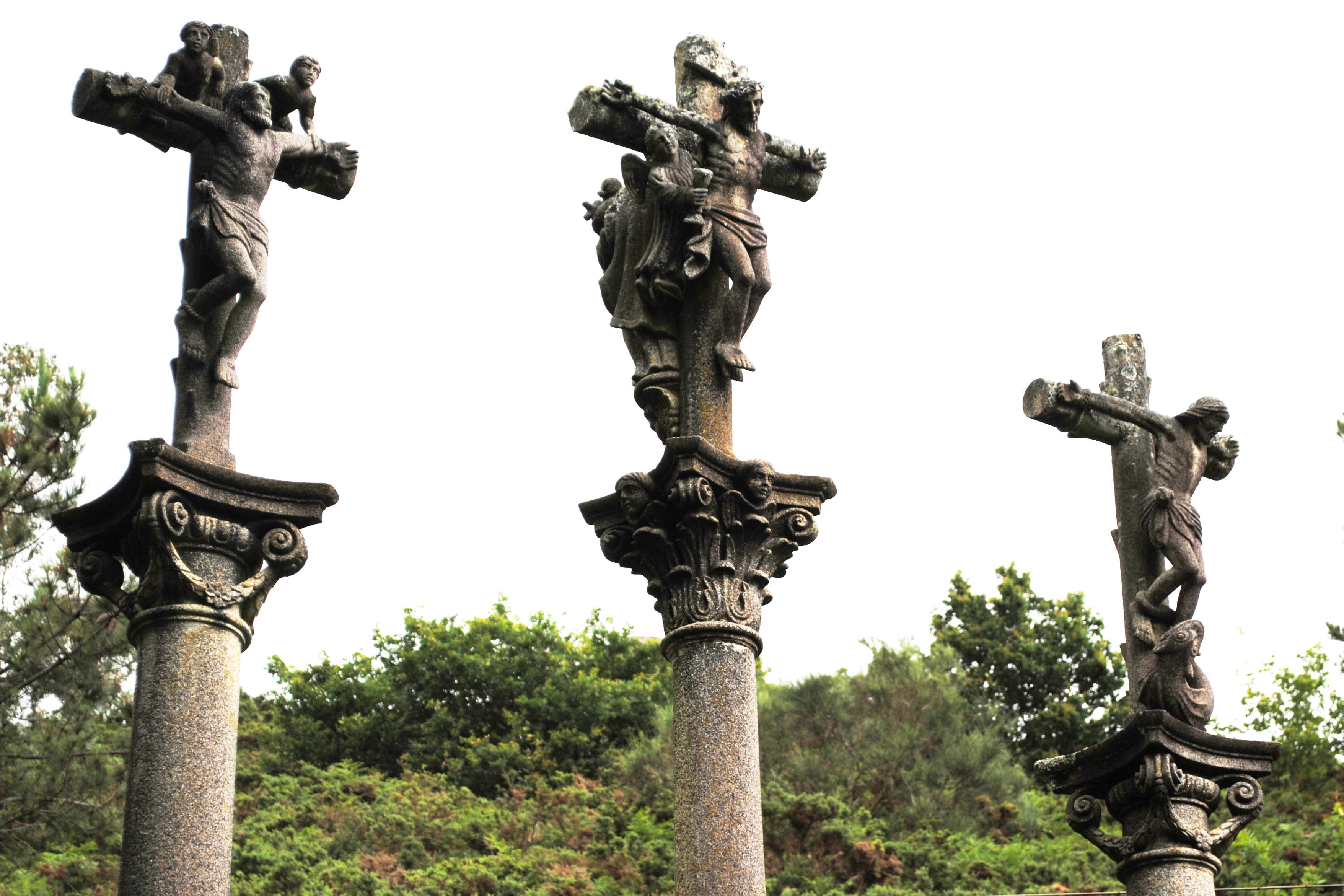
Detalle del calvario en Castro Barbudo, Galicia.
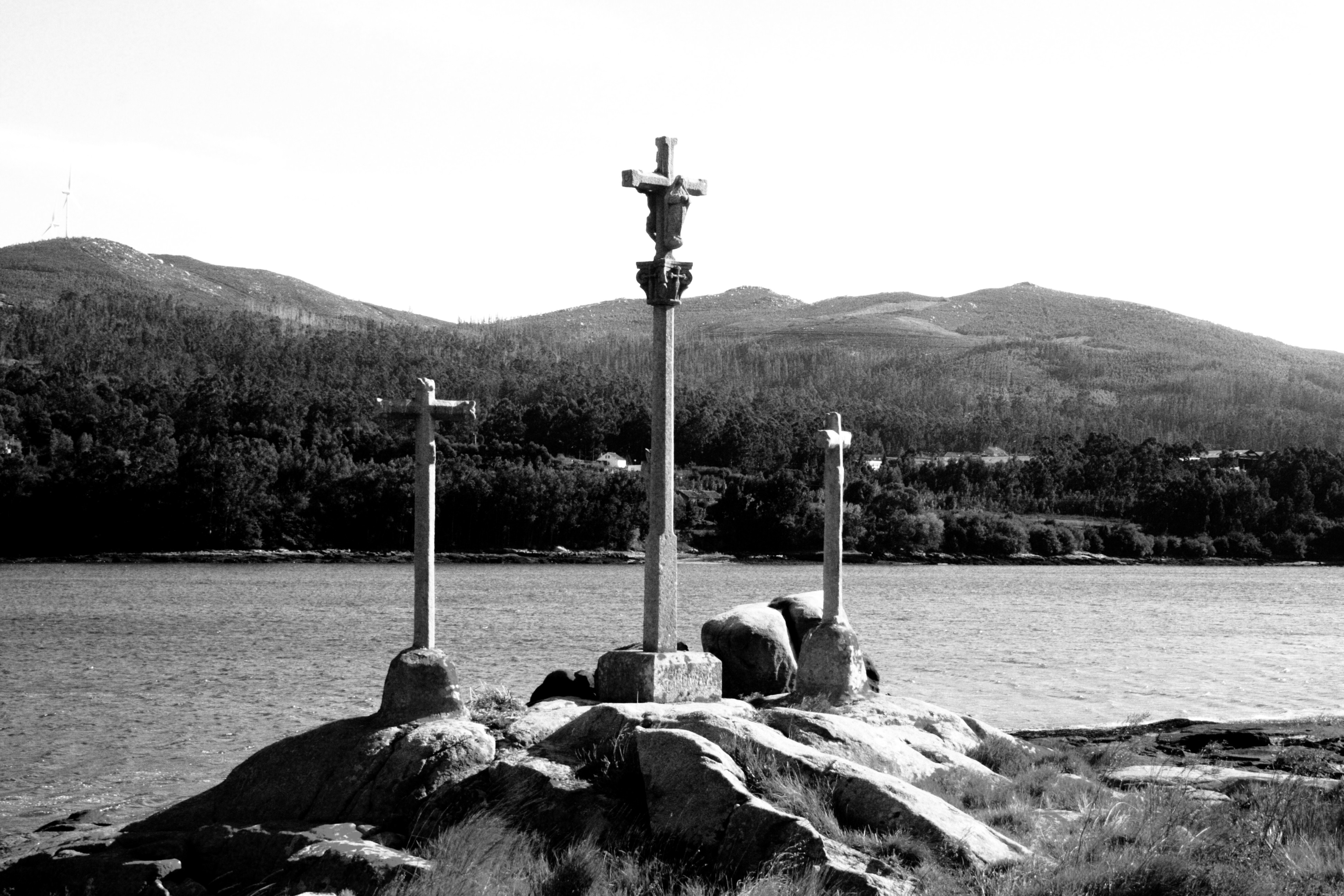
Calvario en Catoira, Galicia.
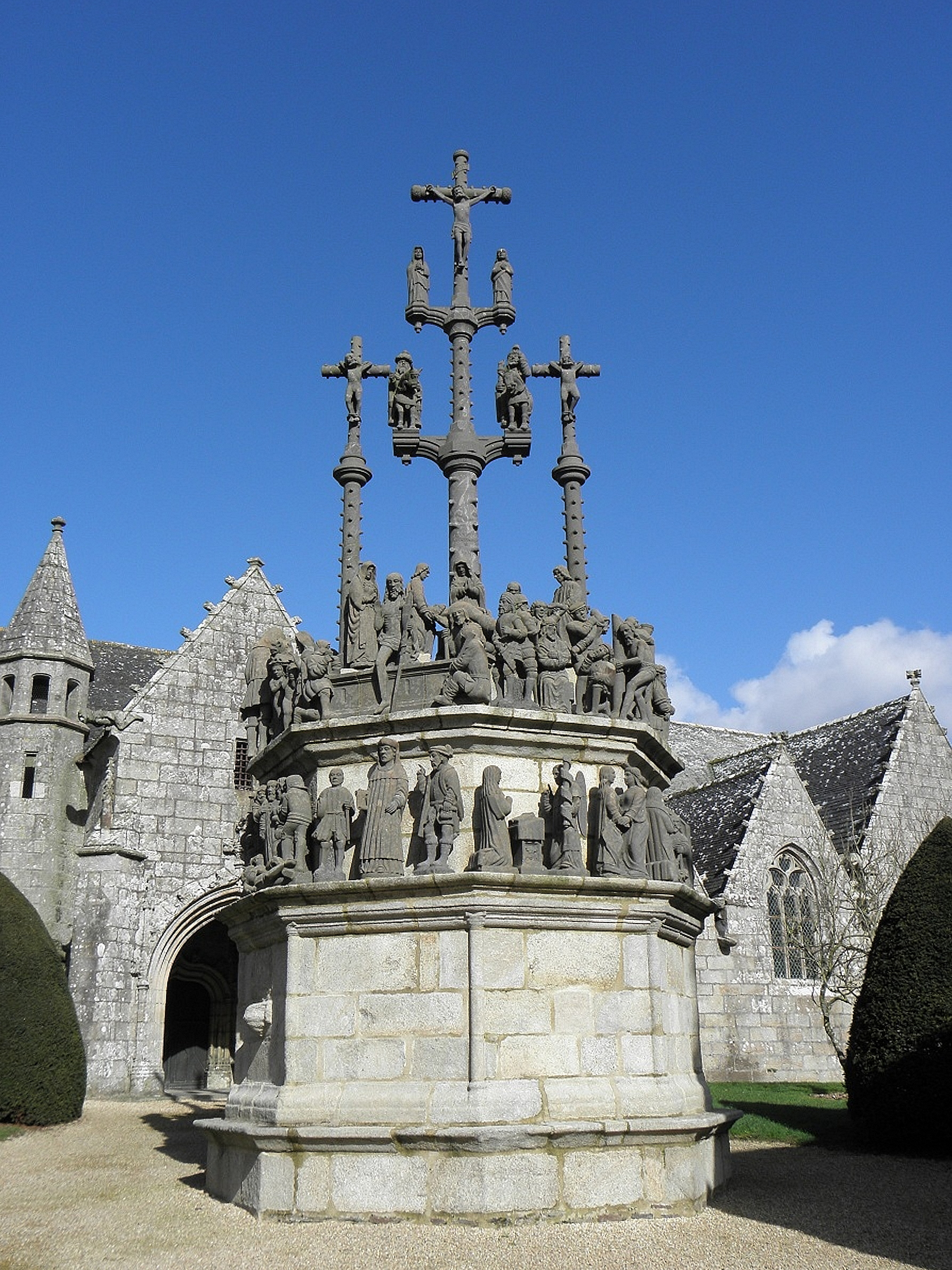
Calvario en la Bretaña.
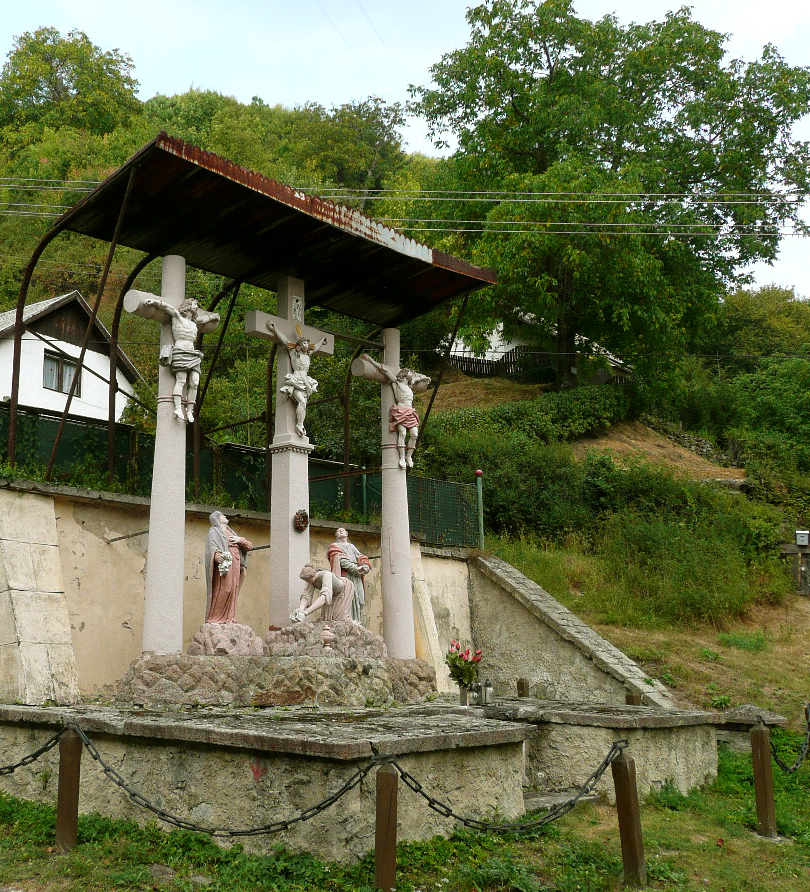
Calvario en Eslovaquia.
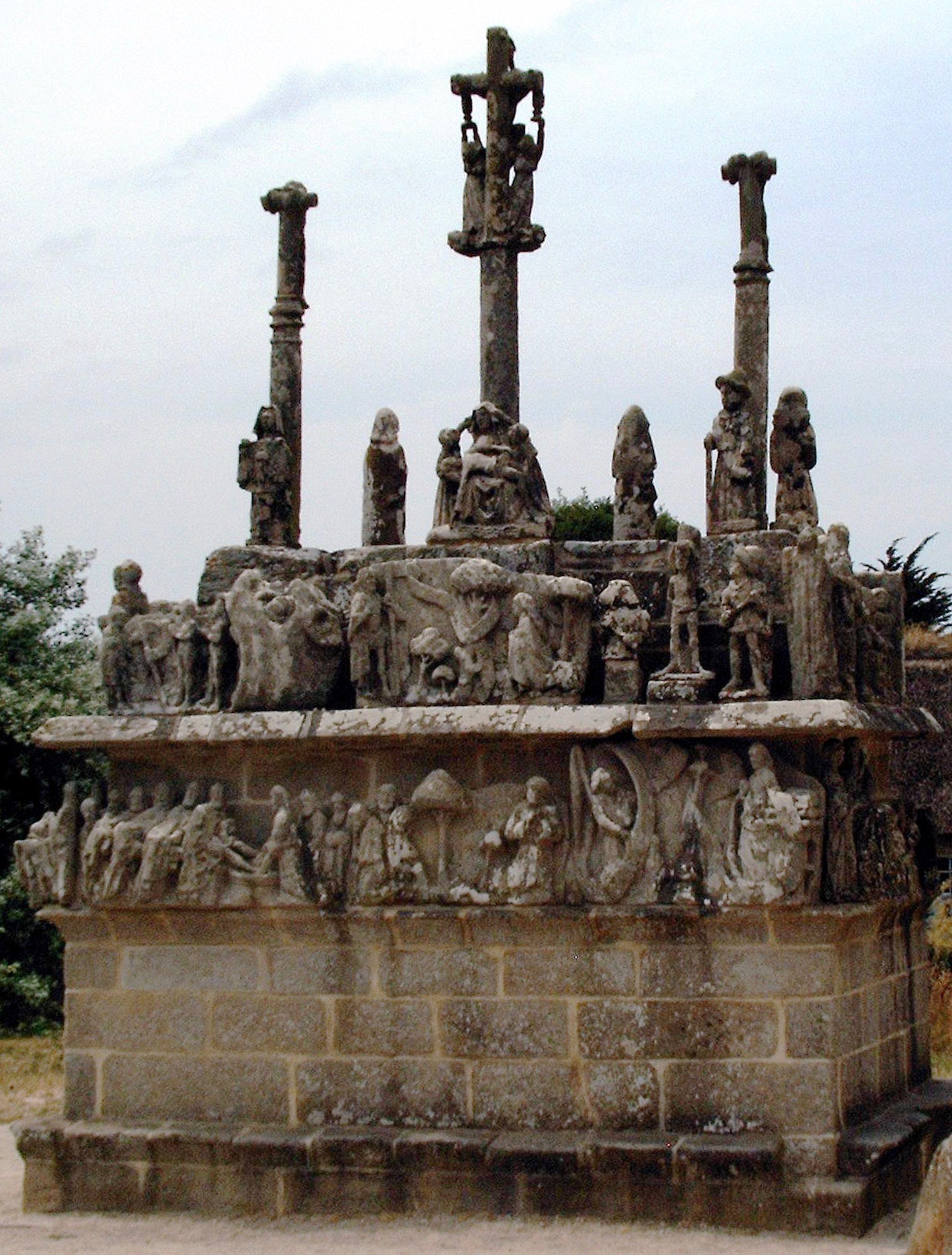
Calvario en Finisterre, Bretaña.
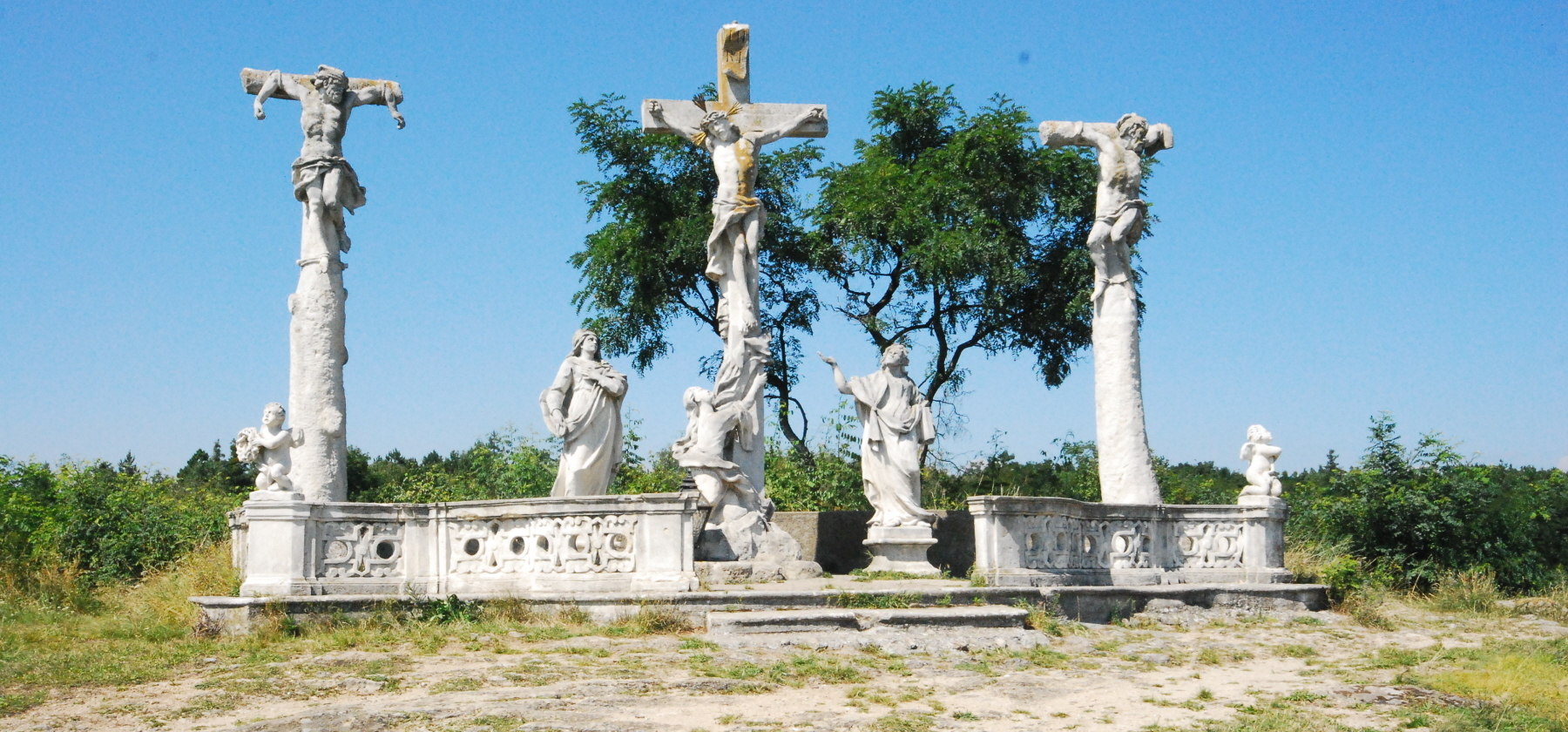
Calvario en Retz, Austria.
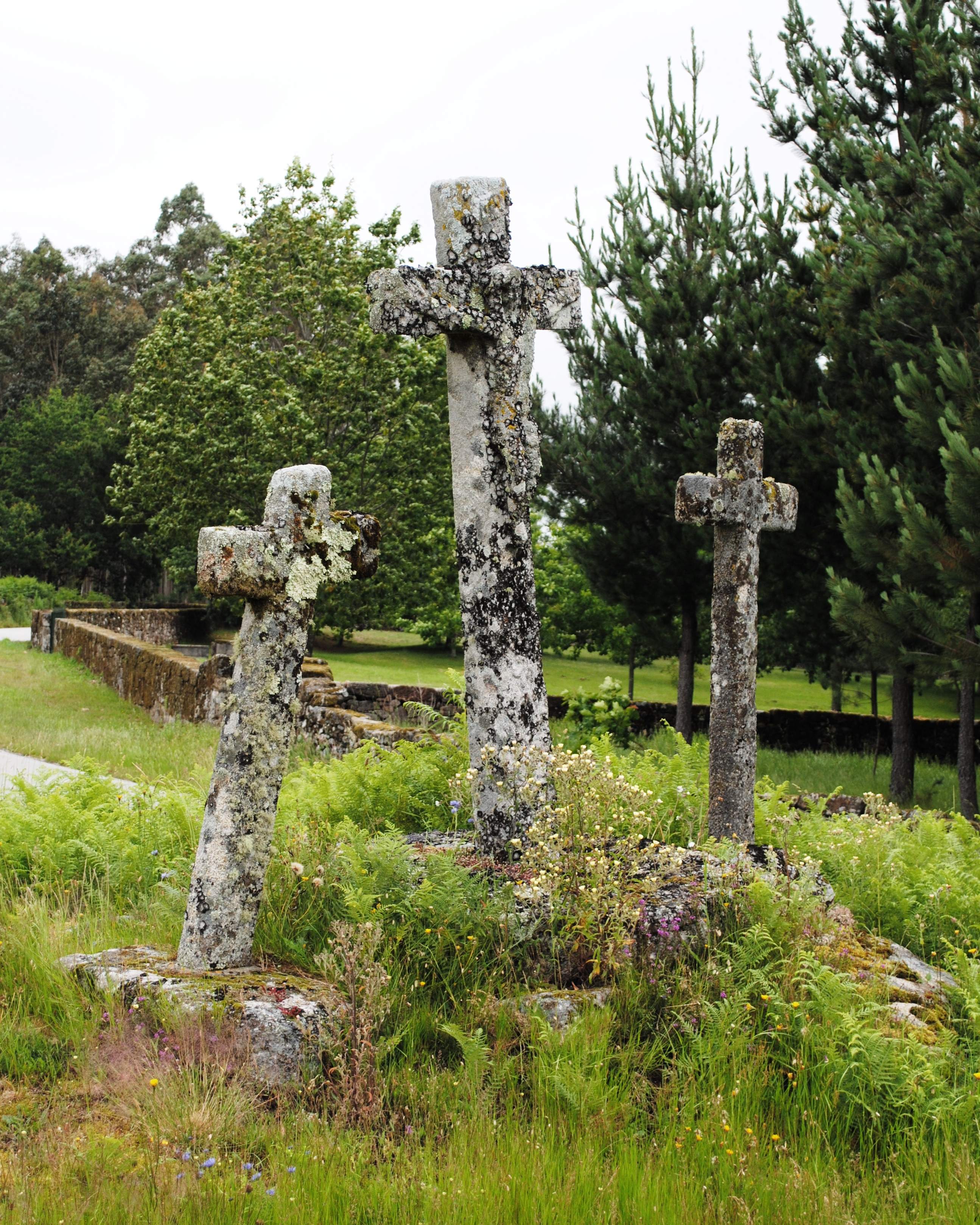
Calvario en Anceu (Galicia).

### Cruz de mercado
Existen ejemplos semejantes de cruceros en Gran Bretaña en caminos o también las típicas cruces que marcan en las plazas centrales de las villas donde se hace la feria llamadas market crosses (en inglés) o mercat crosses (en escocés). En Escocia existen unas 126, la mayoría del siglo XVIII. En Inglaterra muchas veces son monumentos más complejos semejantes a los cruceros cubiertos gallegos y portugueses.

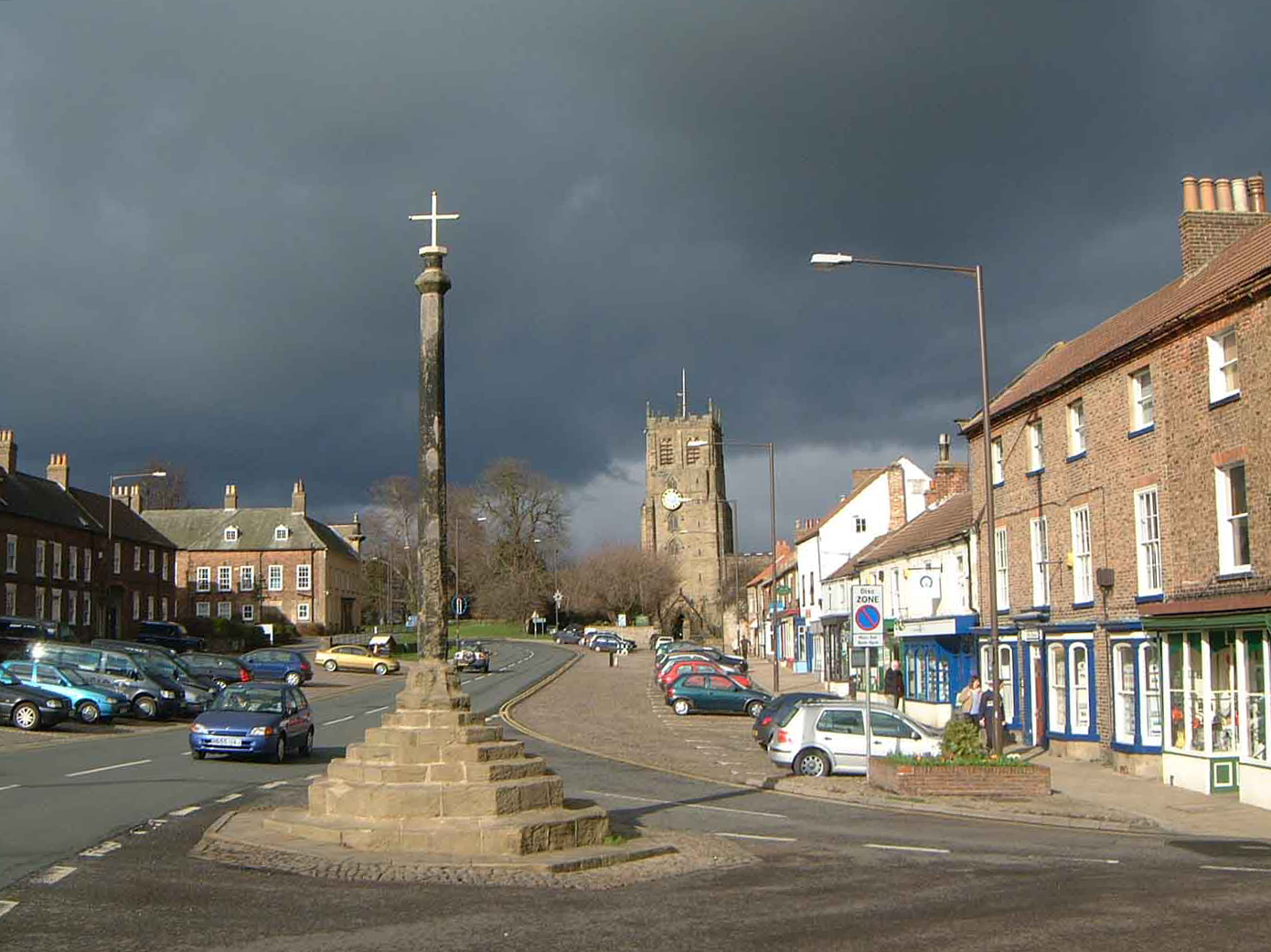
Crucero market cross en Bedale (Inglaterra).
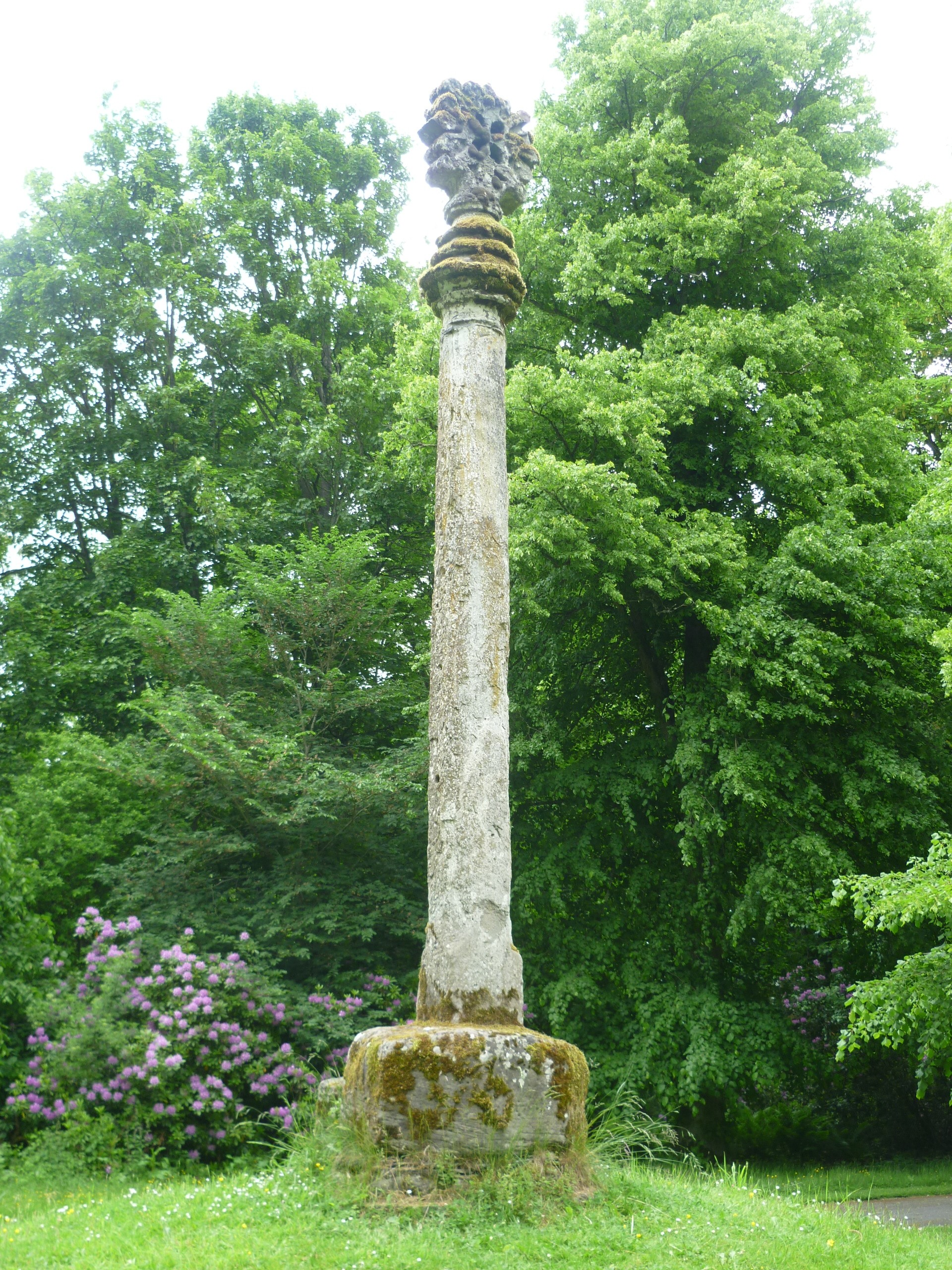
Crucero en Escocia.
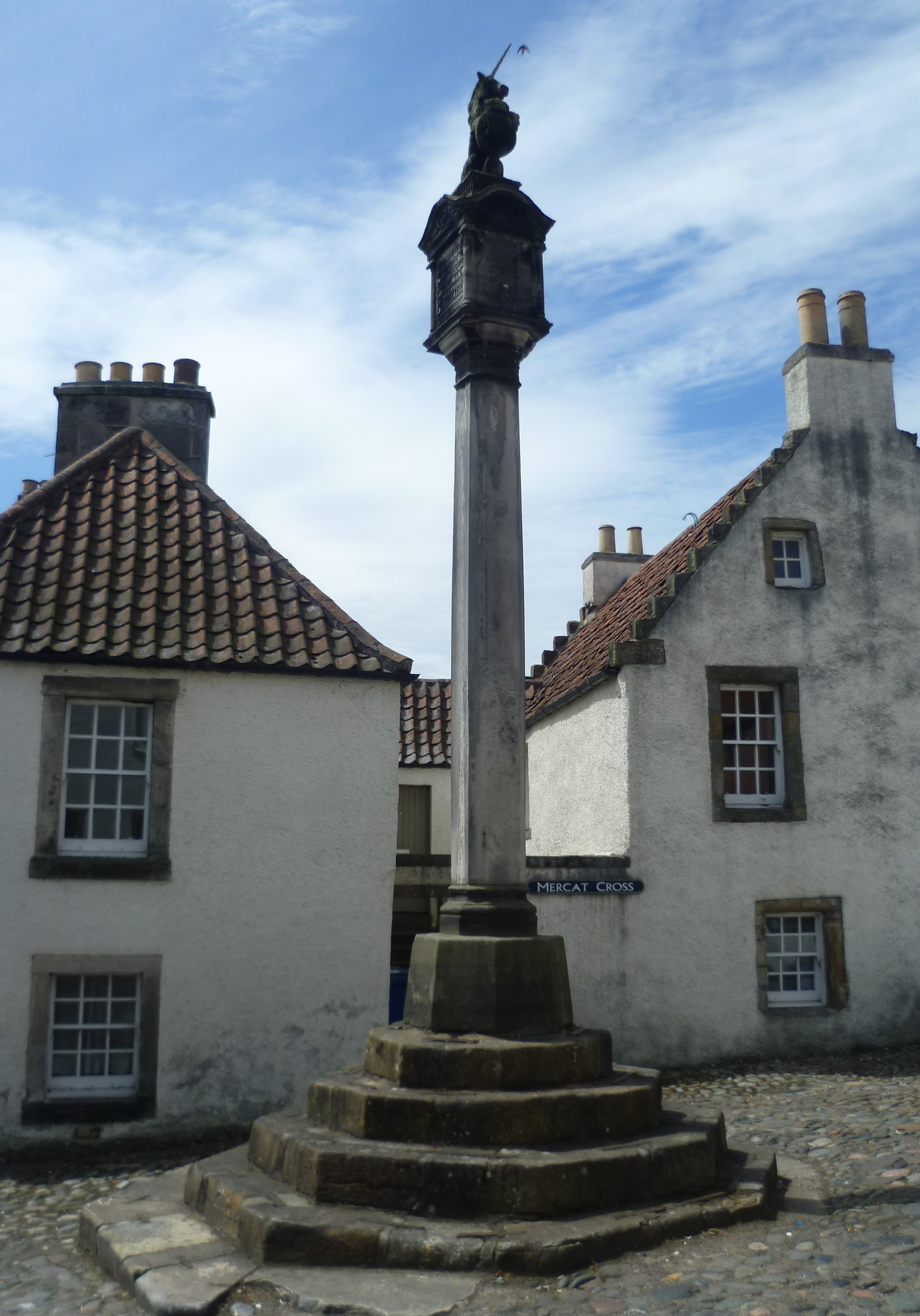
Mercat cross en Culross, Escocia.
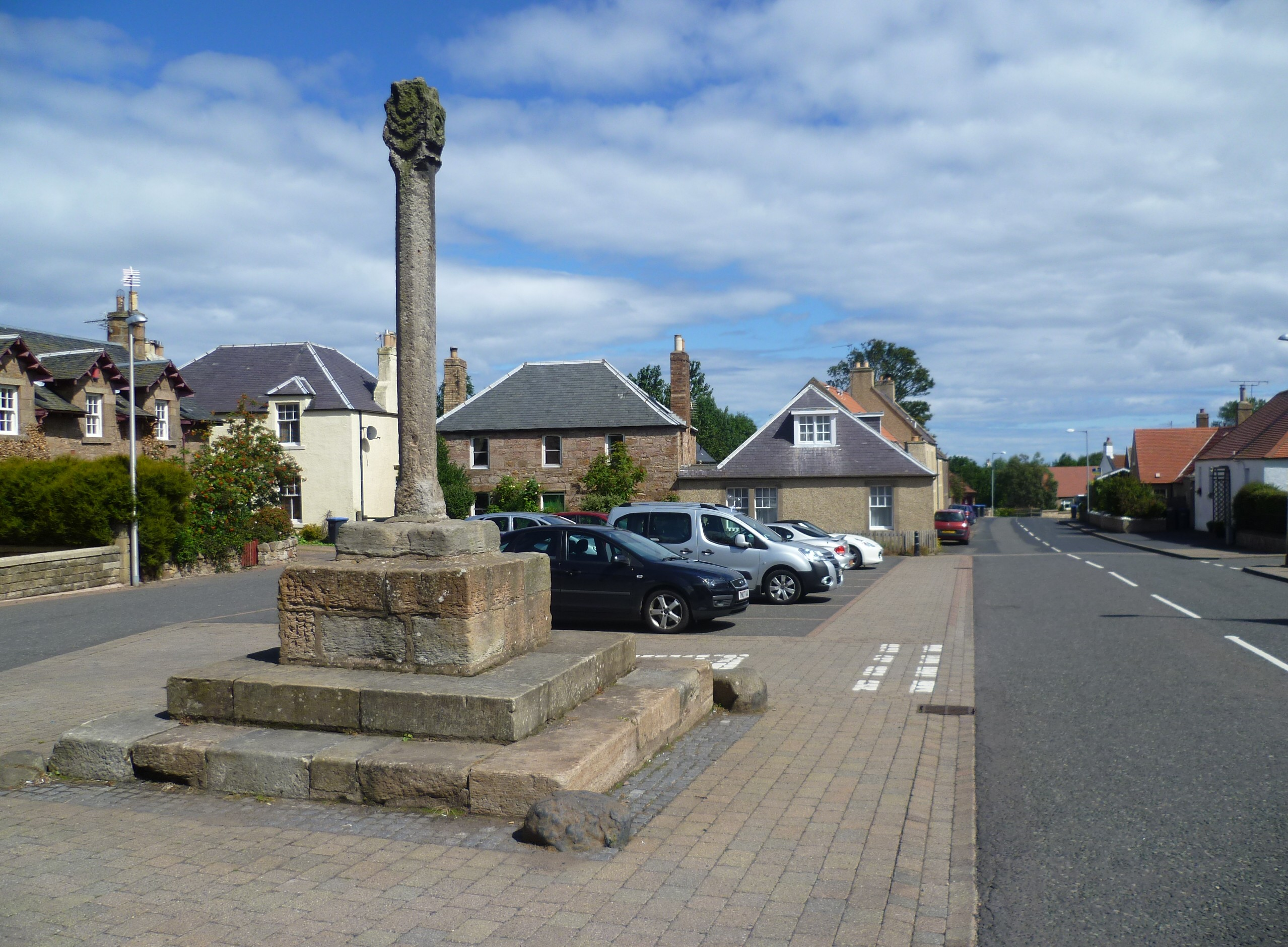
Mercat cross en Cockburnspath, Berwickshire, Escocia.
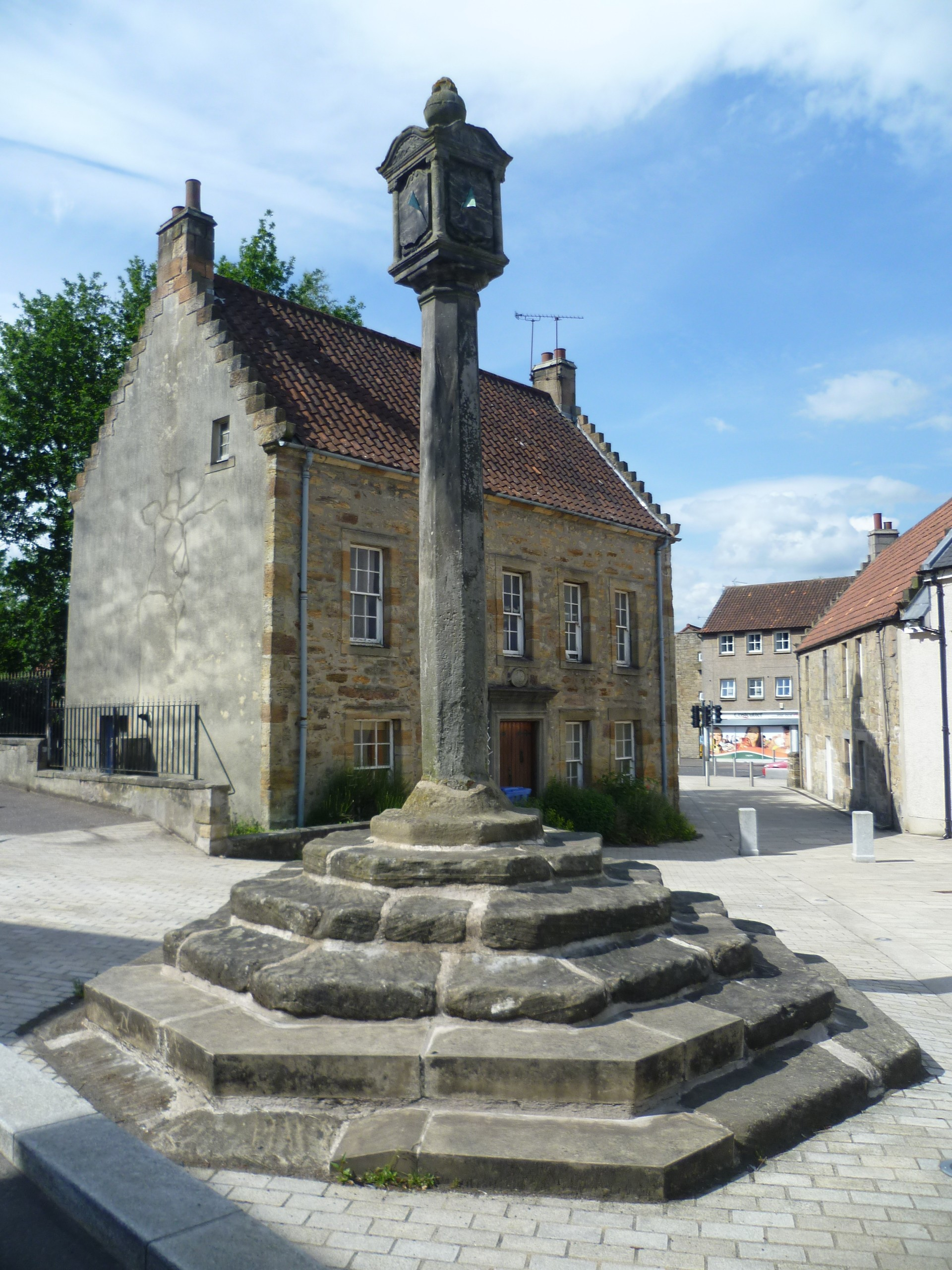
Mercat cross de Airth, en la parroquia de Falkirk, Escocia.

### Perron
Llamadas perroen en neerlandés son columnas de una piedra, normalmente rematadas con un orbe (un globo con una cruz), que se irguieron en ciudades que pertenecían al antiguo principado de Liexa, en Bélgica y Países Bajos (980-1795). Las cruces-columnas simbolizan la libertad y autonomía local. 

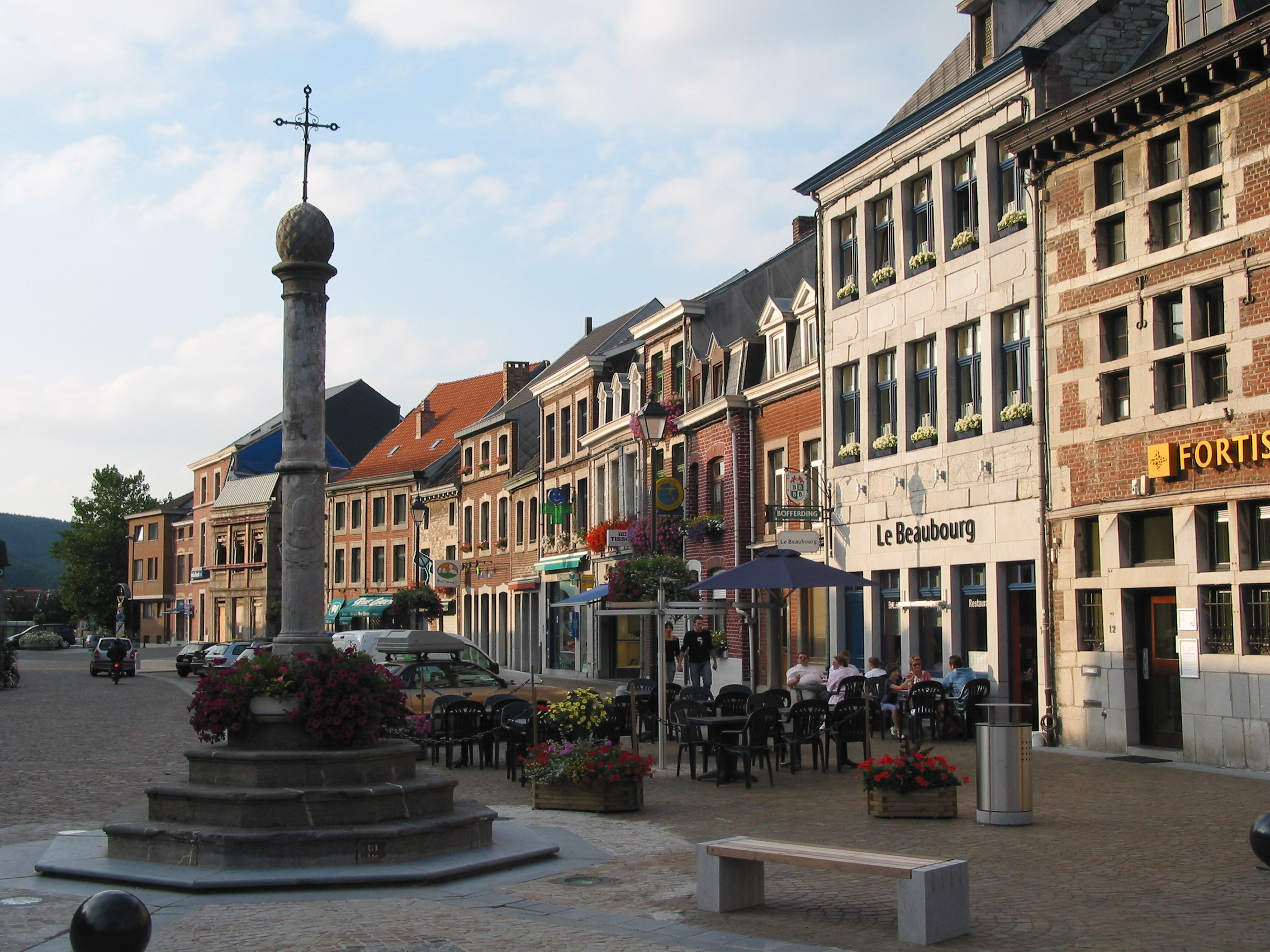
El perron de Theux, Bélgica.
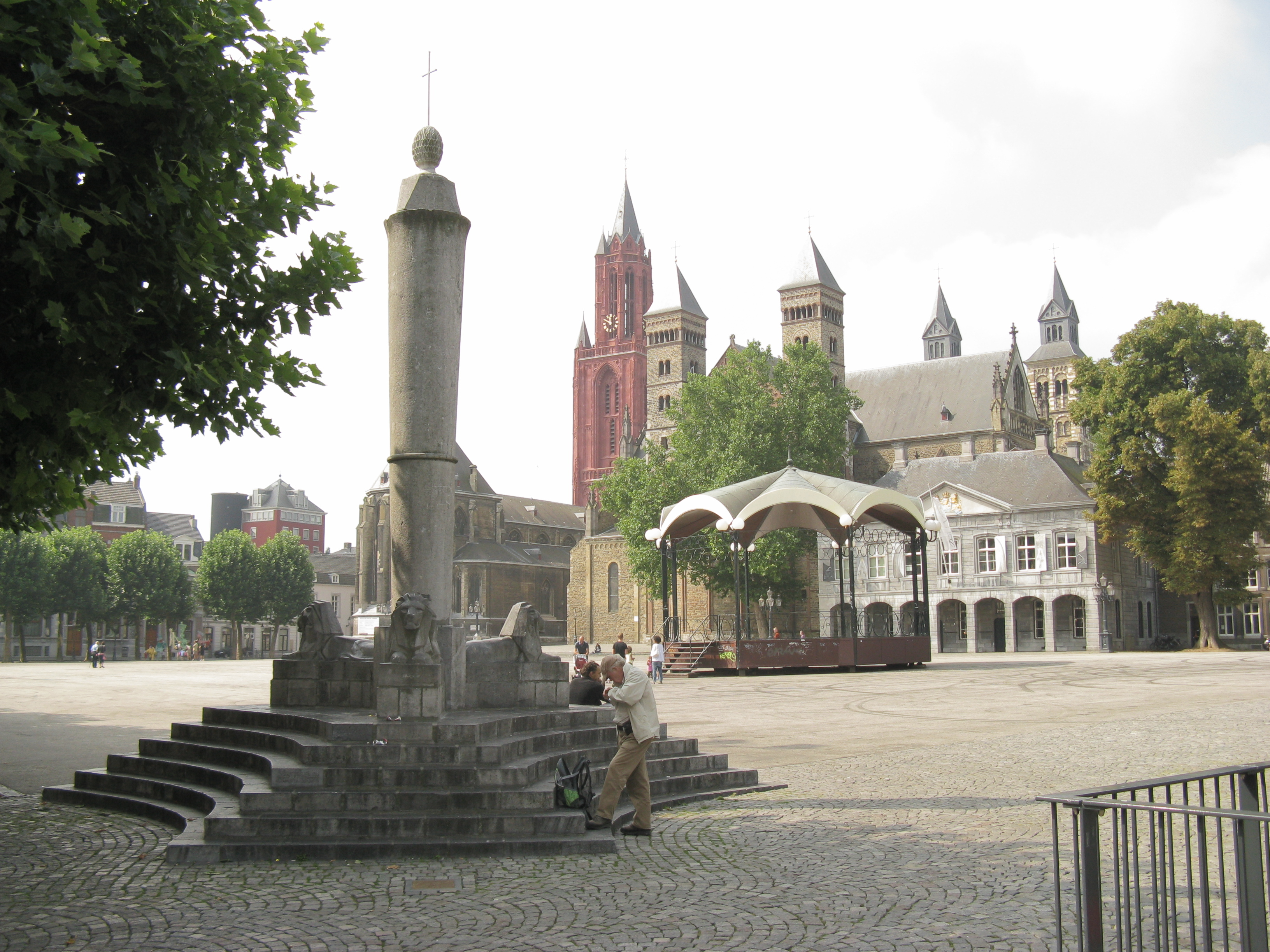
Perron en Maastricht, Países Bajos.

### Cruz de término
Una cruz de termo (en lengua catalana: Creyó de tenerme) es un tipo de hito o marco clavado antaño a la entrada de las villas y ciudades como muestra de piedad del pueblo y para su fomento entre los viaxantes (finalidad diferente a la de los cruceros). Se encuentra en algunas villas de Cataluña, Aragón y Comunidad Valenciana. Consiste en una cruz monumental, habitualmente de una piedra, muy semejante a los cruceros gallegos sobre unos escalones de planta circular o poligonal sobre las que se yergue el fuste rematado en nudo, broche o chapitel, que sustenta la cruz de una piedra labrada en cantería. 

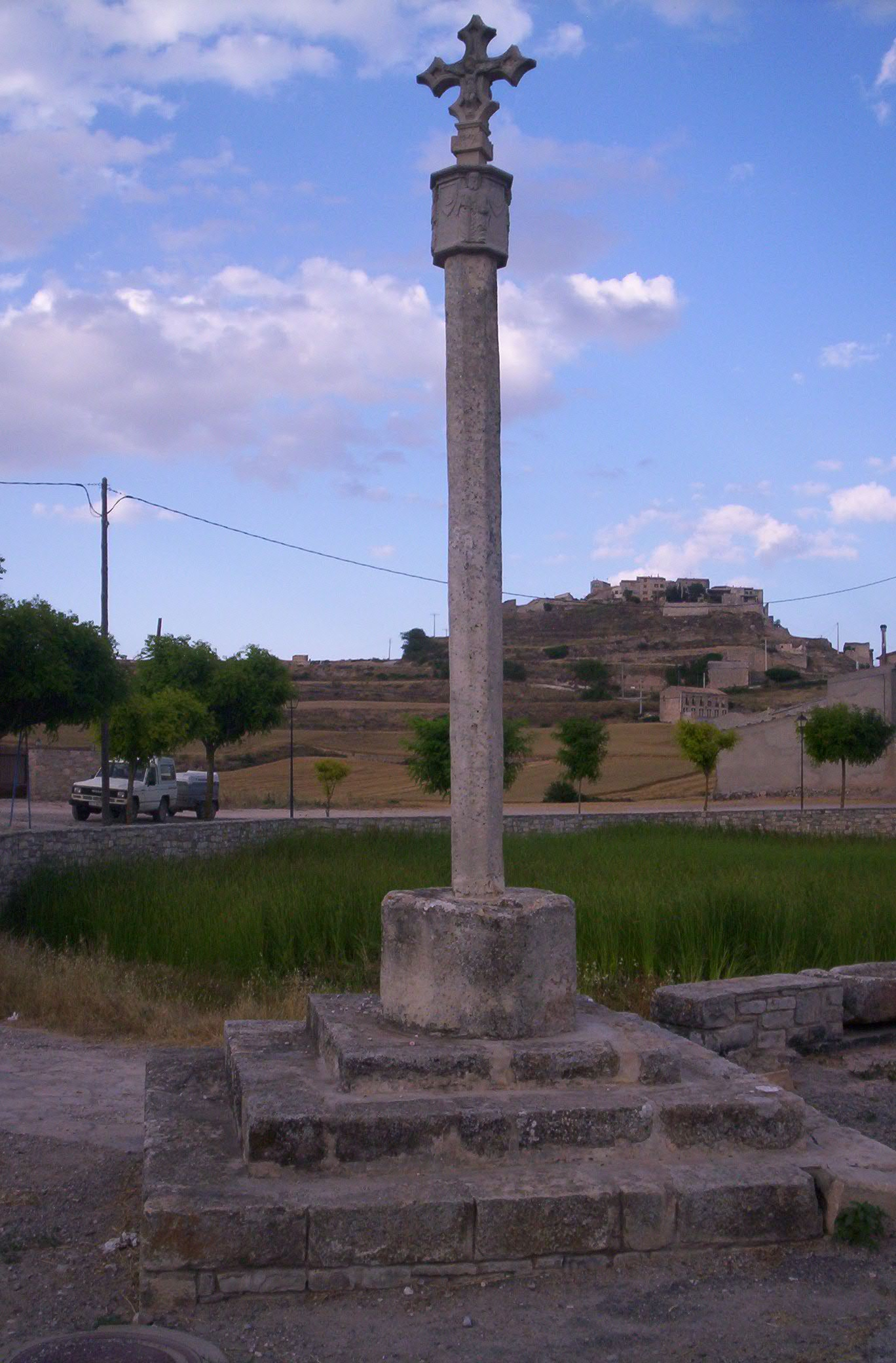
Cruz de tenérmelo de Forès (Cuenca de Barberà, Tarragona).
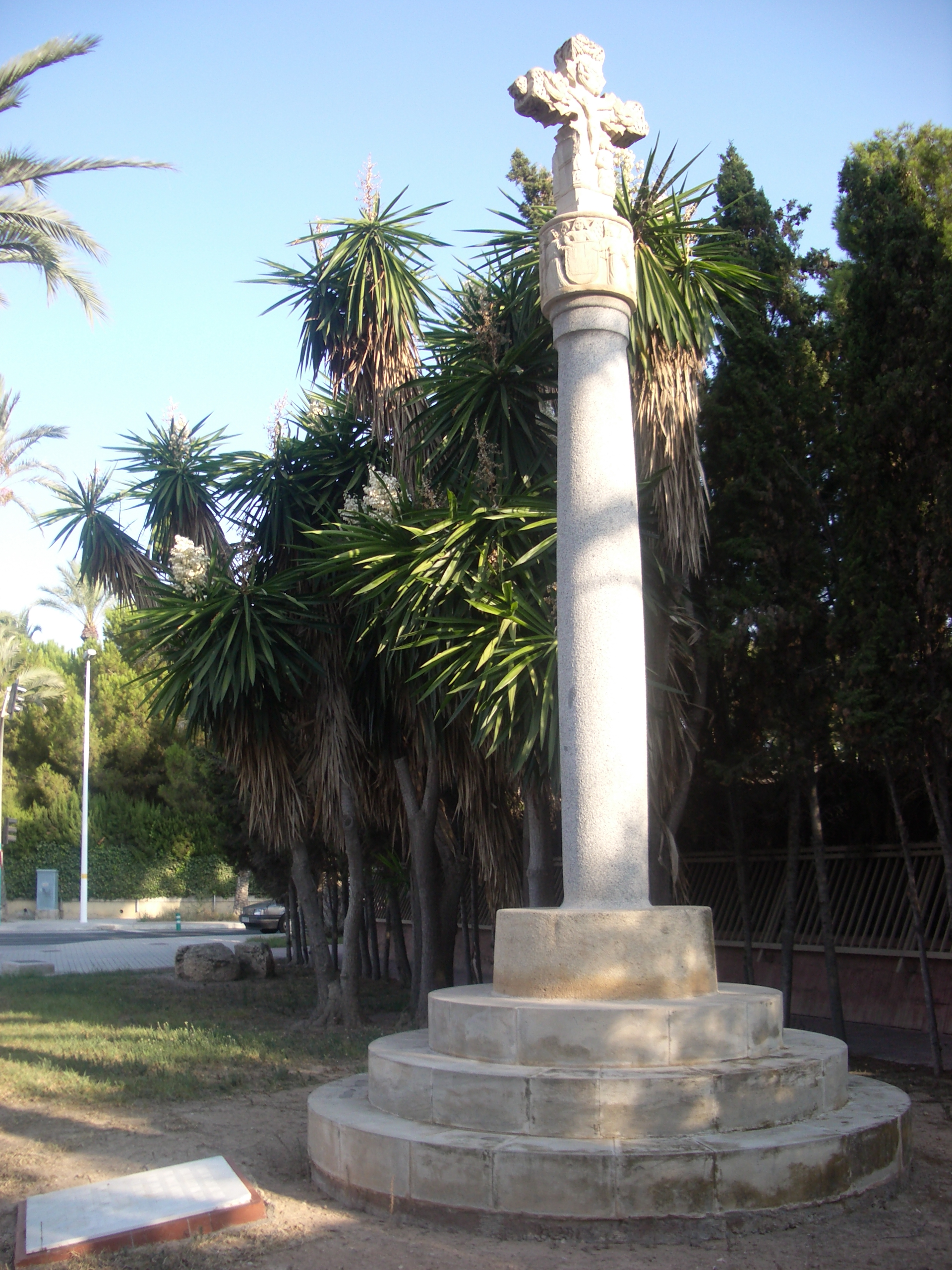
Cruz de tenérmelo del antiguo camino Elx-Alacant.

### Cruces cubiertas
Son cruceros y cruces de tenérmelo con una especie de alpendre, normalmente la cuatro aguas, sostenido por cuatro piares. Se construyen a partir del siglo XV, mayormente de estilo gótico y renacentista, aunque también encontramos ejemplos barrocos. Encontramos ejemplos en el levante español (creus cobertes), Galicia y Norte de Portugal.

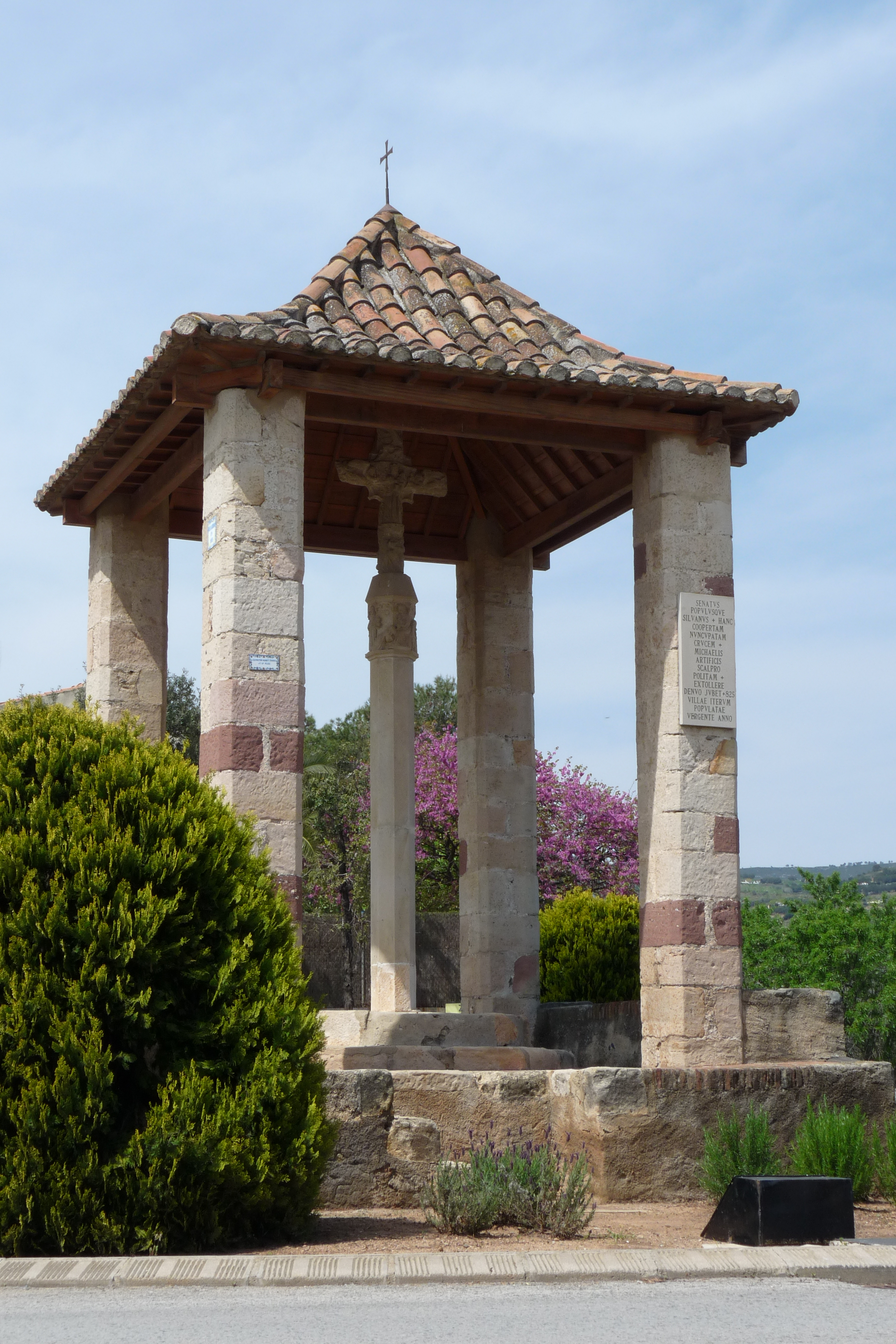
La Cruz Cubierta de lana Selva de él Camp, Tarragona.
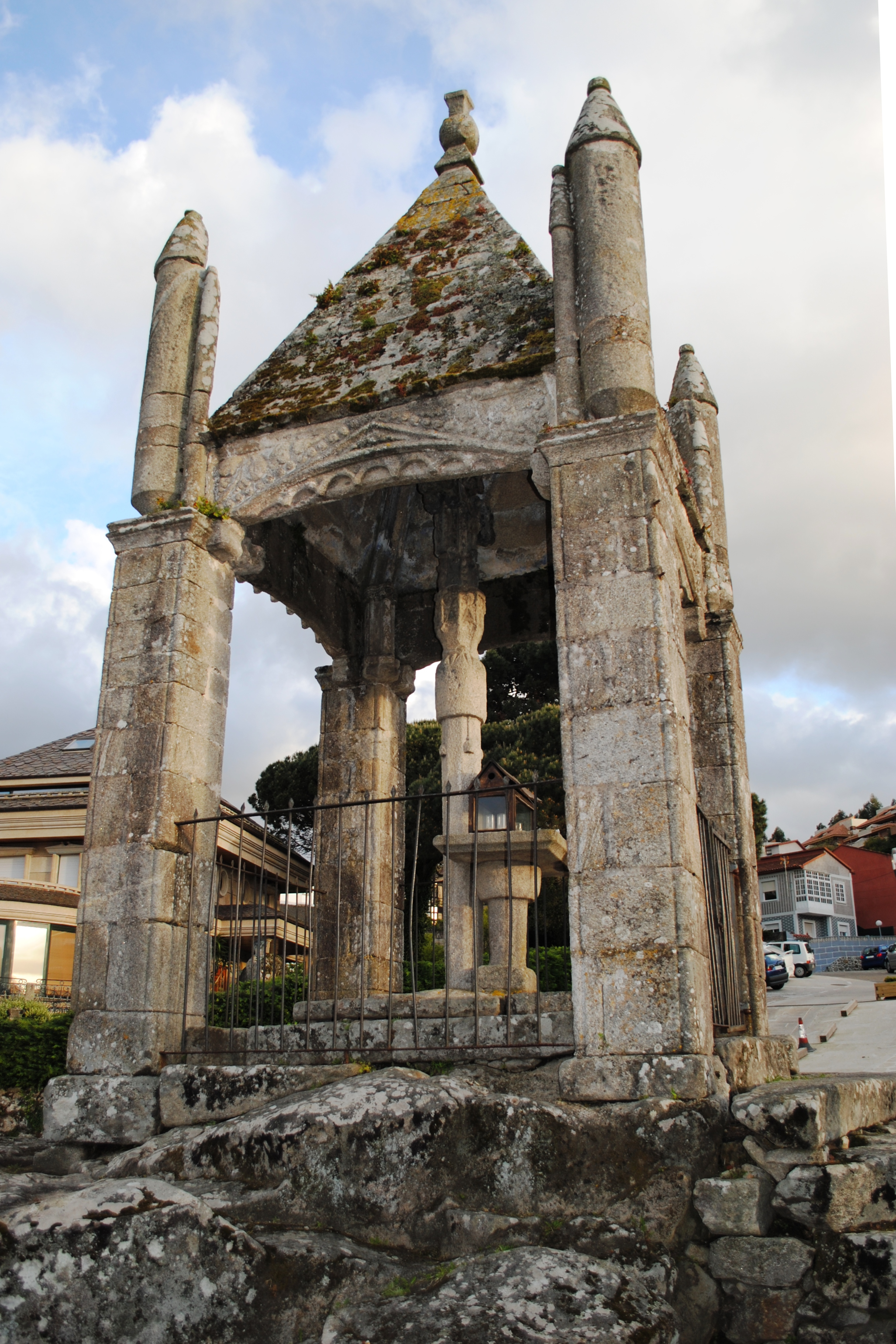
Crucero de la Santísima Trinidad, siglo XV, Baiona (Pontevedra).
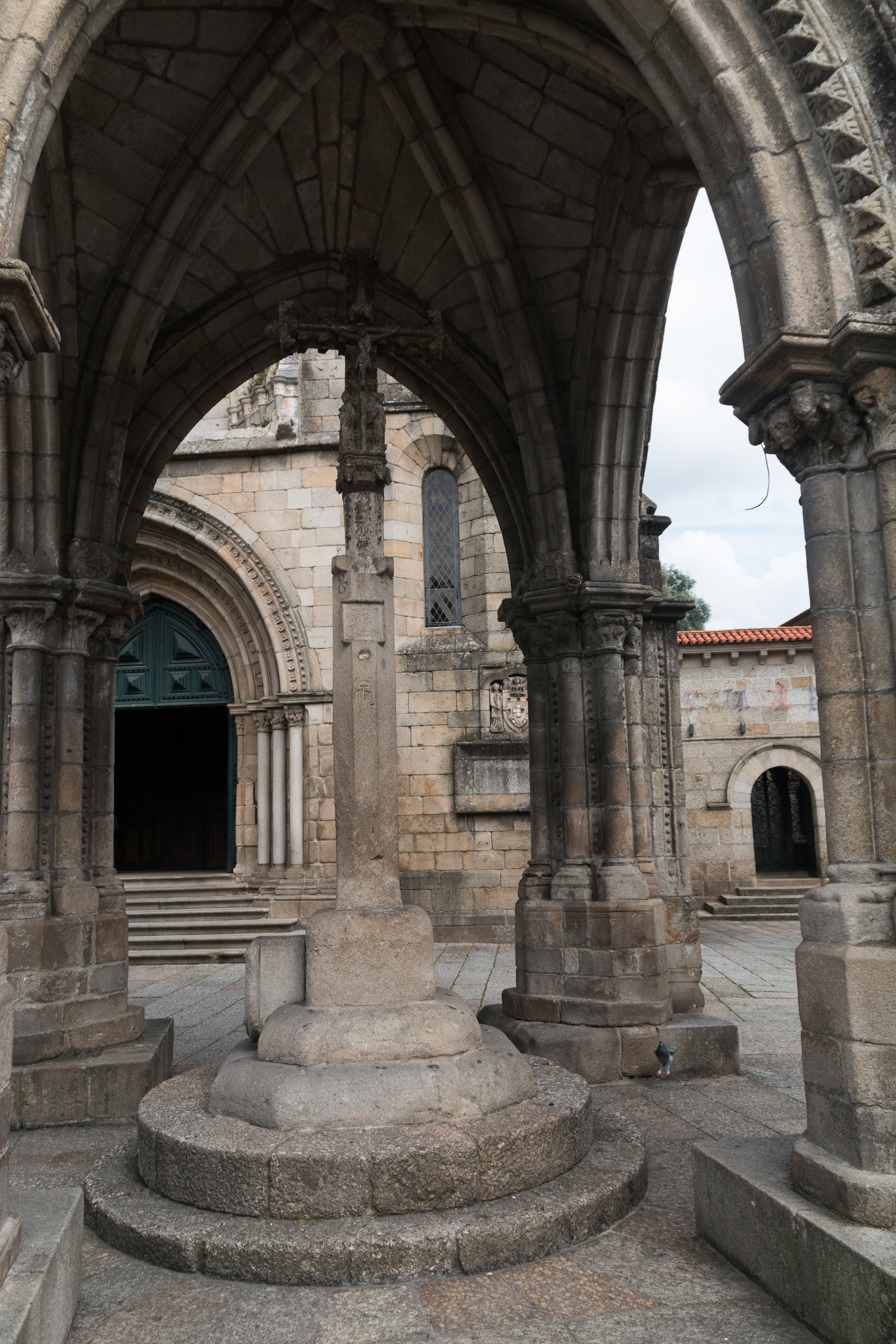
Crucero cubierto en Guimarães (Portugal) (Monumento a la Batalla del Salado o de Nuestra Señora de la Vitoria).
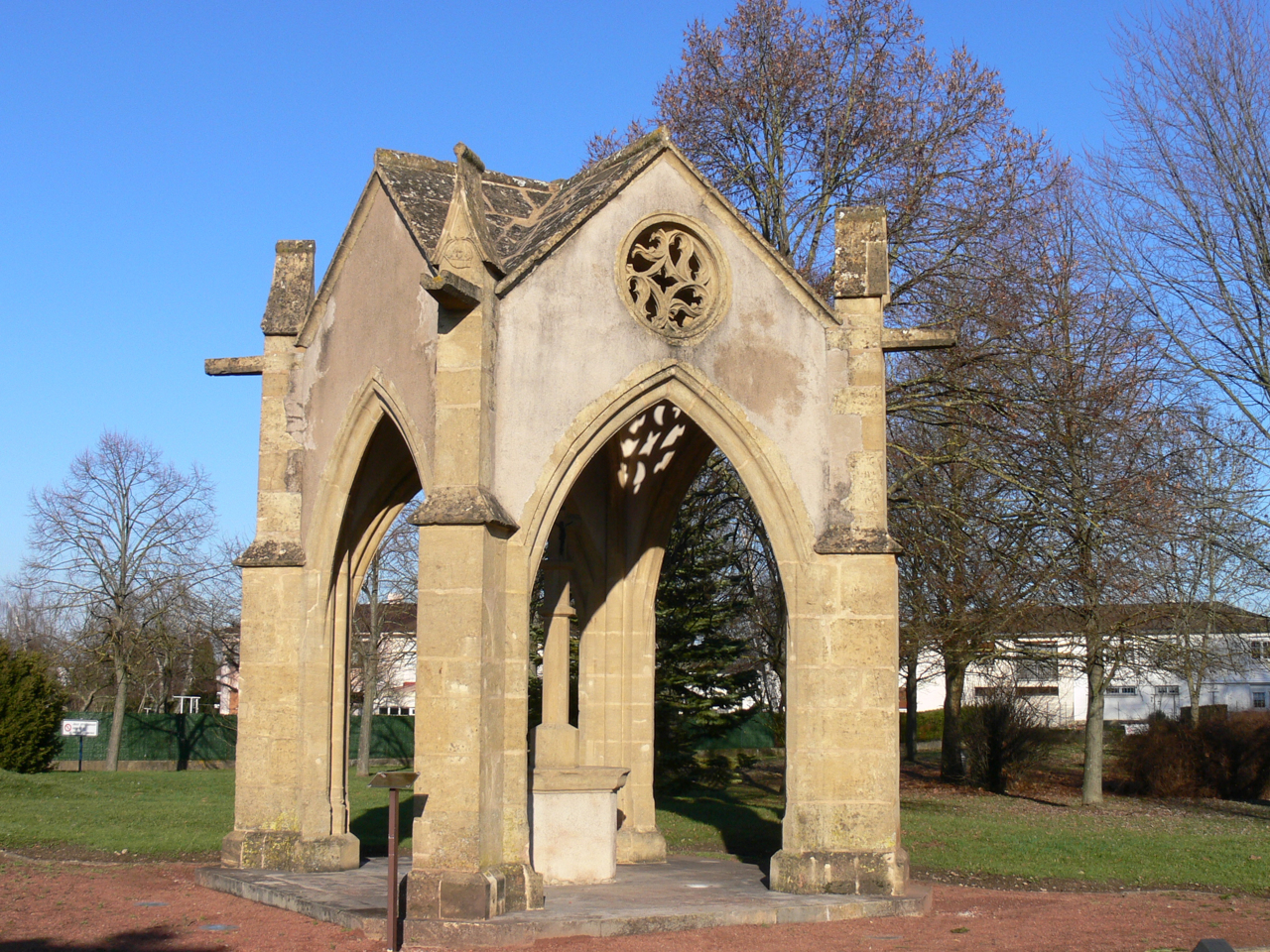
Cruz cubierta en Francia.

## Viacrucis
Viacrucis en este caso se refiere al conjunto de catorce cruces monumentales que representan los diversos momentos de la Pasión de Cristo que señalan el recorrido de un camino y donde se suele rezar ante cada una de ellas en memoria del camino que hizo Xesús Cristo por el Monte Calvario.  Suelen colocarse en las subidas a montes donde existen santuarios.

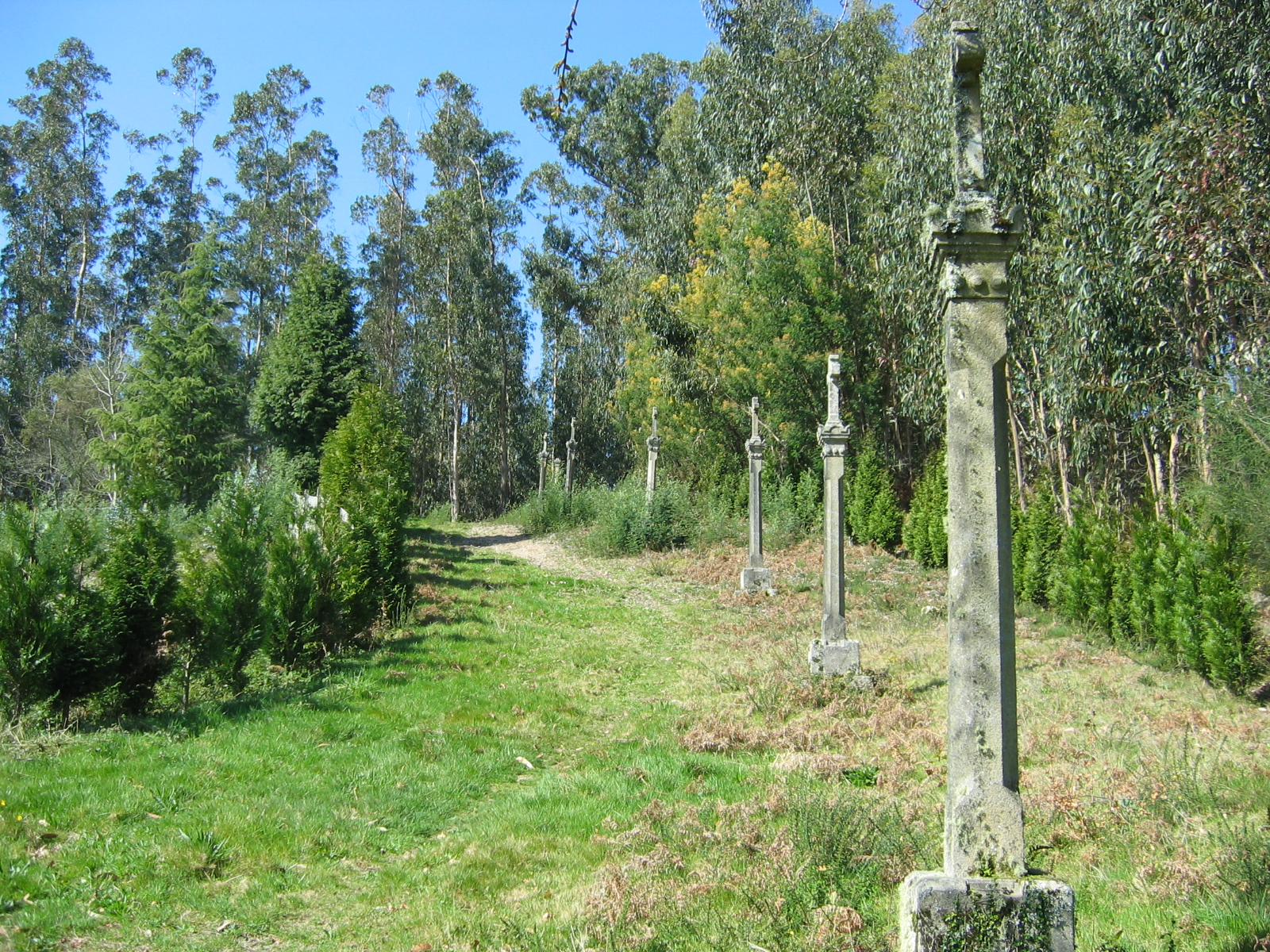
Cruceros del viacrucis del Casal, en Cuntis, Galicia
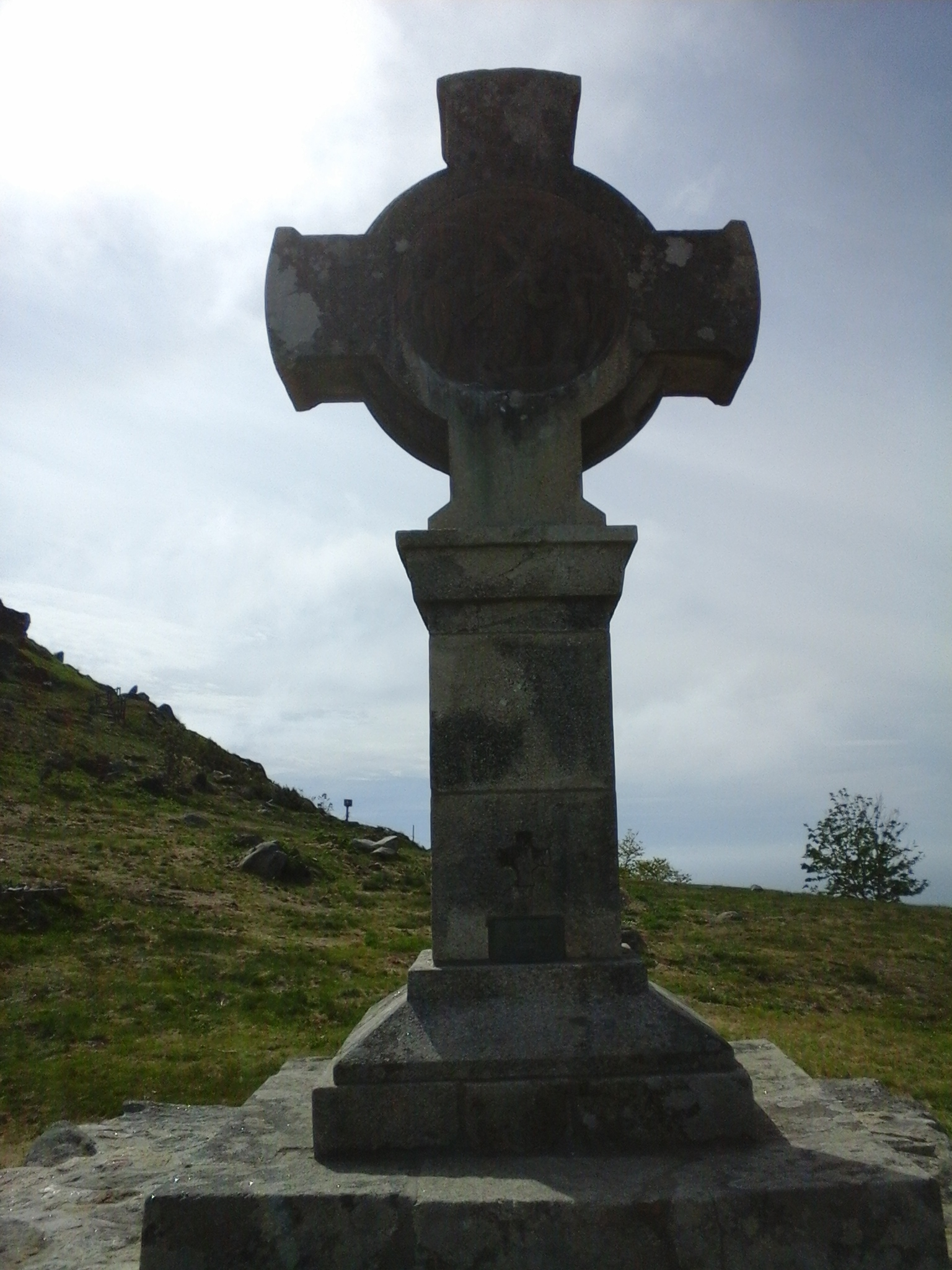
Cruz celta semllante las cruces mayores irlandesas del nuevo viacrucis del Monte Santa Trega, en la Guarda, Galicia.
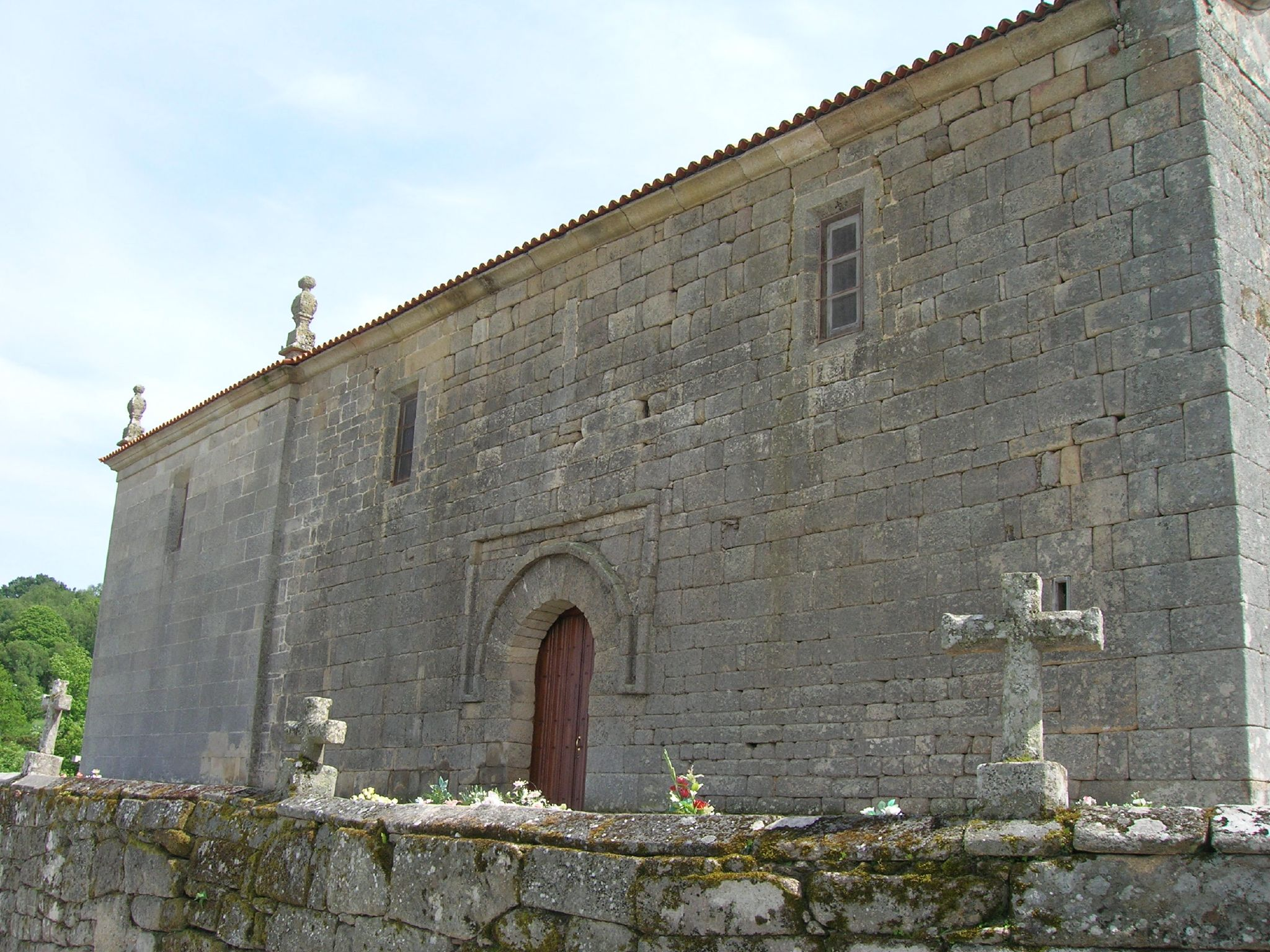
Cruces del viacrucis de la iglesia de San Martiño de Pazó, Galicia.

## Wayside crosses
Wayside cross es el término empleado en inglés para referirse a las cruces de una piedra al lado de los caminos (Croix de chemin en francés) y a las de las encrucijadas (croix de carrefour), en el que ellos incluyen los cruceros gallegos, portugueses y bretones, las cruces de tenérmelo aragonesas y los cruceros alemanes y de los Alpes. Los definen como cruces en las intersecciones de caminos, senderos o carreteras (pero que también aparecen en campos y bosques) que pueden estar hechos en madera, piedra o metal y que suenen tener la finalidad de proteger a los caminantes y peregrinos de lugares peligrosos (como los cruceros gallegos). También incluye las cruces de conciliación o (stone crosses), clavadas donde ocurrió una desgracia, comunes de Centroeuropa, en Alemania, Polonia y la República Checa.

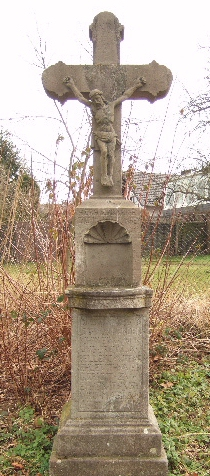
Crucero en Bonn, Alemania.
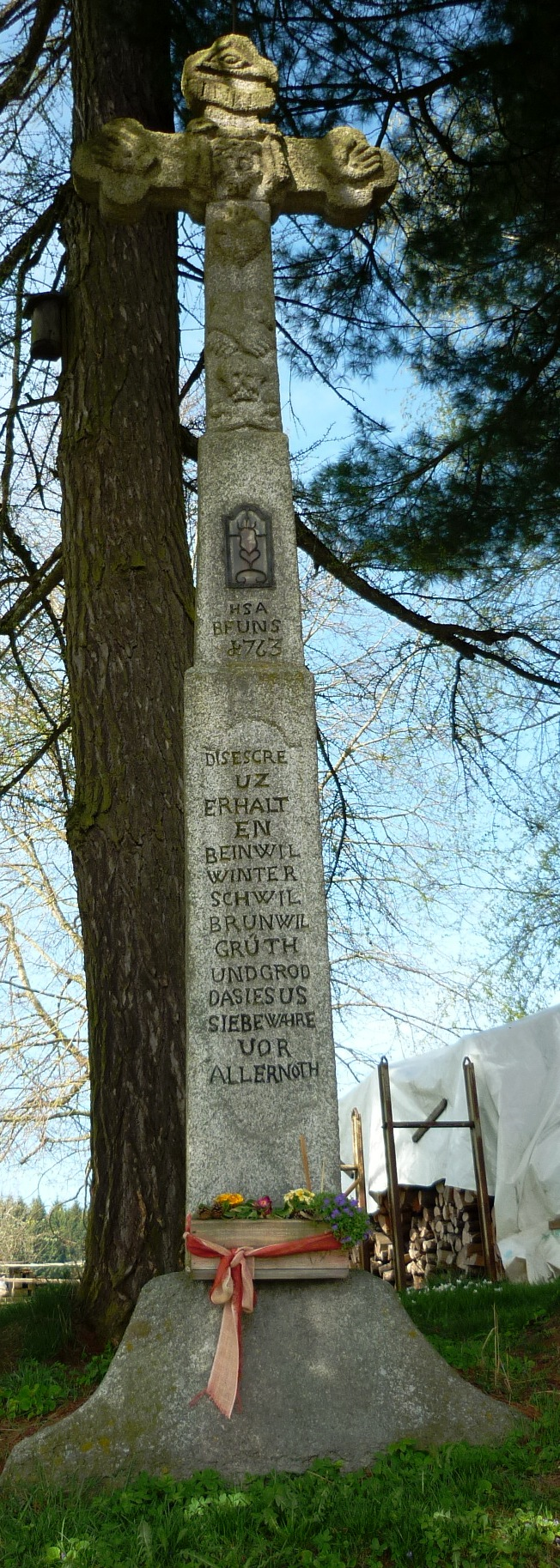
Crucero cerca de Grod, Beinwil, Freiamt, Suiza.
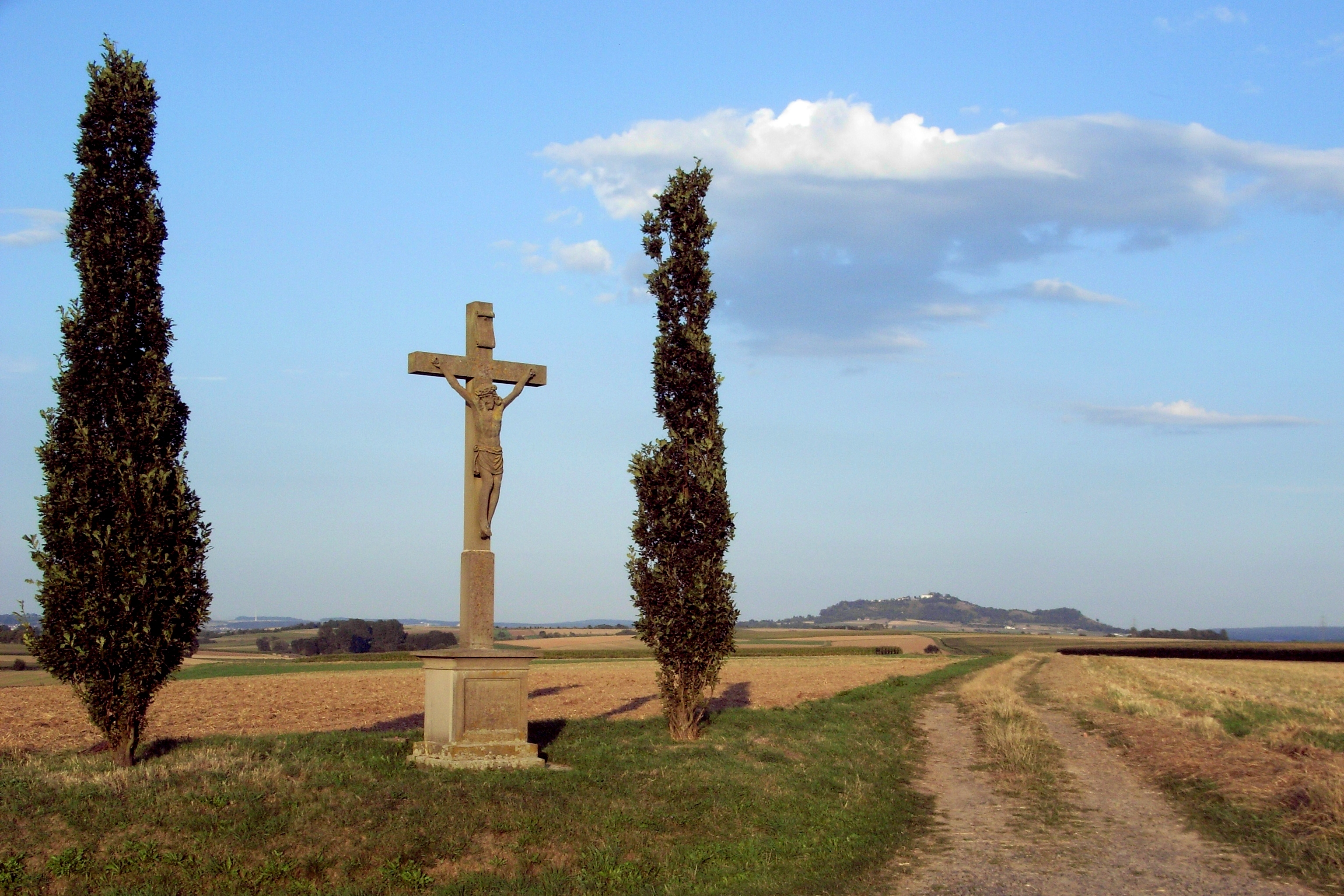
Wayside cross entre Marburg-Bauerbach y Marburg-Schröck.
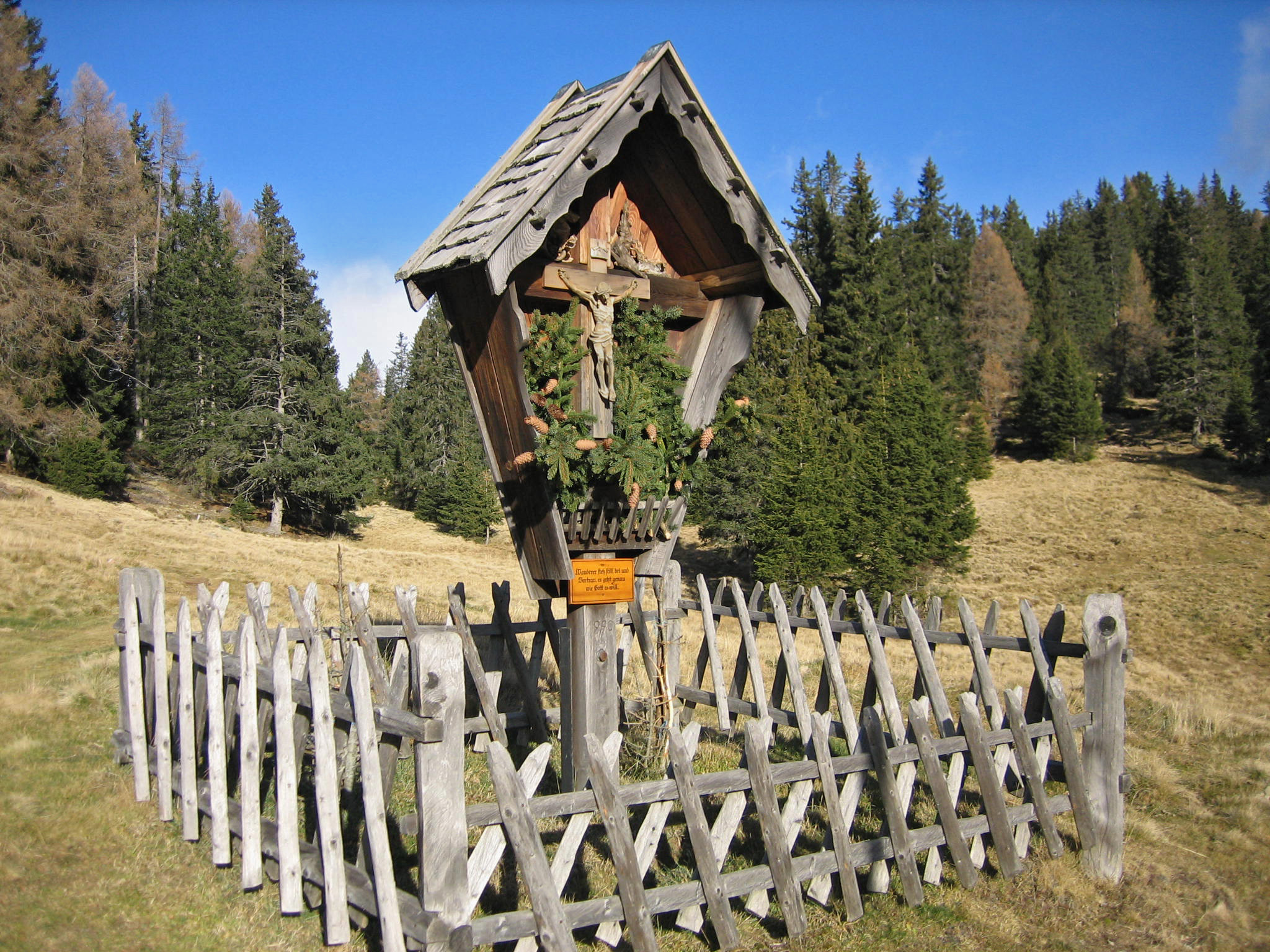
Cruz Wayside cross en Tschögglberg, Salten.
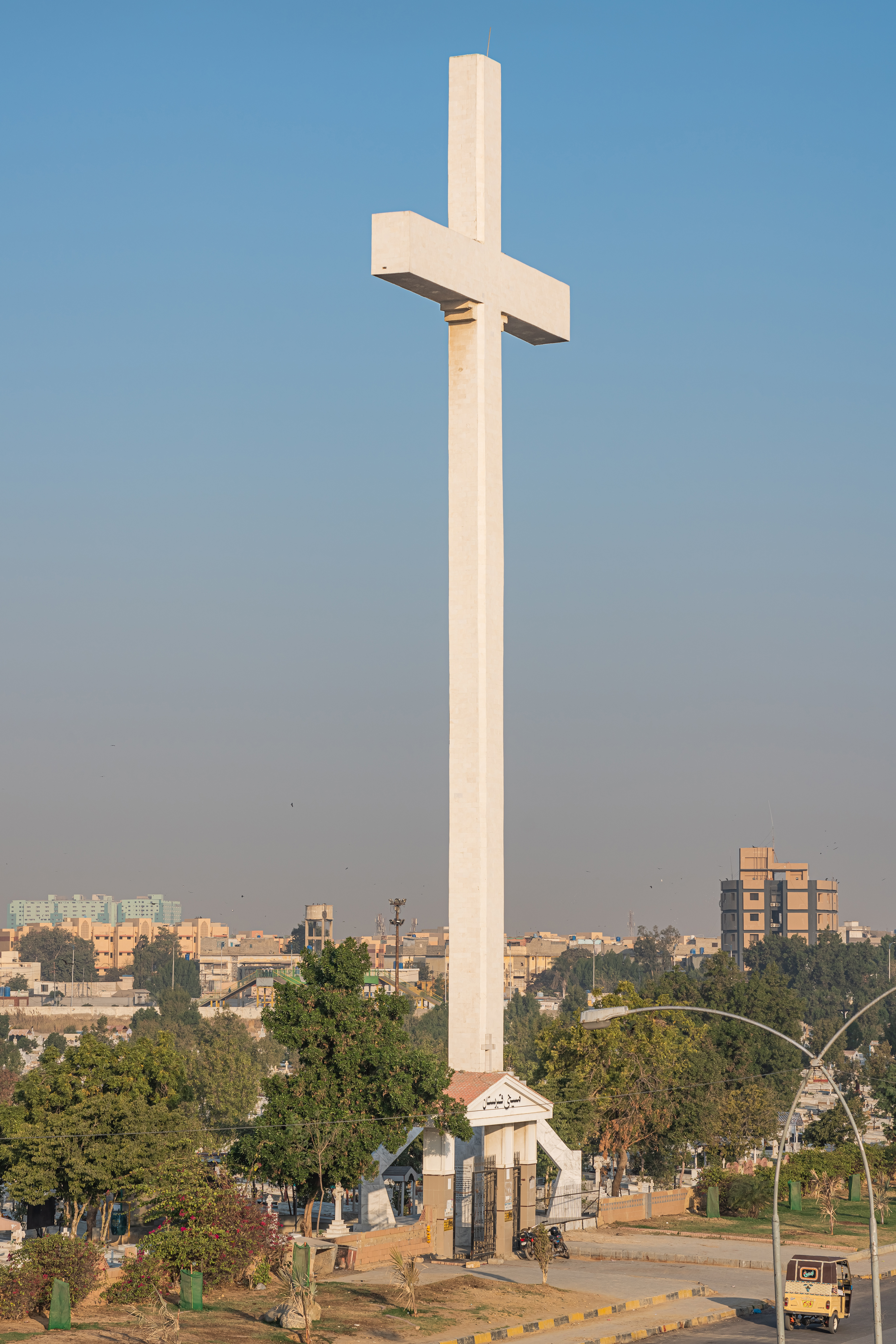
Cruz Wayside cross en Karachi, Pakistán.
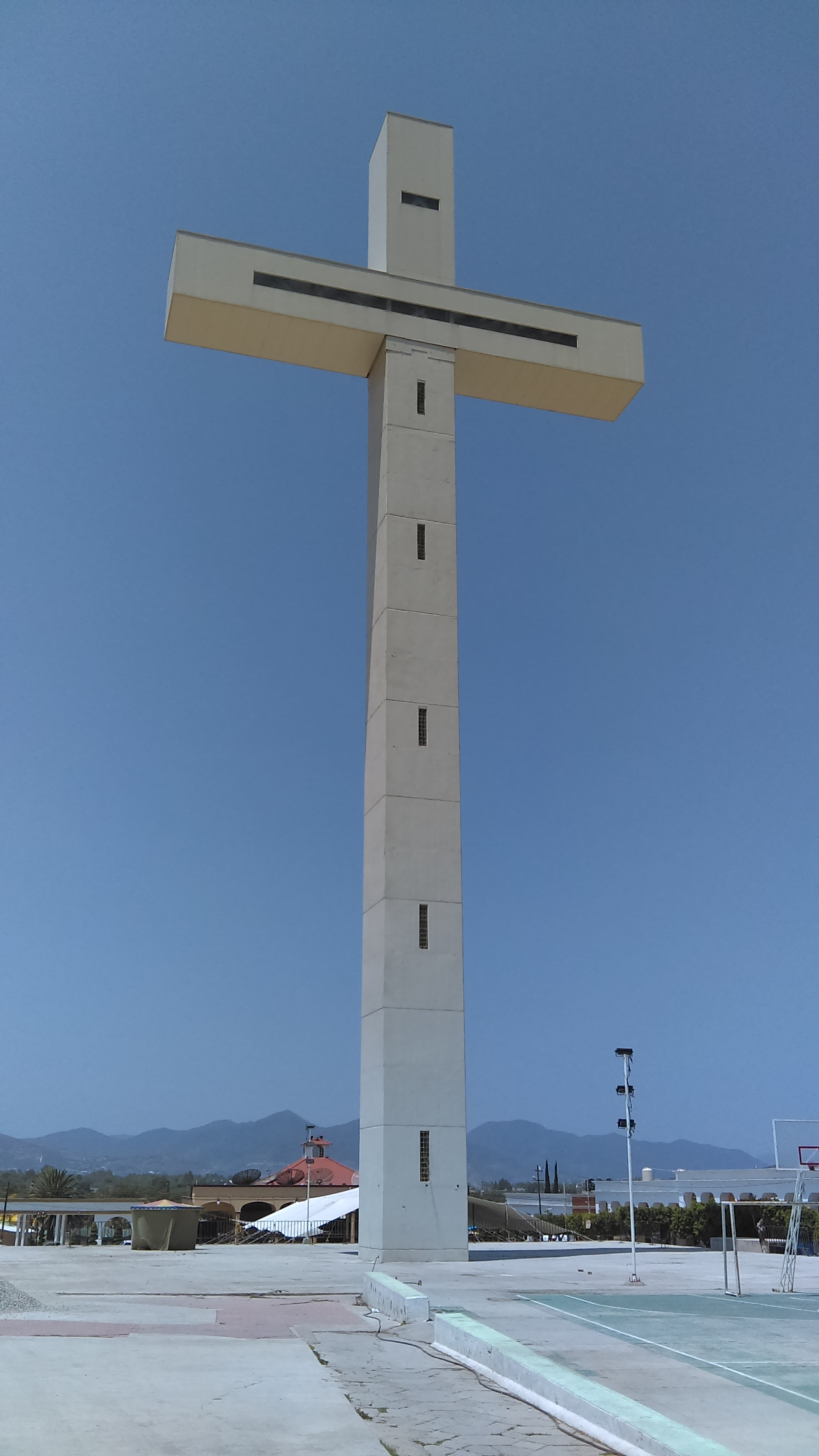
Cruz Wayside cross en El Arenal (Jalisco), México.
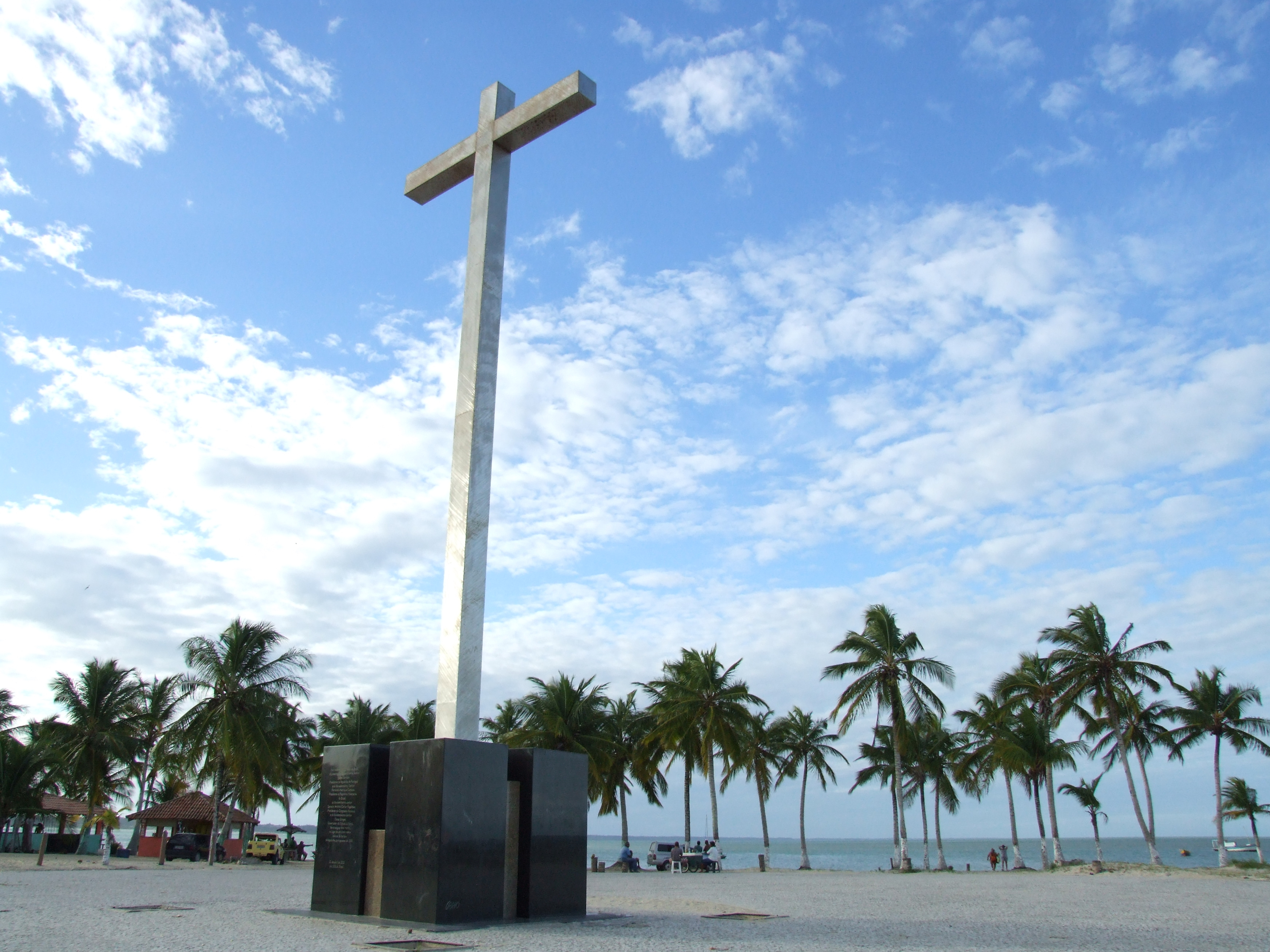
Cruz Wayside cross en Santa Cruz Cabrália, Brasil.

## Cruces mayores
Las cruces mayores (High Crosses en inglés) son cruces de una piedra de las Islas Británicas normalmente muy decoradas que se clavaban en encrucijadas o fincas. Muchas de ellas tienen forma de cruz celta con los típicos nosotros. Datan de la época medieval tempranera.

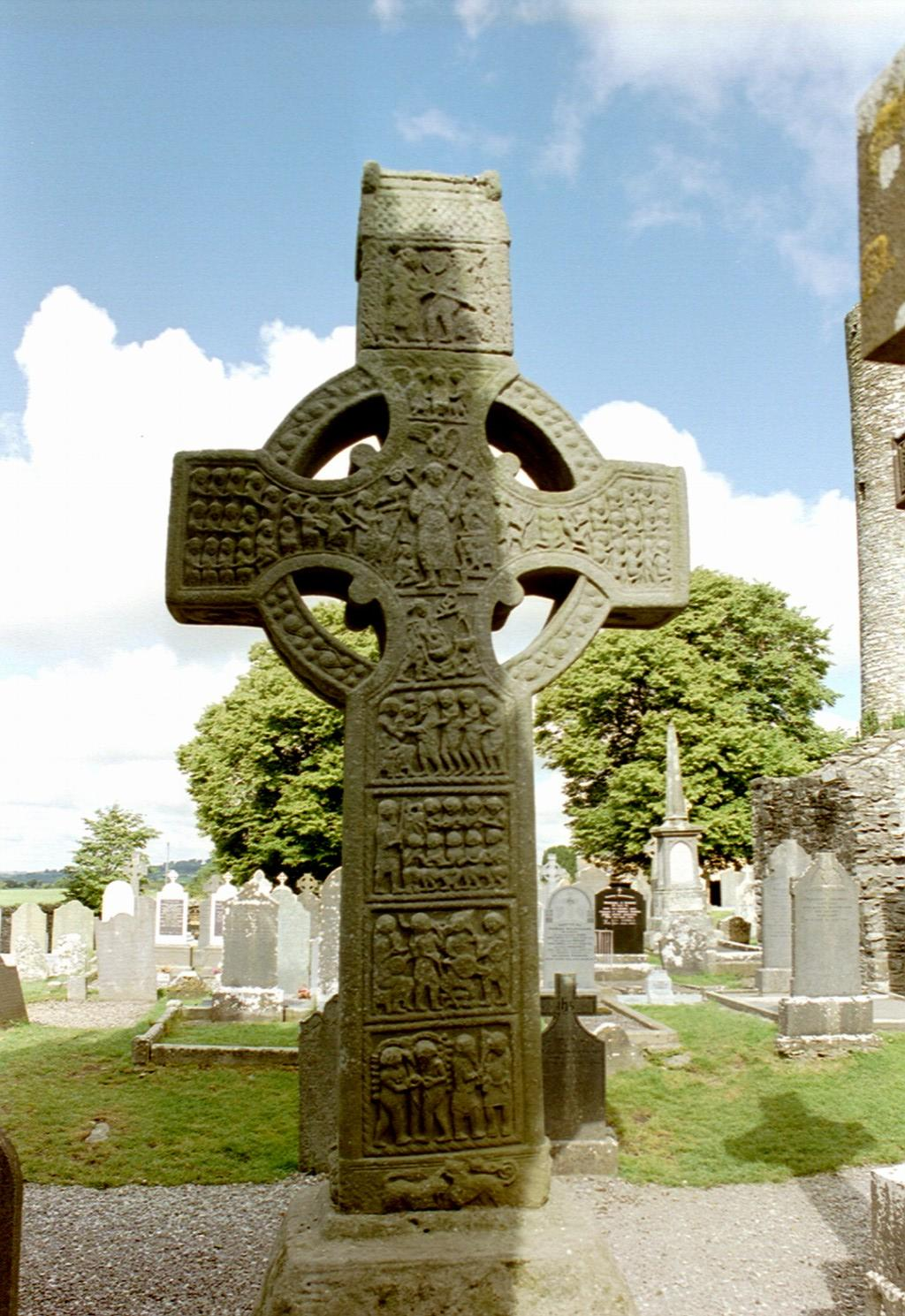
Cruz celta de Muiredach (en Monasterboice, Irlanda).
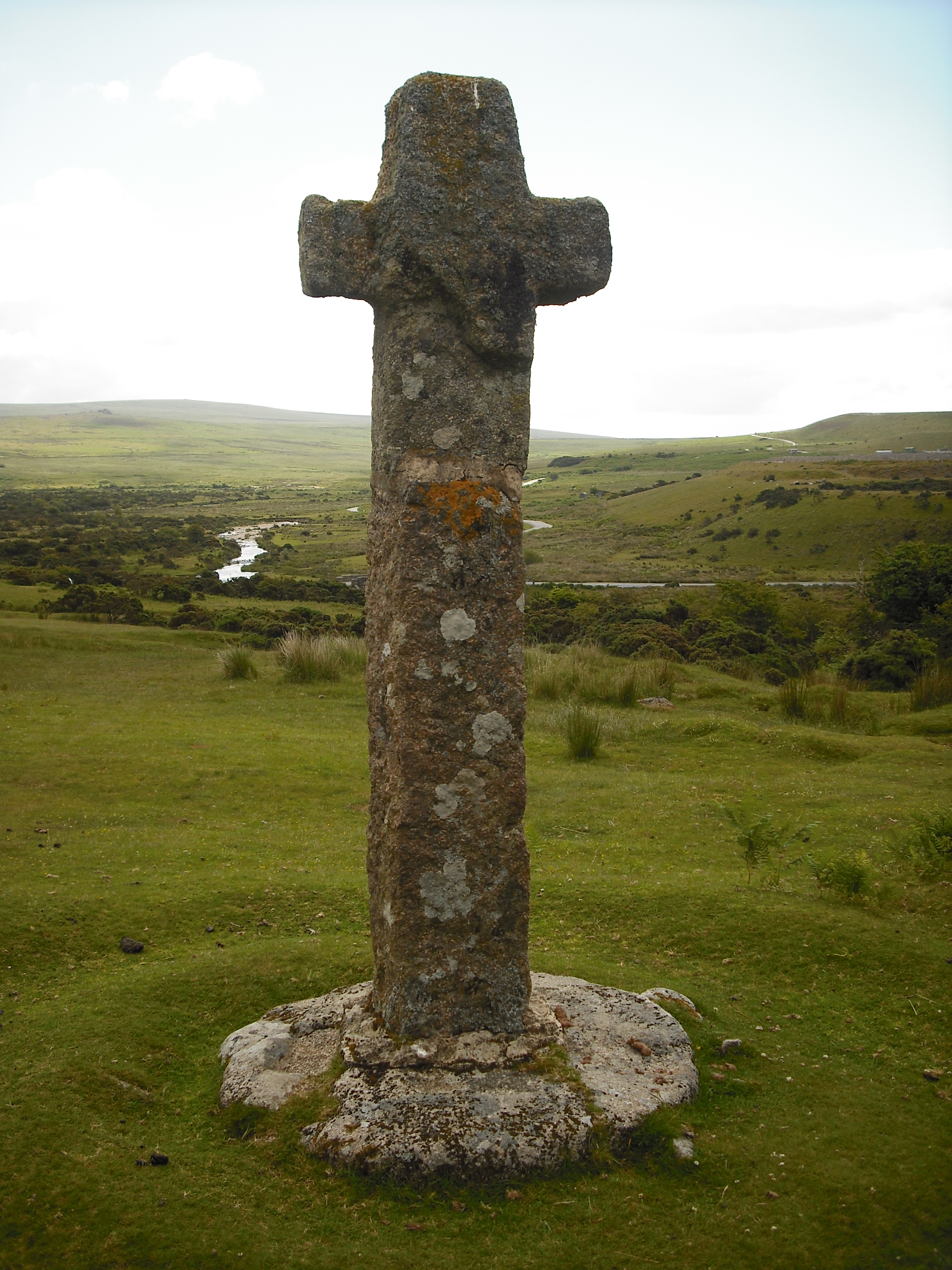
Crucero de Cadover, una de las cruces de Dartmoor (Dartmoor, Inglaterra).
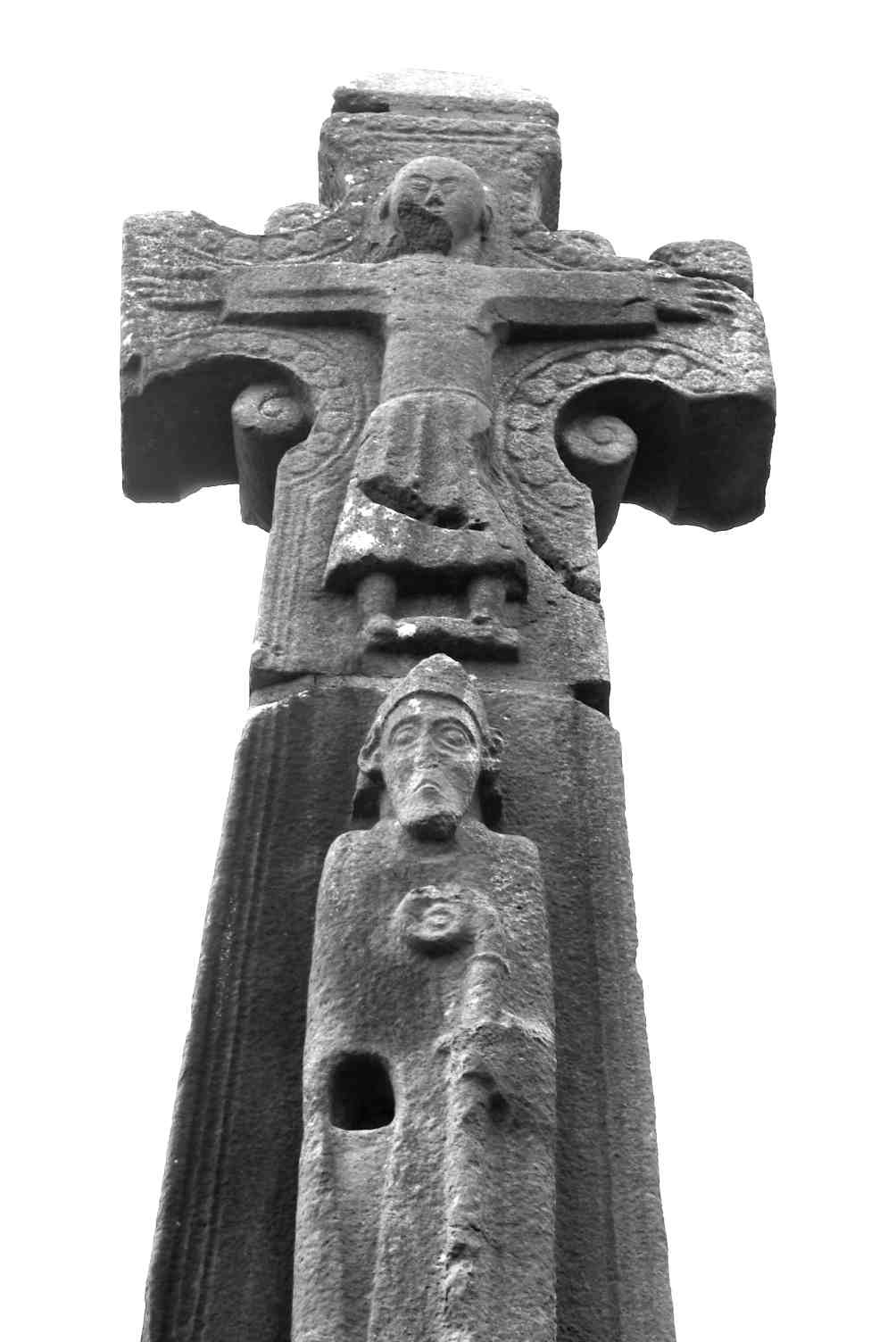
Crucero de Saint Loca (Mosteiro de Dysert Lo Dé, Irlanda).
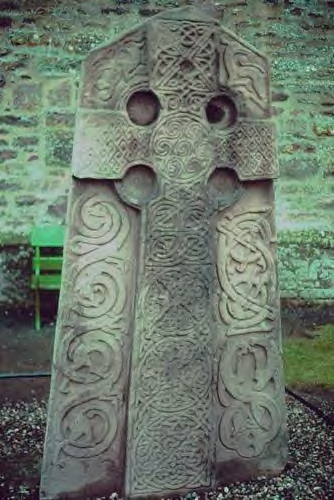
Piedra Kirkyard, Aberlemno, Escocia.
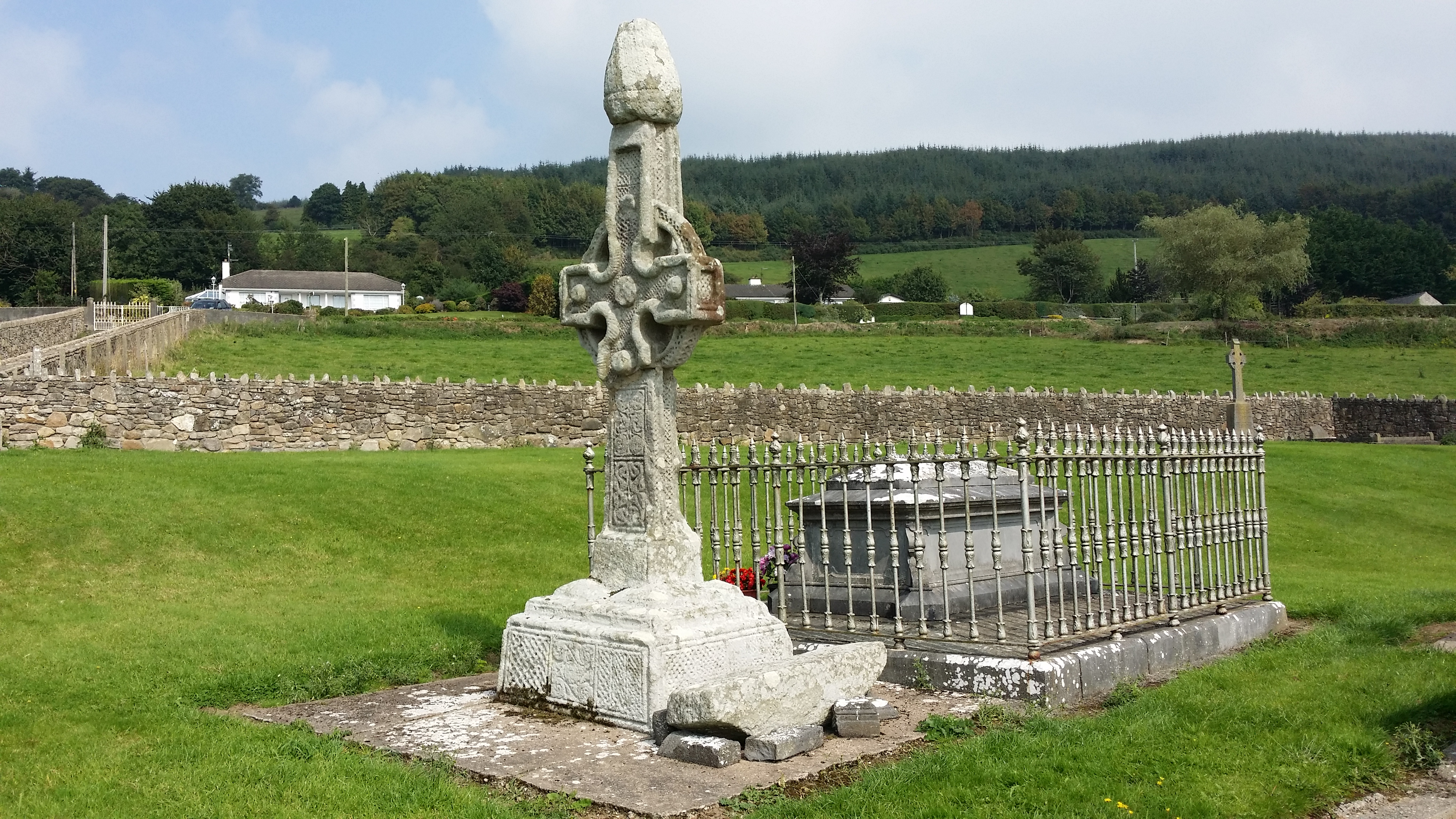
Crucero de Kilkieran.
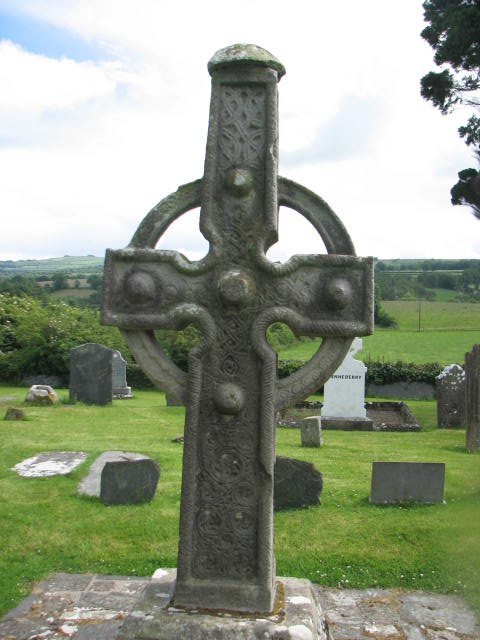
Cruz celta con los típicos nosotros en Escocia, Ahenny High Cross, fecha del siglo VIII, IX.

## Steinkreuze
Las Steinkreuze (literalmente en alemán "cruz de una piedra"; stone cross en inglés) son pequeñas cruces monumentales de una piedra que se hallan en Europa Central y miden entre 80 a 120 centímetros de alto y 40 a 60 centímetros de ancho, normalmente labradas en un solo bloque de una piedra, normalmente de granito, arenita, caliza o basalto. Se trata de las cruces al aire libre más antiguas. En otras zonas, como en la República Checa o Polonia le llaman la unas cruces semejantes cruces de la conciliación, ya que se yerguen donde ocurrió algo malo.
 

Una variante mayor de estas cruces, sin embargo con elementos de los bolsillos de ánimas son los Schaftkreuz (Shaft cross en inglés), con el esteo más largo y semejantes a los cruceros gallegos.

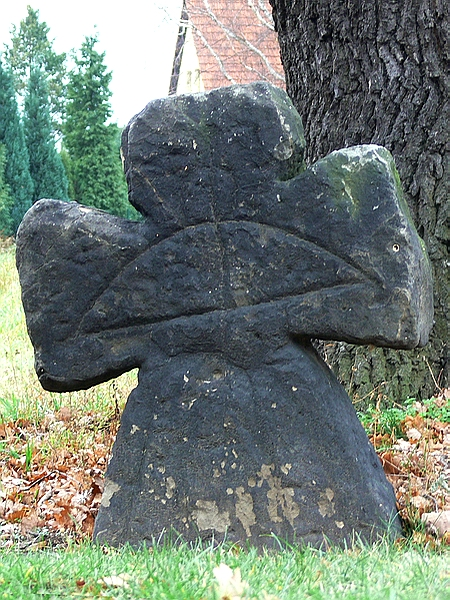
Steinkreuze en Saxon Weißig near Dresden with a carving of a crossbow
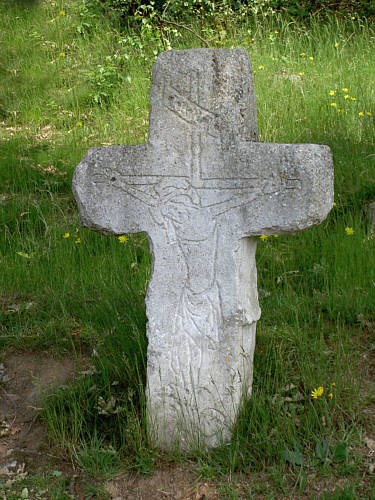
Steinkreuze en alto Palatinado
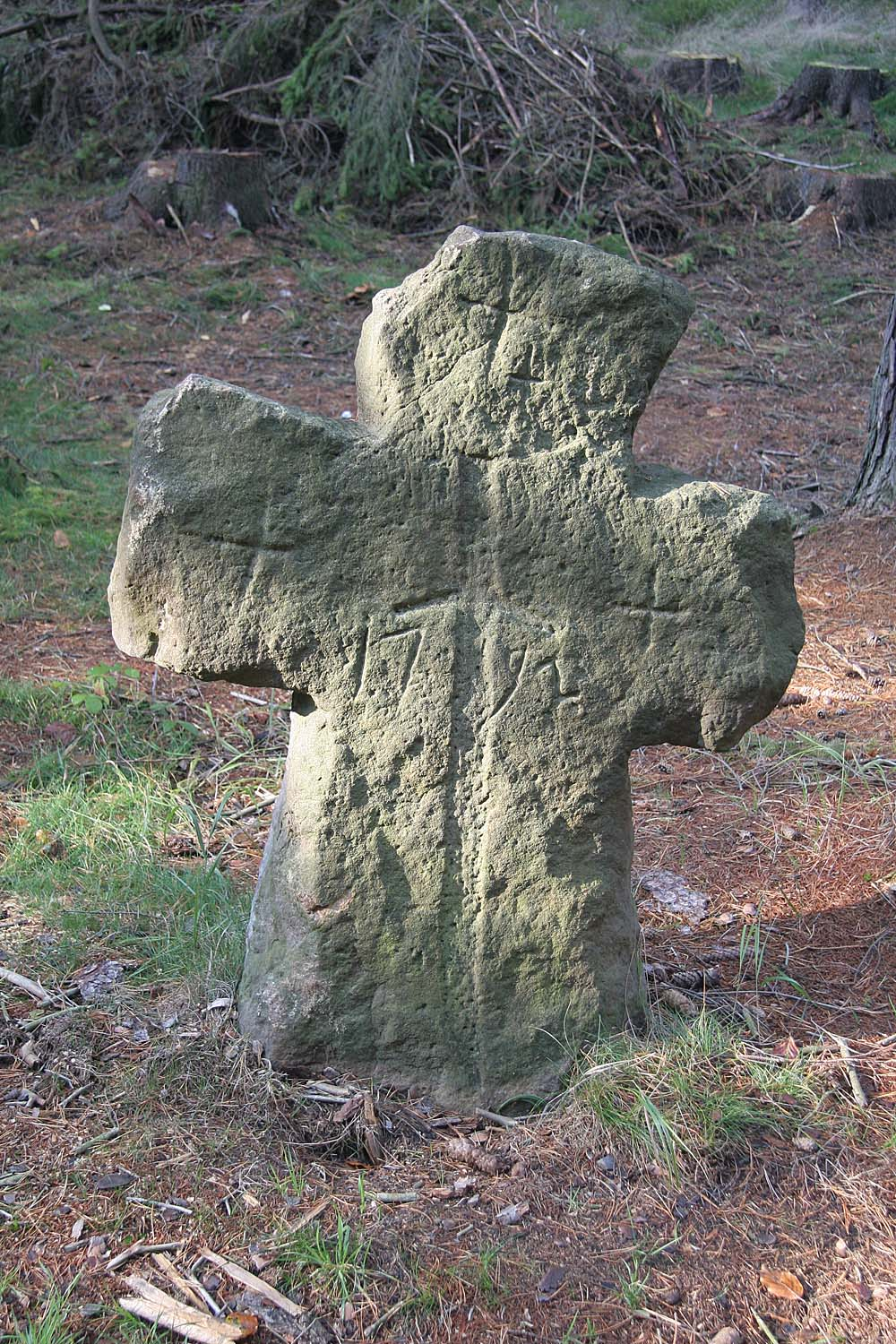
Conciliation cross close to Růžová (Děčín District), Czech Republic.
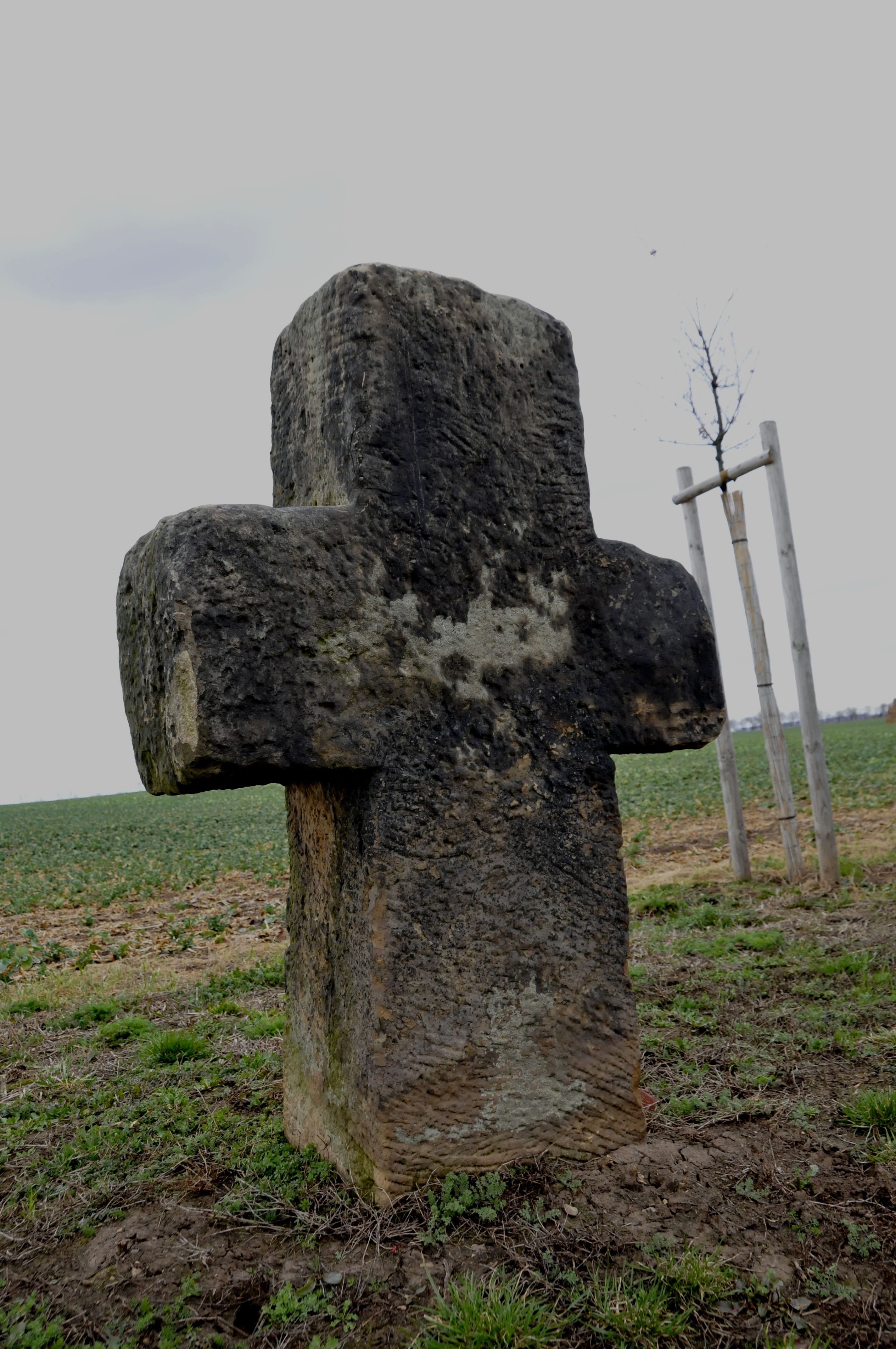
Cruz de conciliación cerca de Kleinrettbach, Alemania.
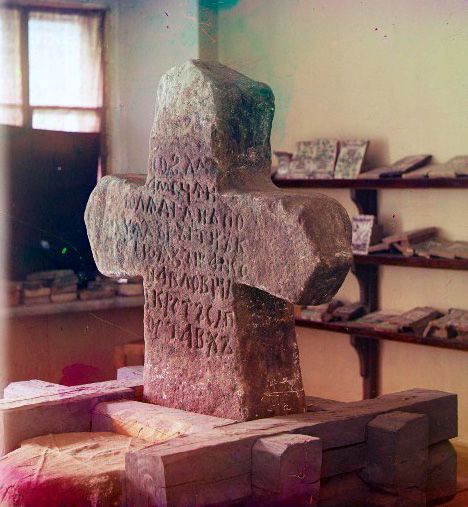
Cruz de conciliación cerca de Tver, Rusia.
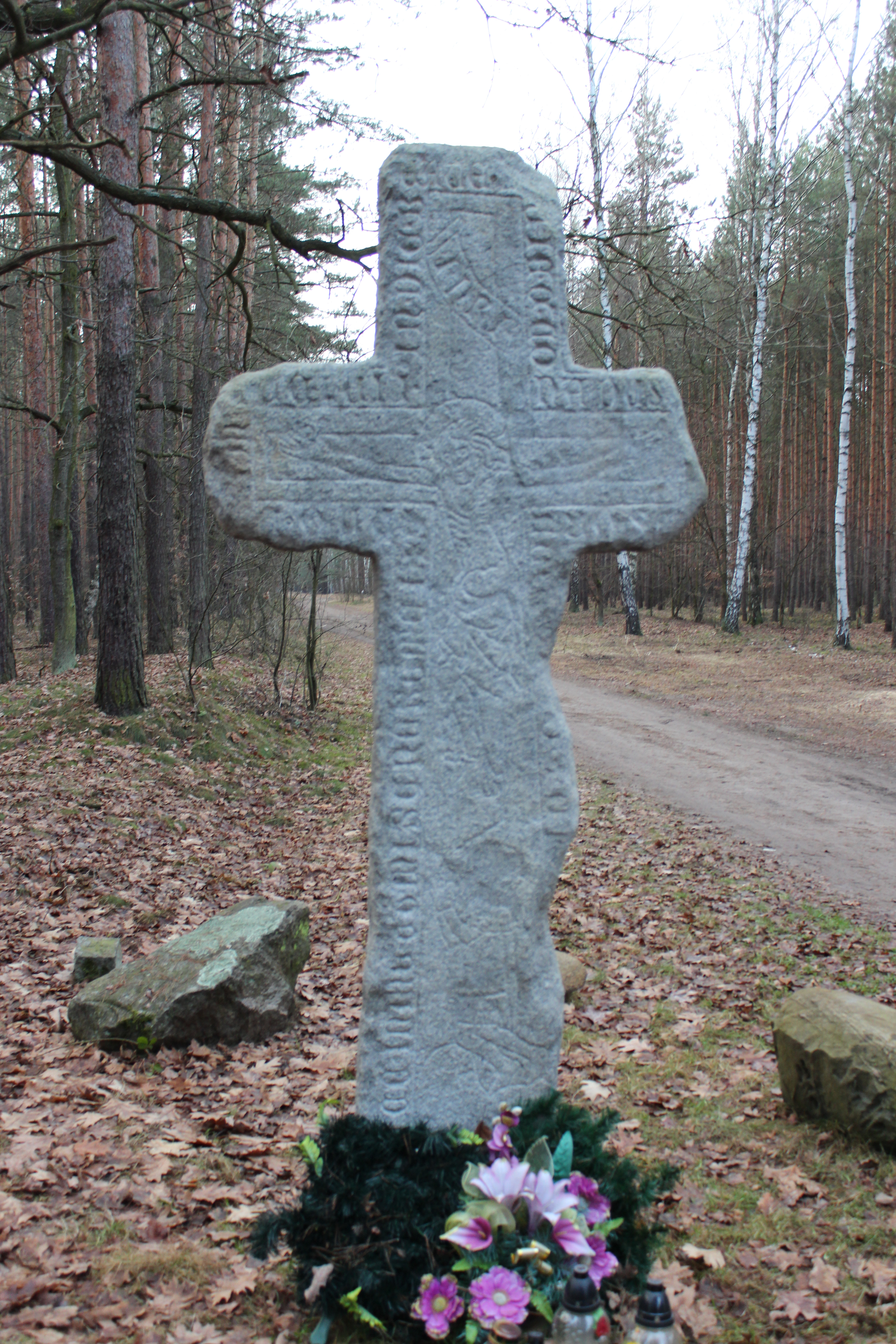
Cruz de conciliación cerca de Kijowice, Polonia.
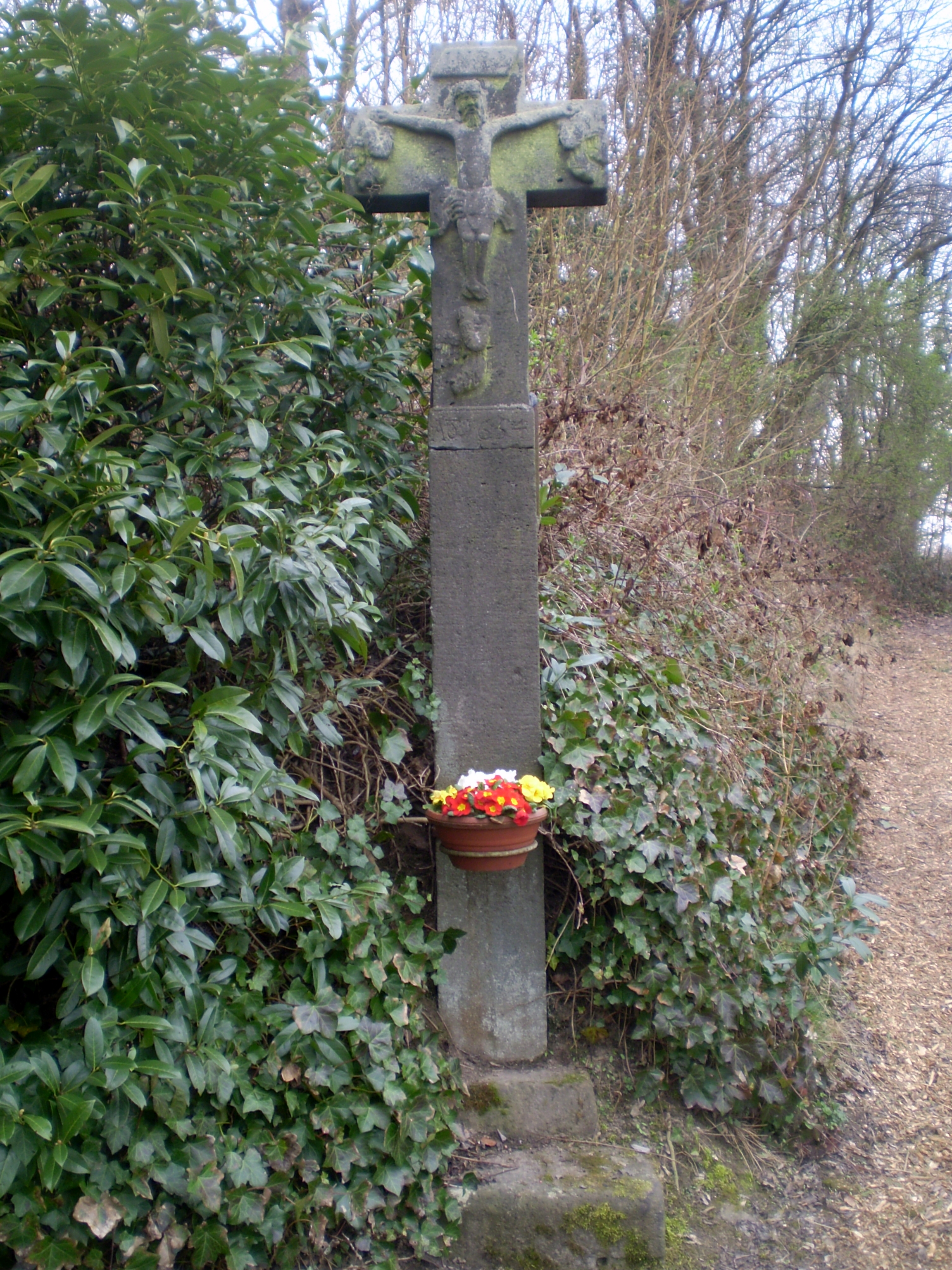
Schaftkreuz en Alemania.
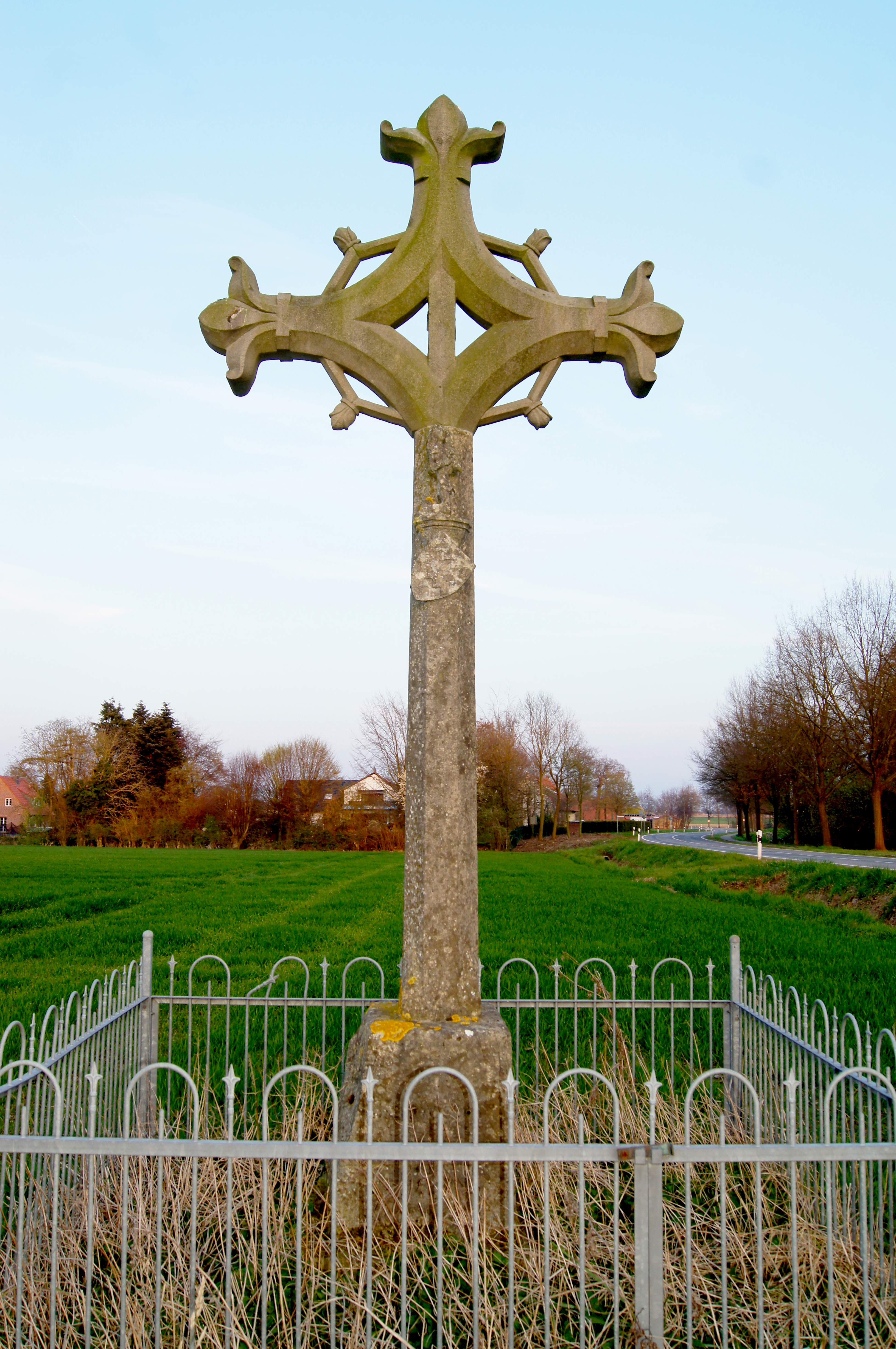
La Schaftkreuz Poppenbecker de estilo gótico, en Alemania.

## Cruces de cumbre

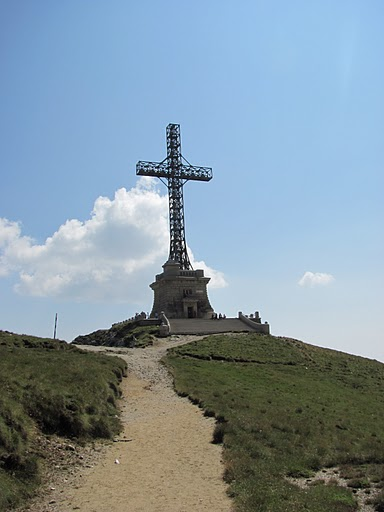
La cruz de cumbre mayor de Europa, en el beso Caraiman, Rumanía.
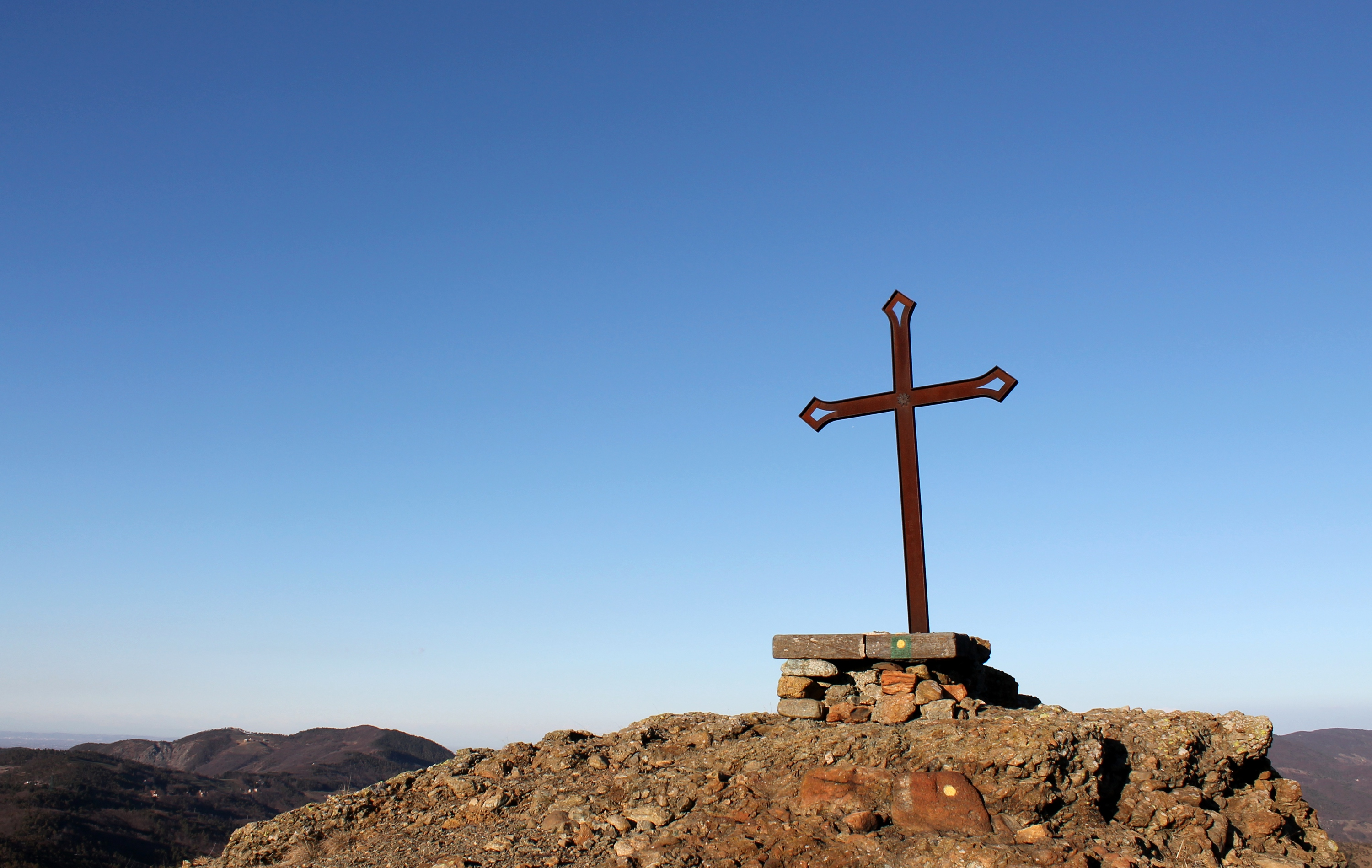
Montecalvo, Italia.
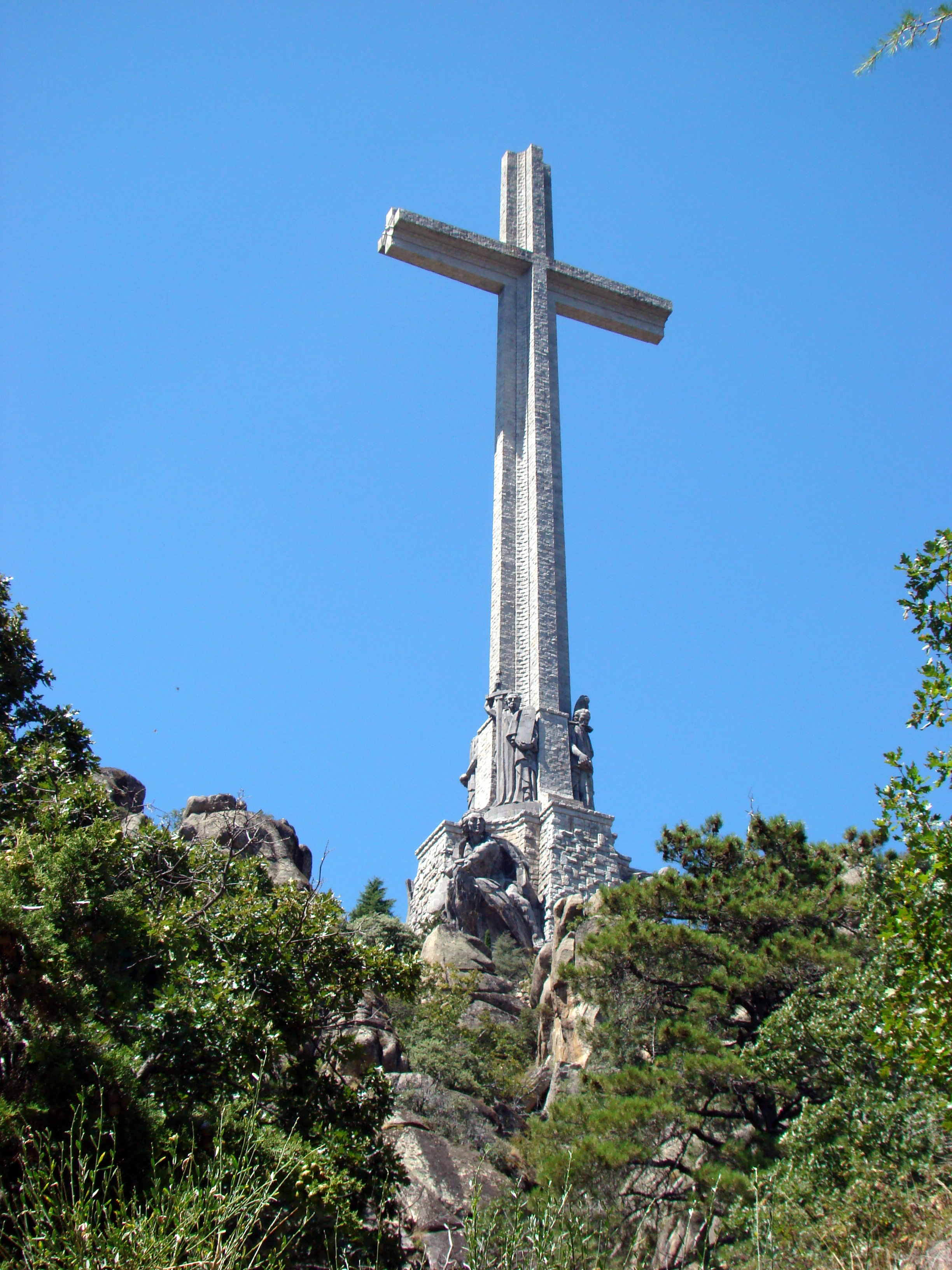
La cruz del Valle de los Caídos, España.
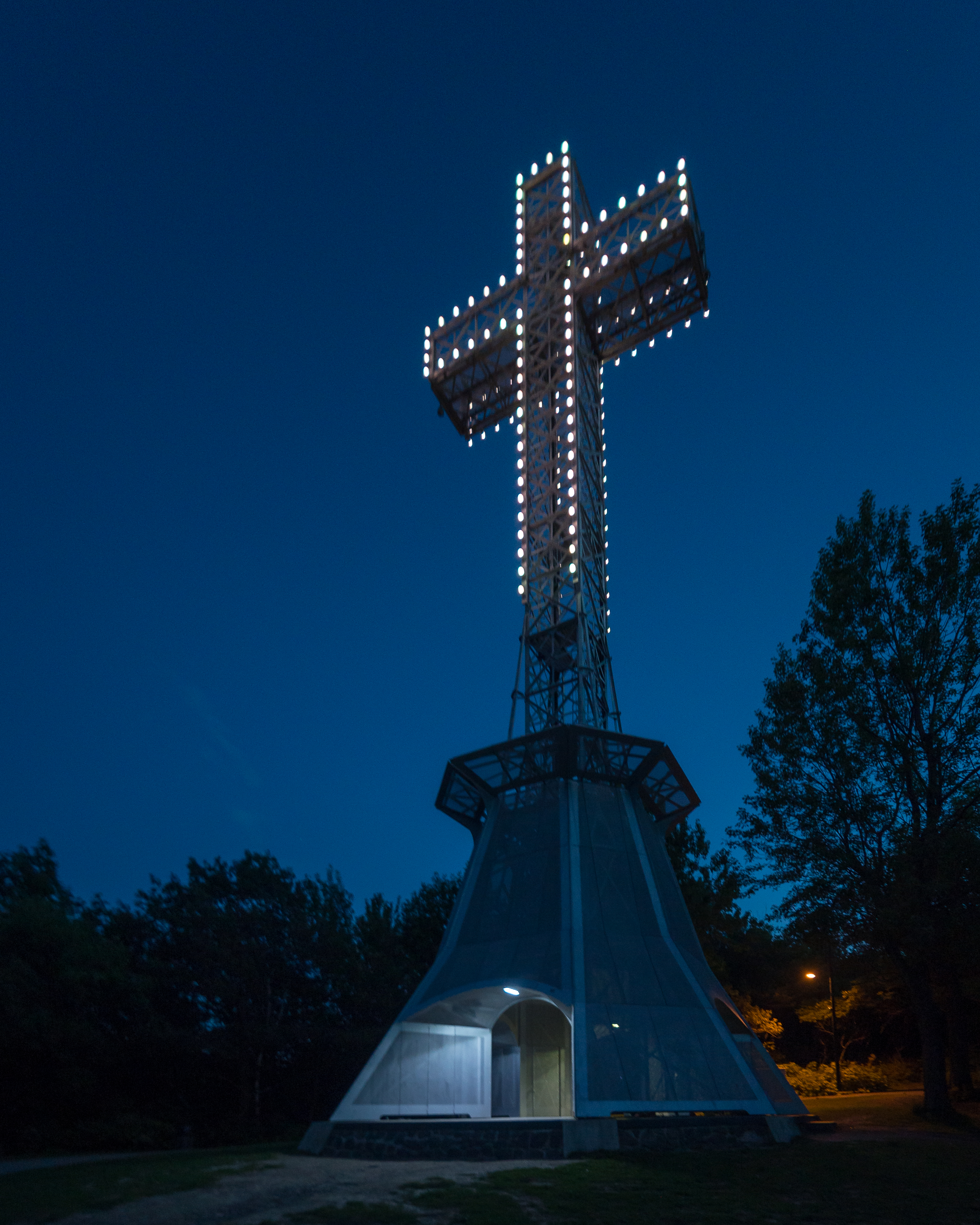
Monte Royal, Montreal, Canadá.
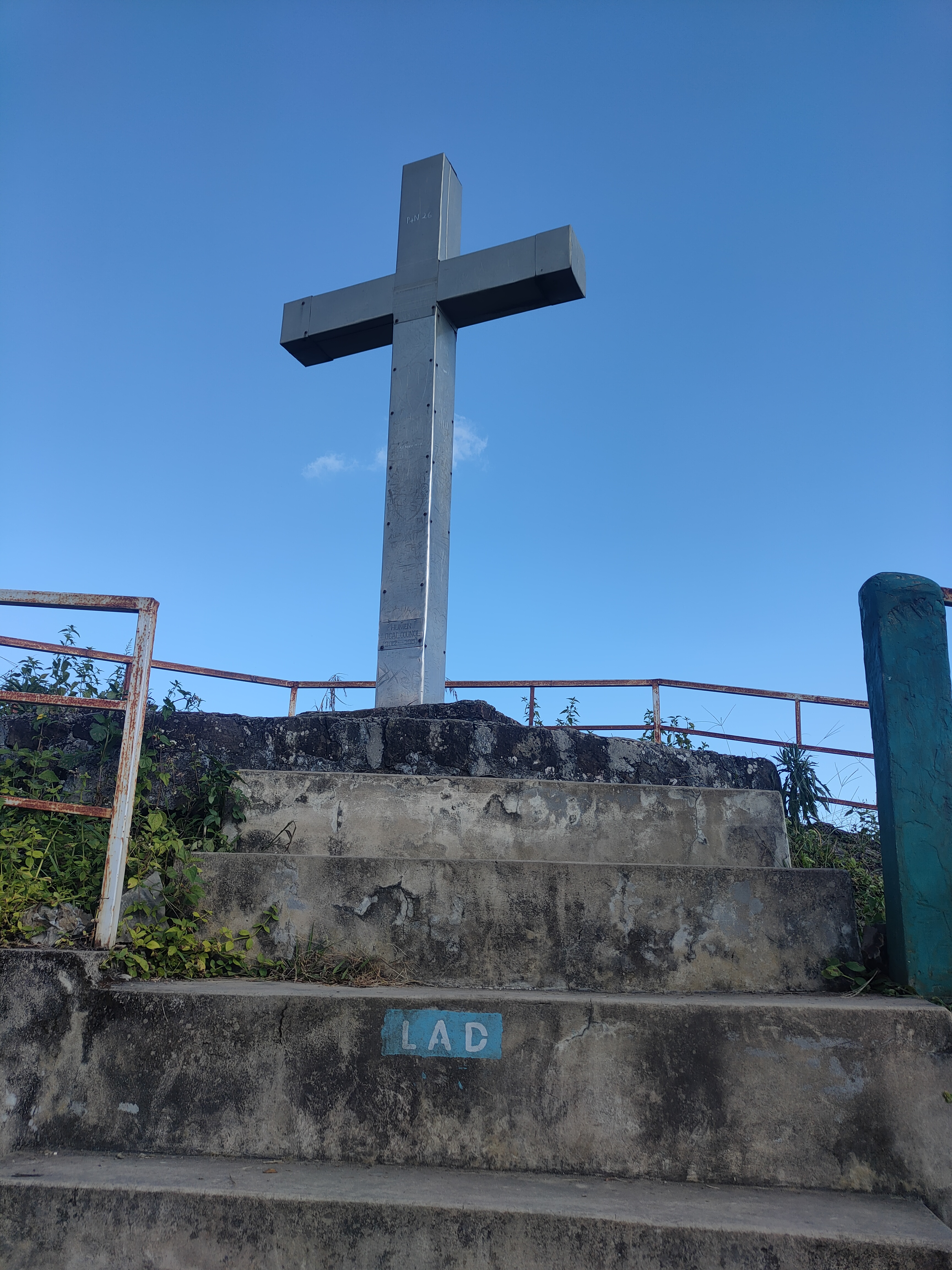
Aizawl, Mizoram, India.
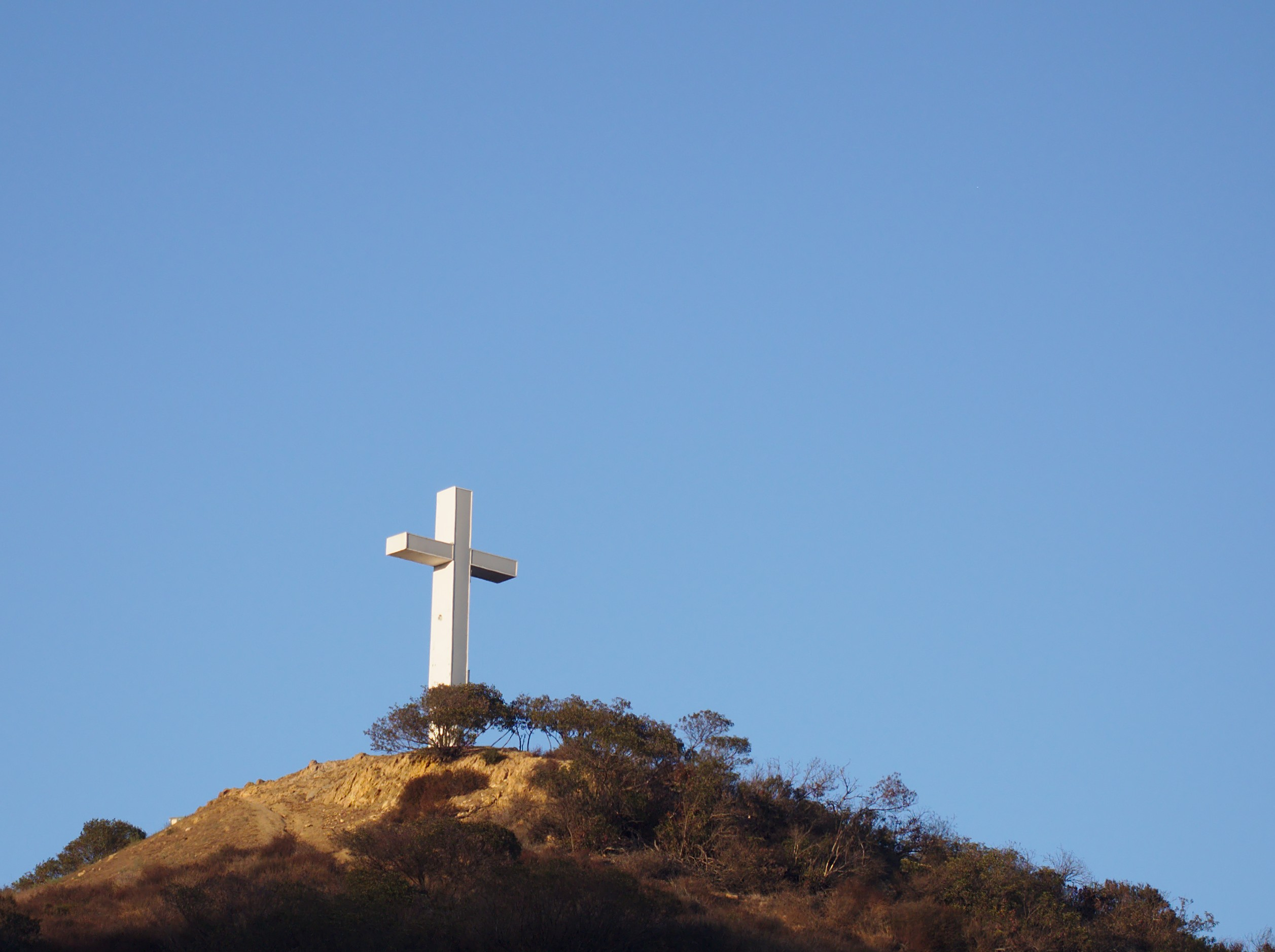
Hollywood, Los Ángeles, en California.
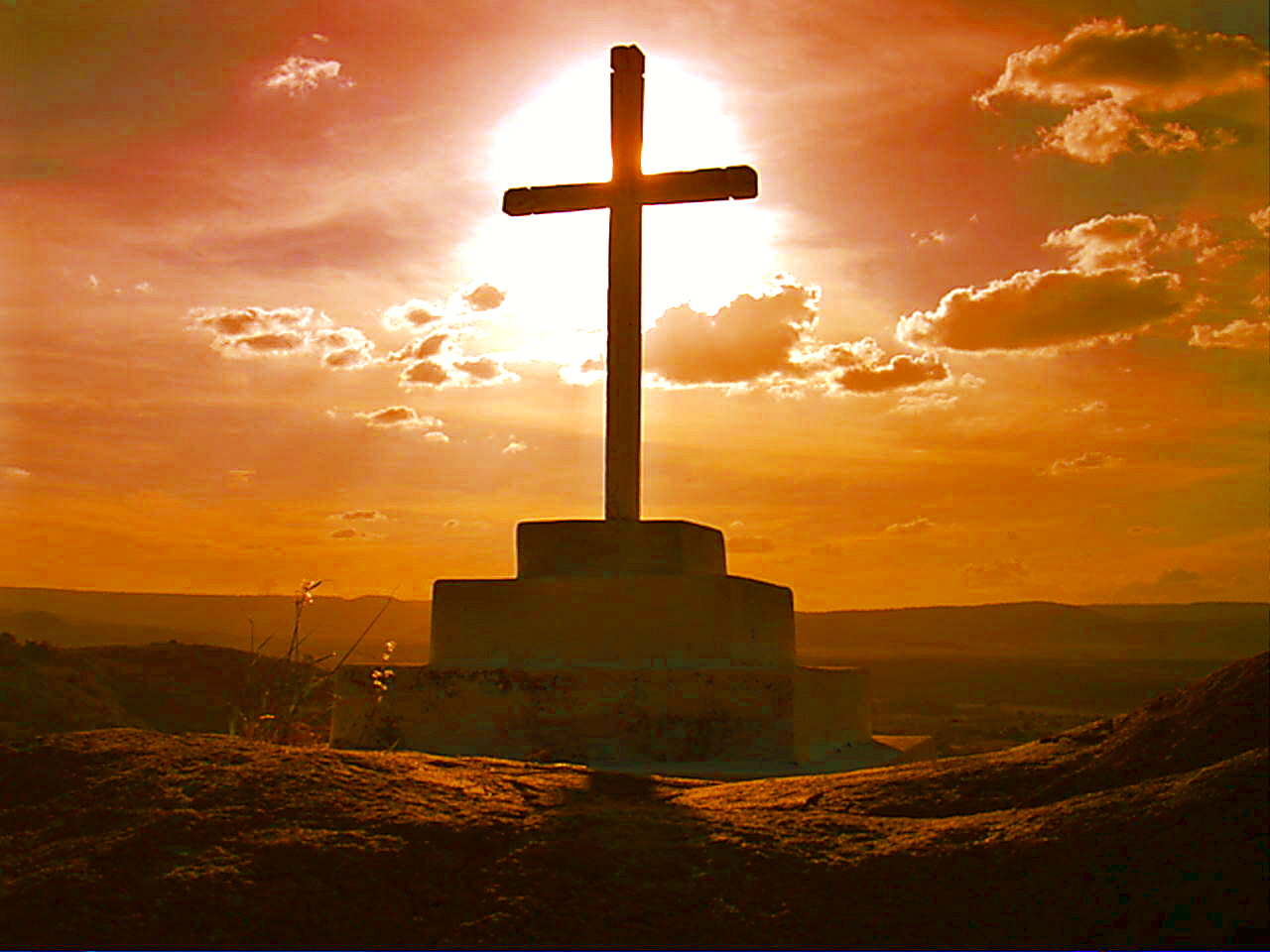
Belém (Paraíba), Brasil.

También existen la cruz de la cumbre, cruces en las cumbres de una montaña o colina que marcan el beso del incluso, normalmente marcan un hito o logro.

## Otras
Existen las cruces conmemorativas, para recordar algún evento, por ejemplo una peste, como las llamadas cruces de pestes (plague crosses) en el Reino Unido, que no dejan de ser cruceros. 
También existen cruces de una piedra en lugares como el Tirol o el este de Europa (Polonia, Ucrania, Rumanía, Rusia...).

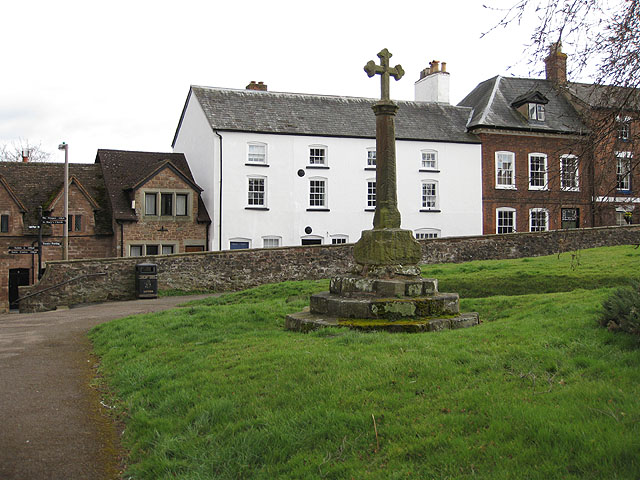
La Plague Cross de Ross-on-Wye, Herefordshire, Inglaterra, se clavó cerca del lugar donde fueron enterradas numerosas víctimas de unas peste.
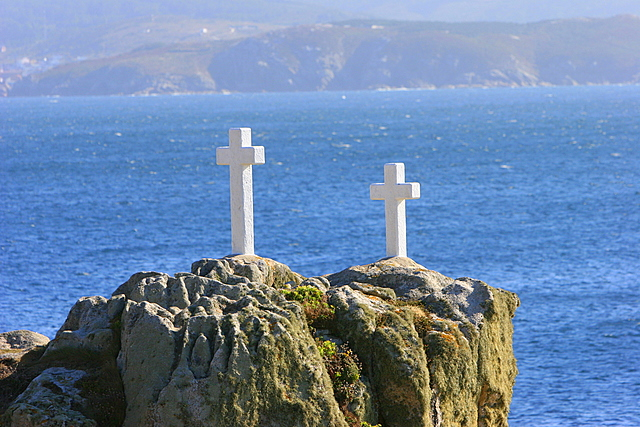
Cruces de naufragios en Finisterre, Costa de la Muerte, España.
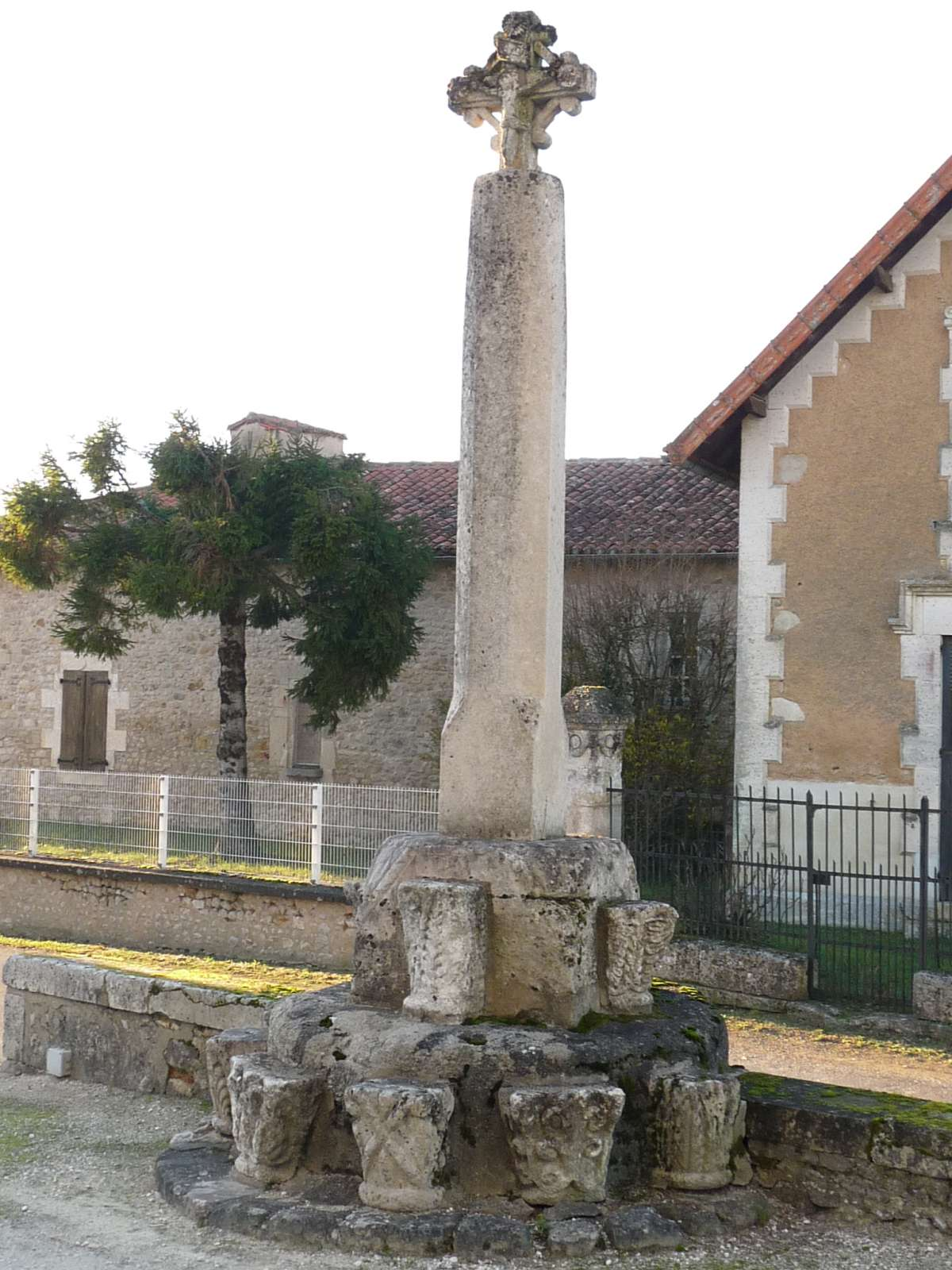
Crucero funerario (croix hosannière) de Pérignac, Francia.
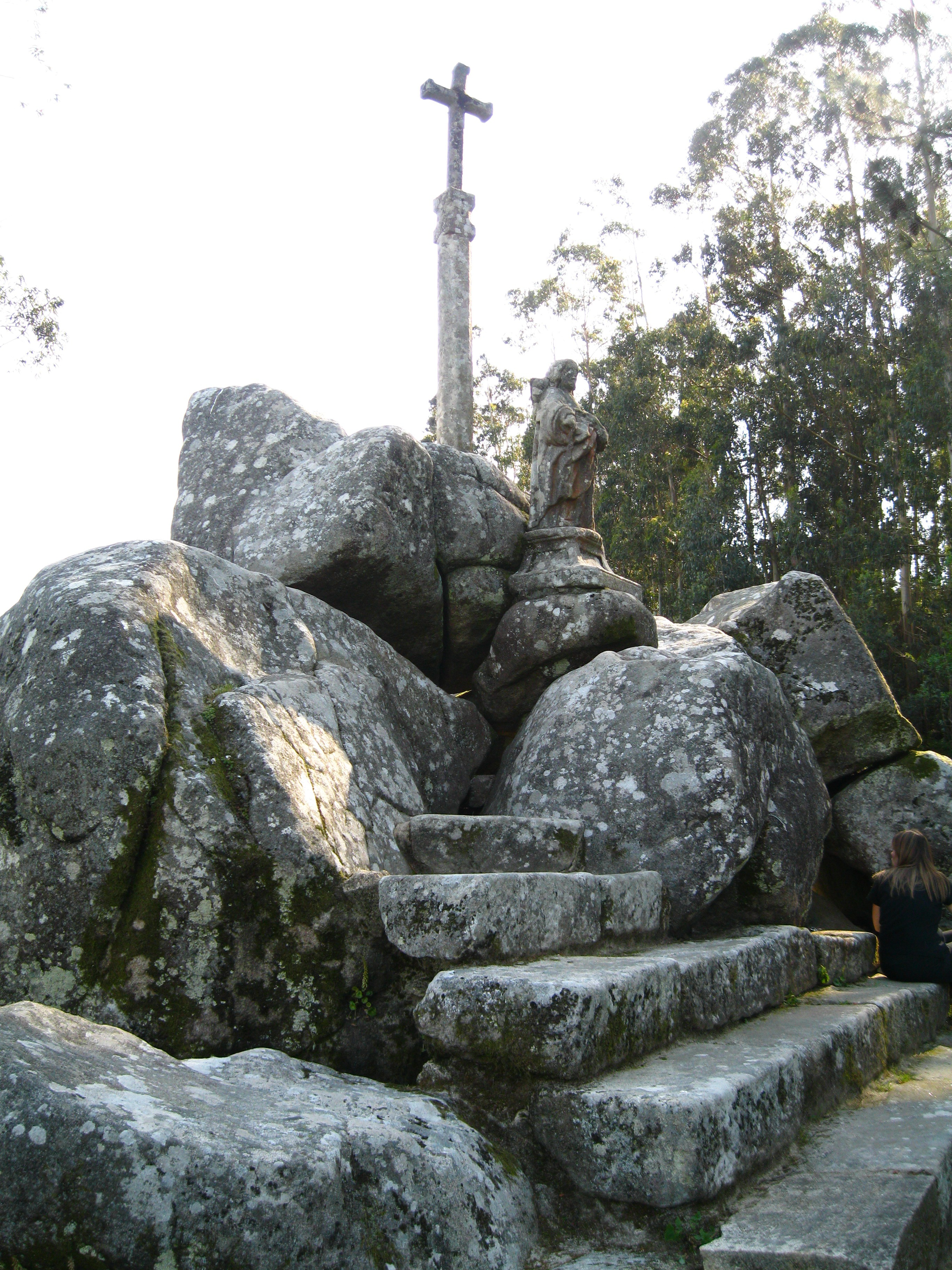
Crucero de cumbre en Santiaguiño del Monte, Padrón, España.
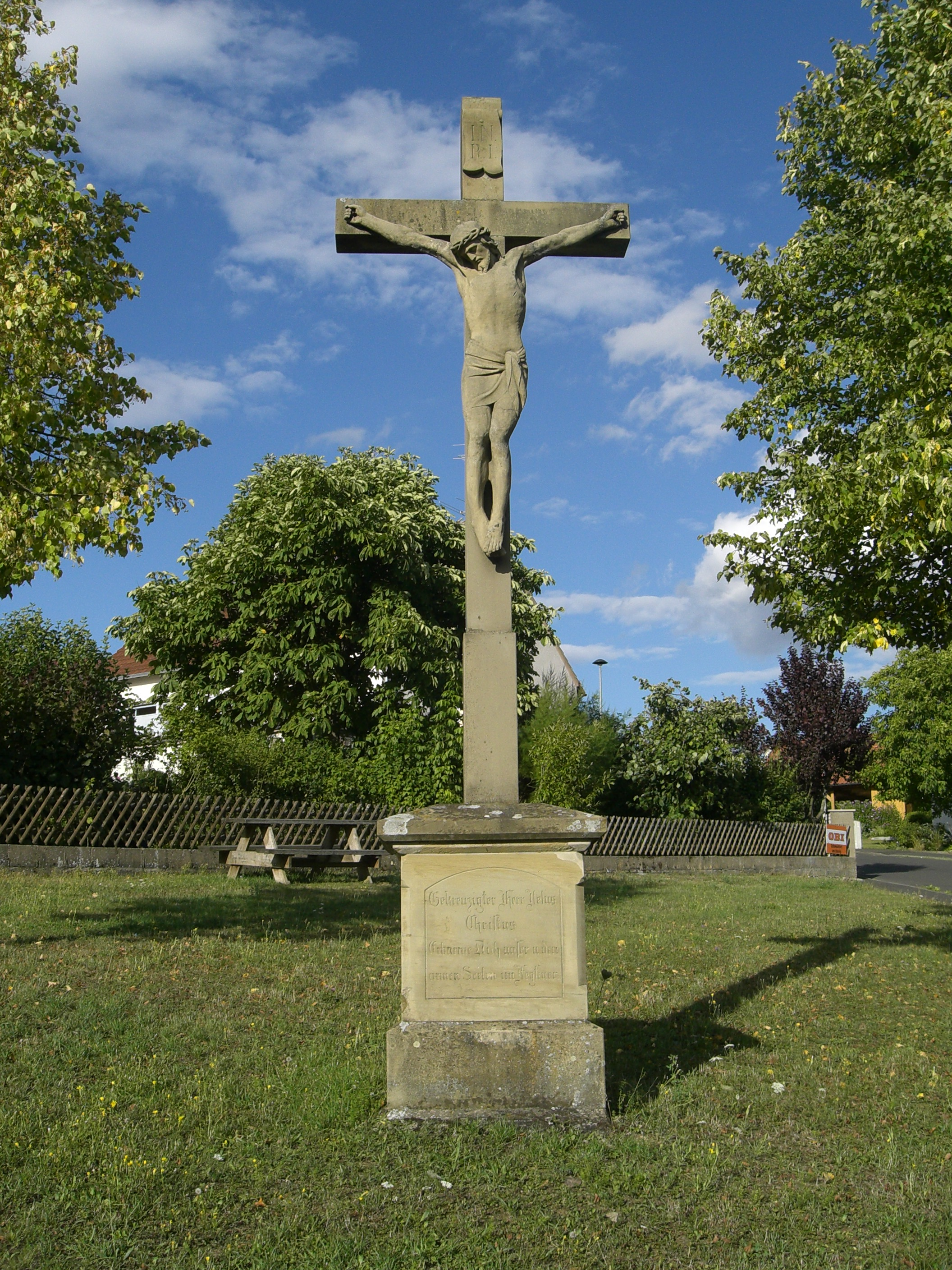
Cruz en Alemania.
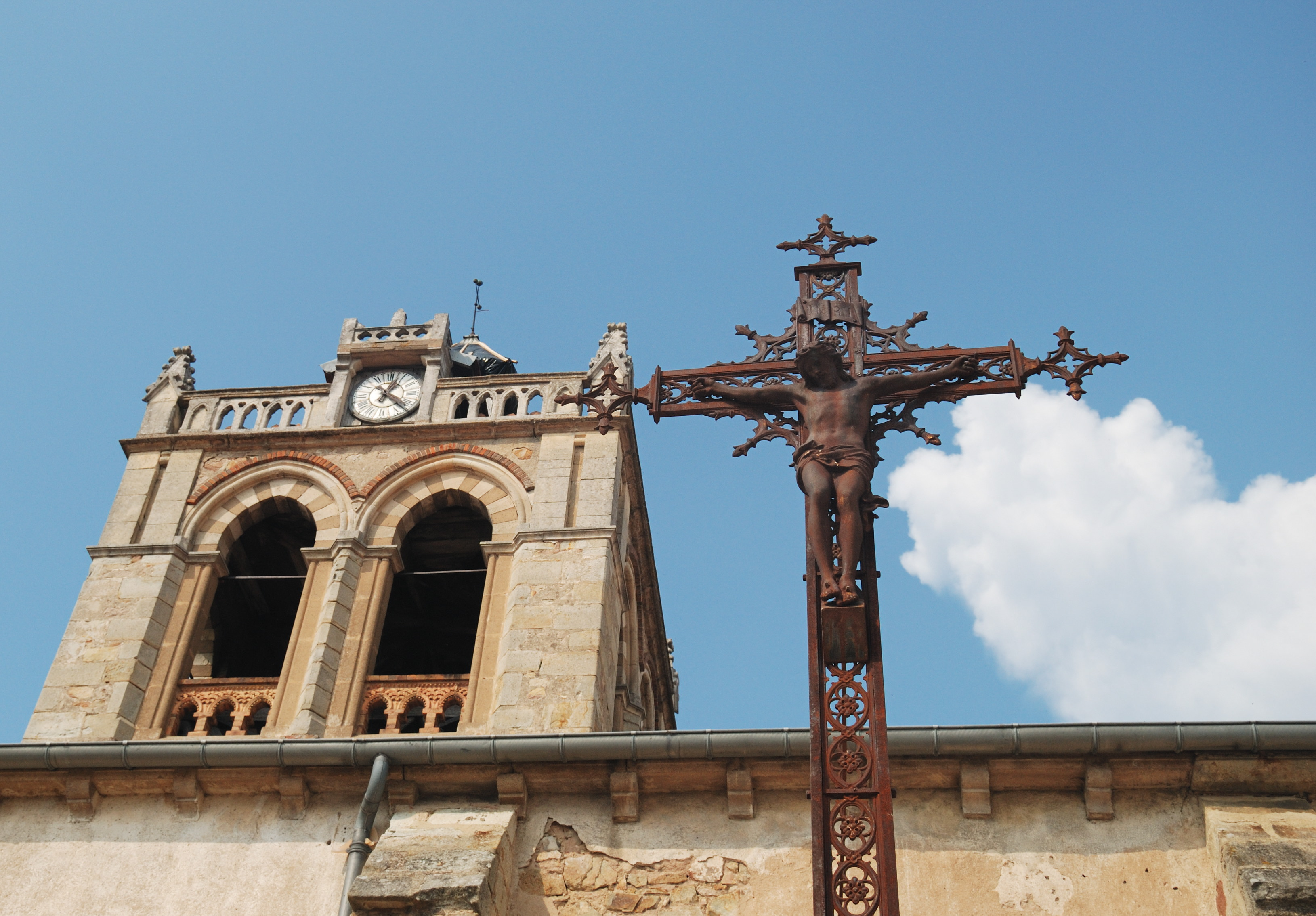
Cruz de misión, en Francia
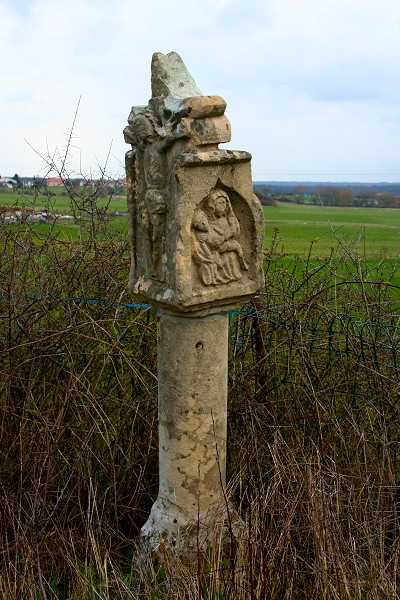
Cruz de una piedra pequeña en Francia.
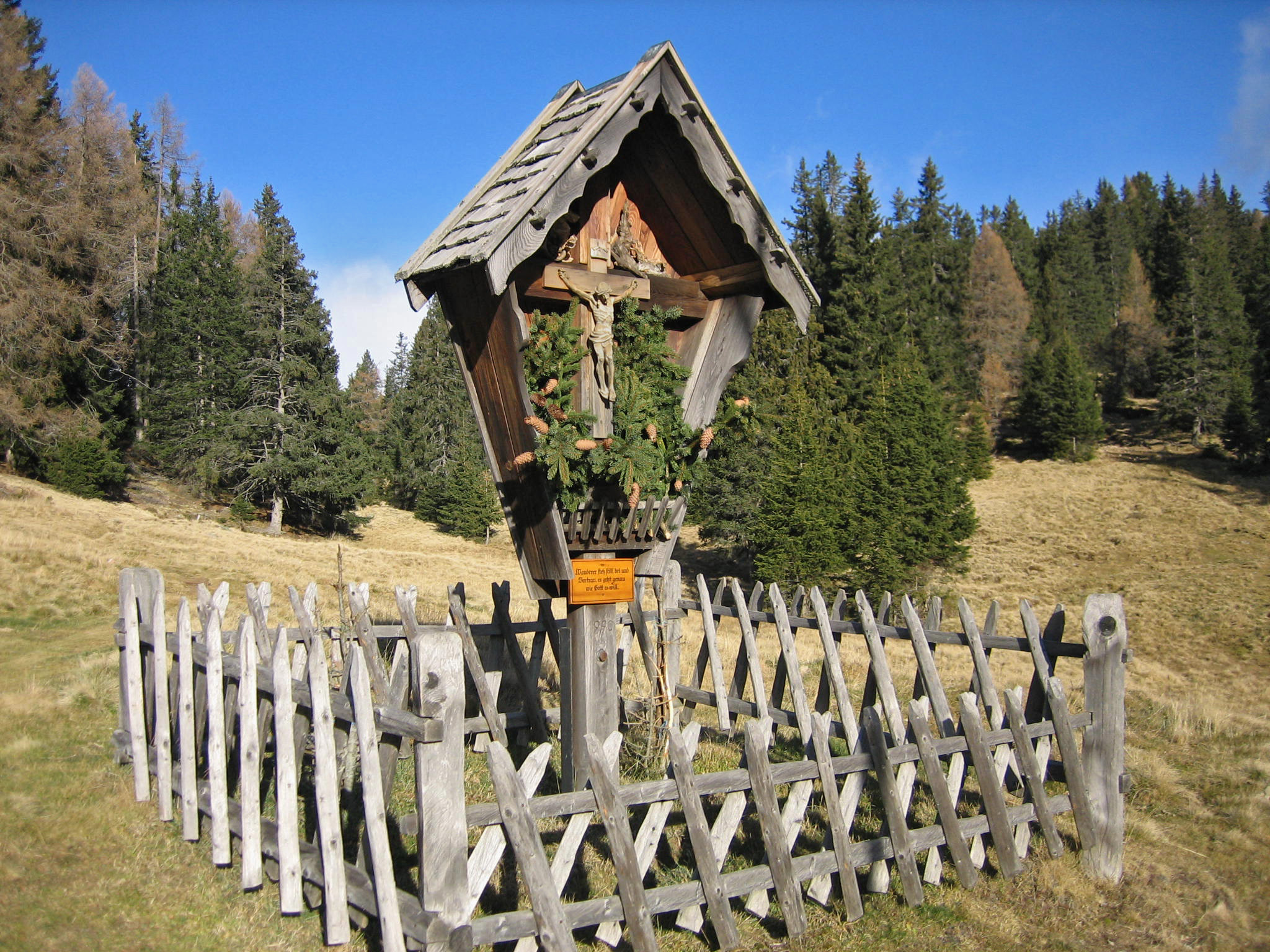
Cruz de madera en Tirol.
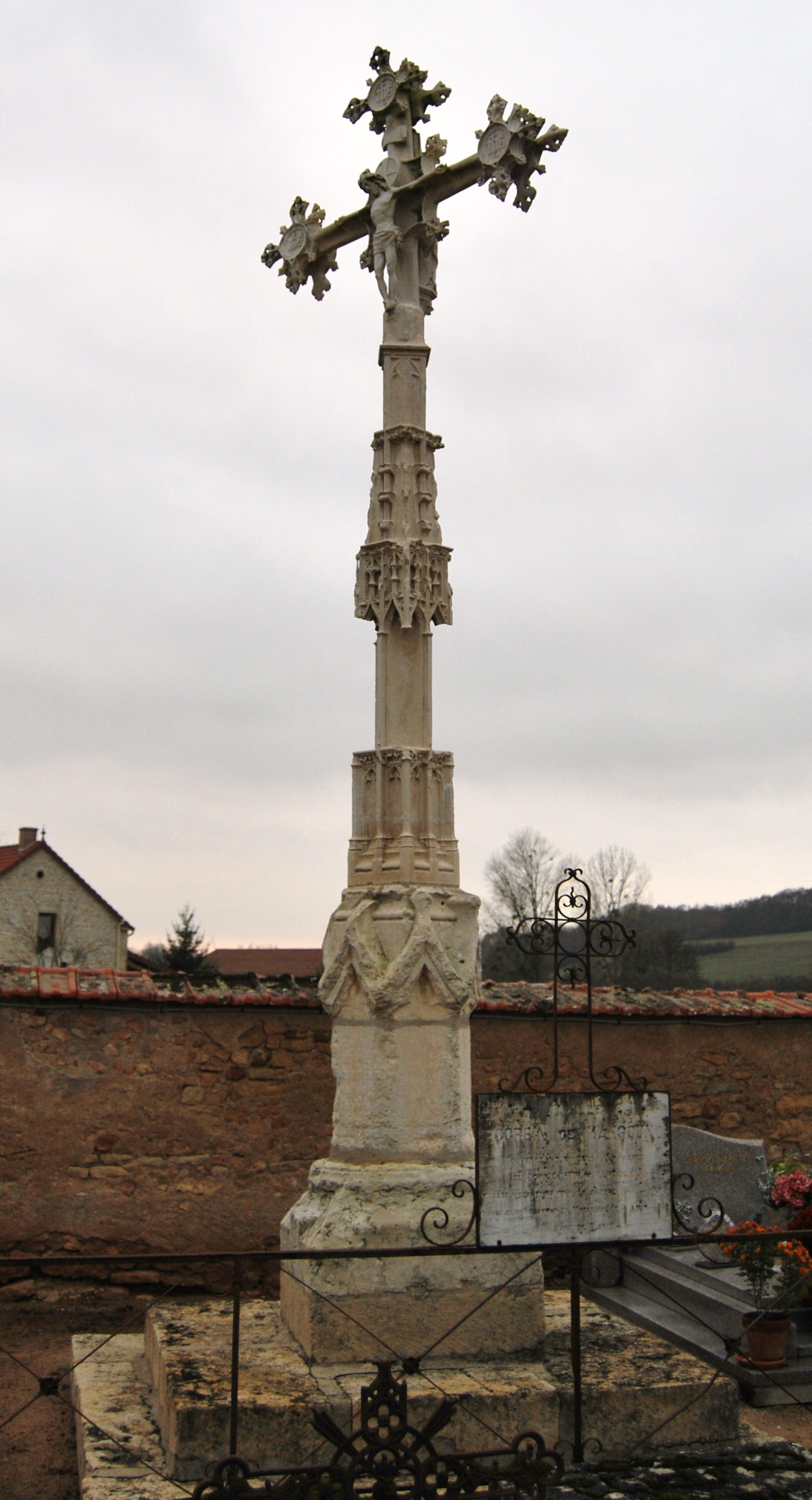
Cruz de 1472 en Francia.
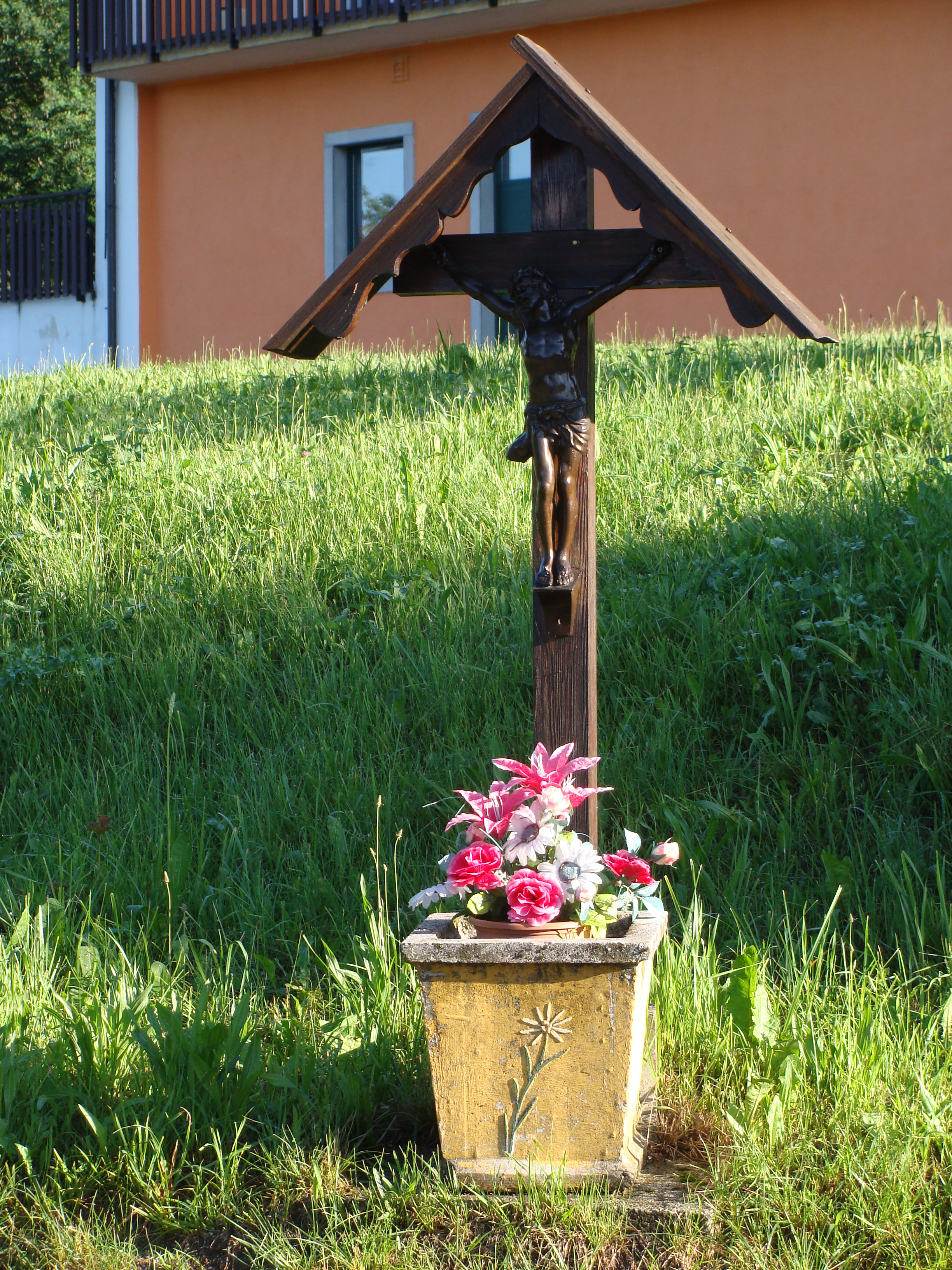
Cruz de madera en Italia.
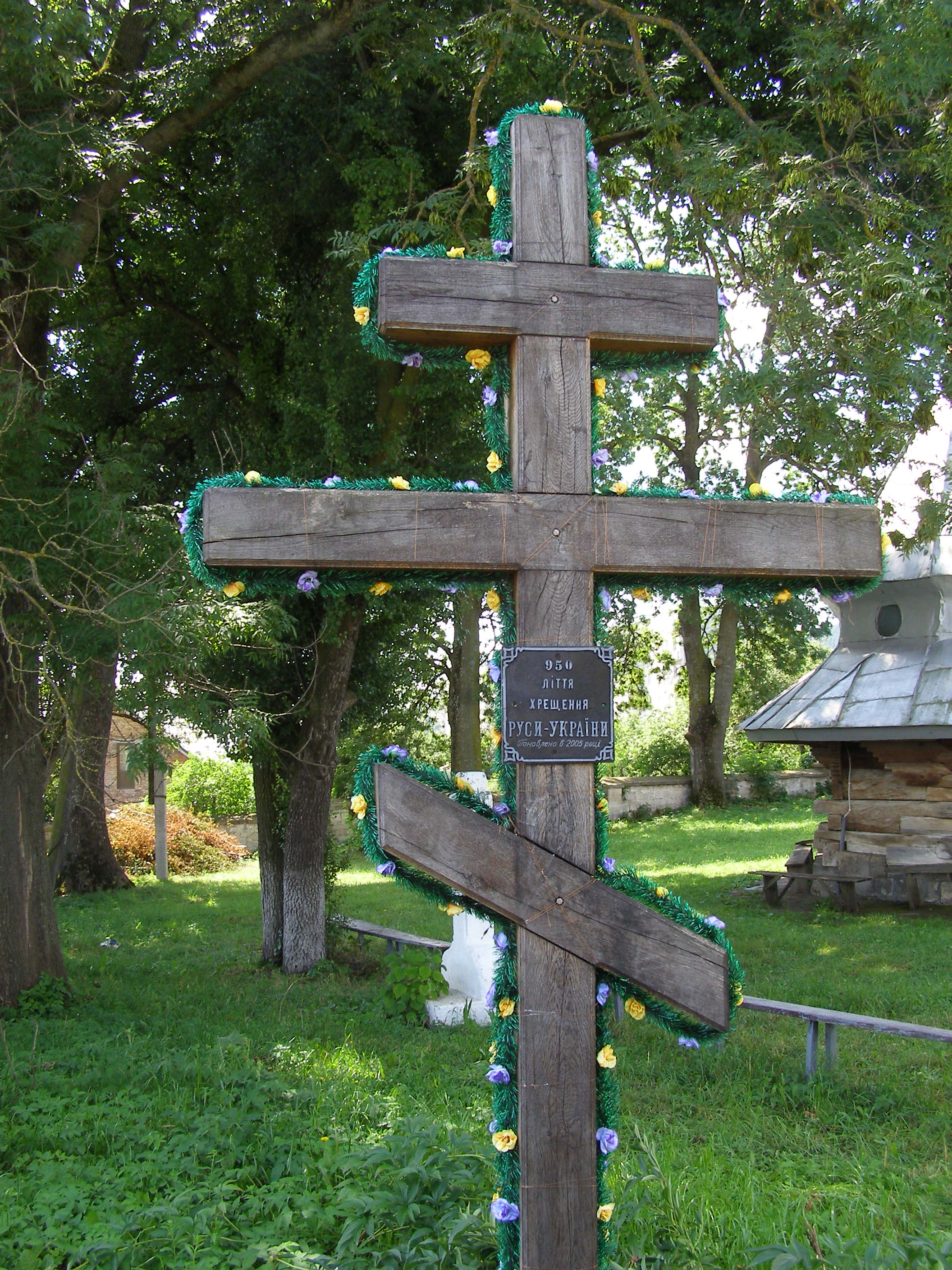
Cruz de madera ortodoxa en la Ucrania.

## Cruces monumentales contemporáneas

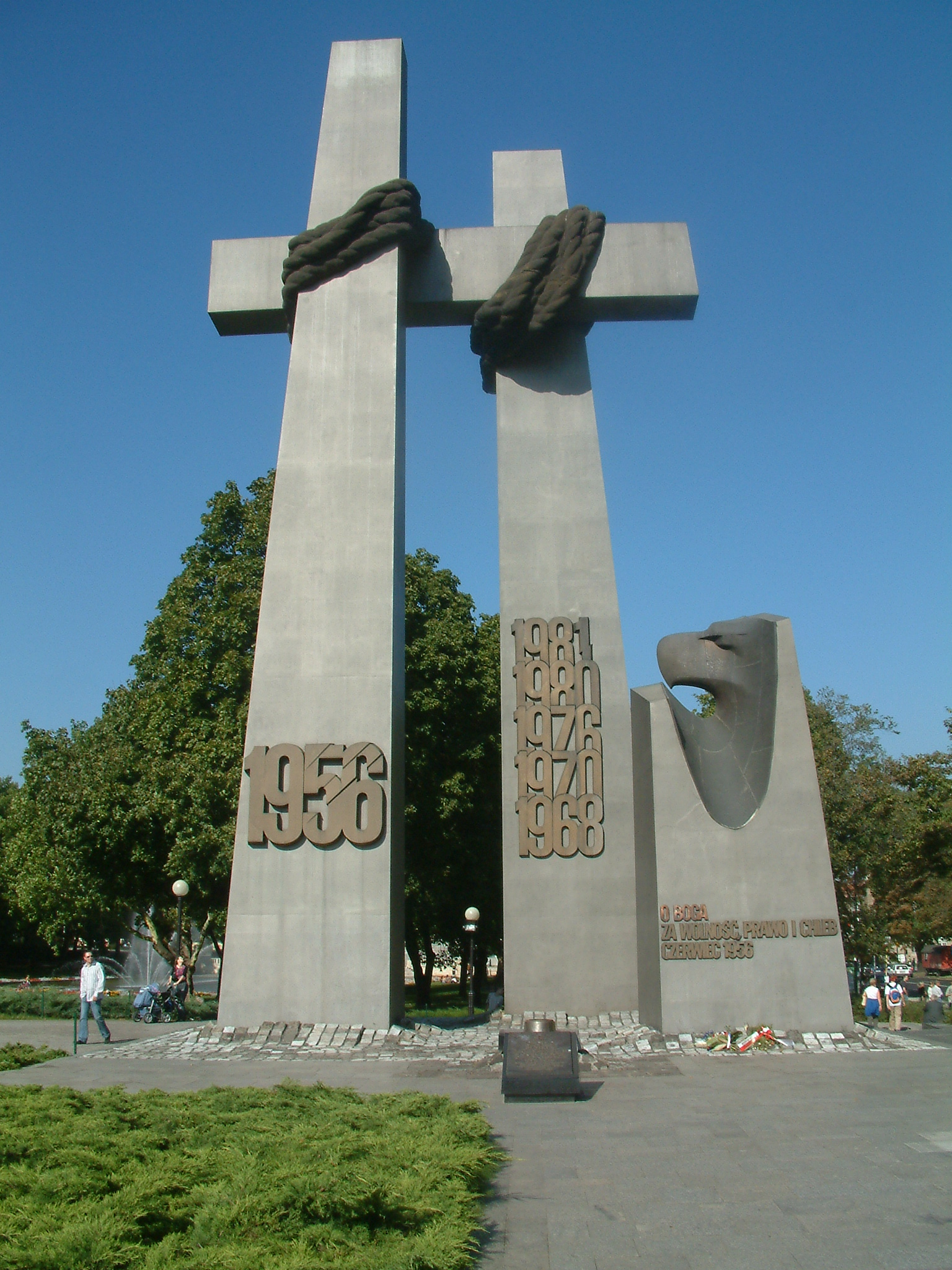
Cruces de Poznan (Polonia) que conmemoran las protestas en la ciudad en 1956.
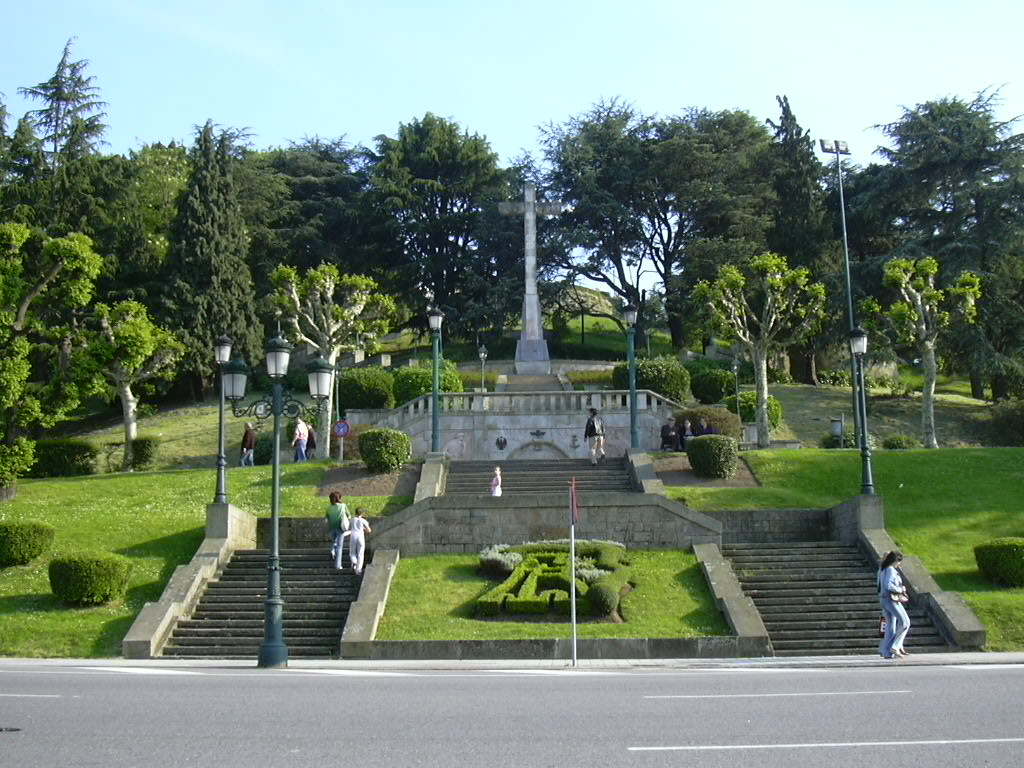
La polémica cruz del Castro de Vigo, Galicia, de época franquista.
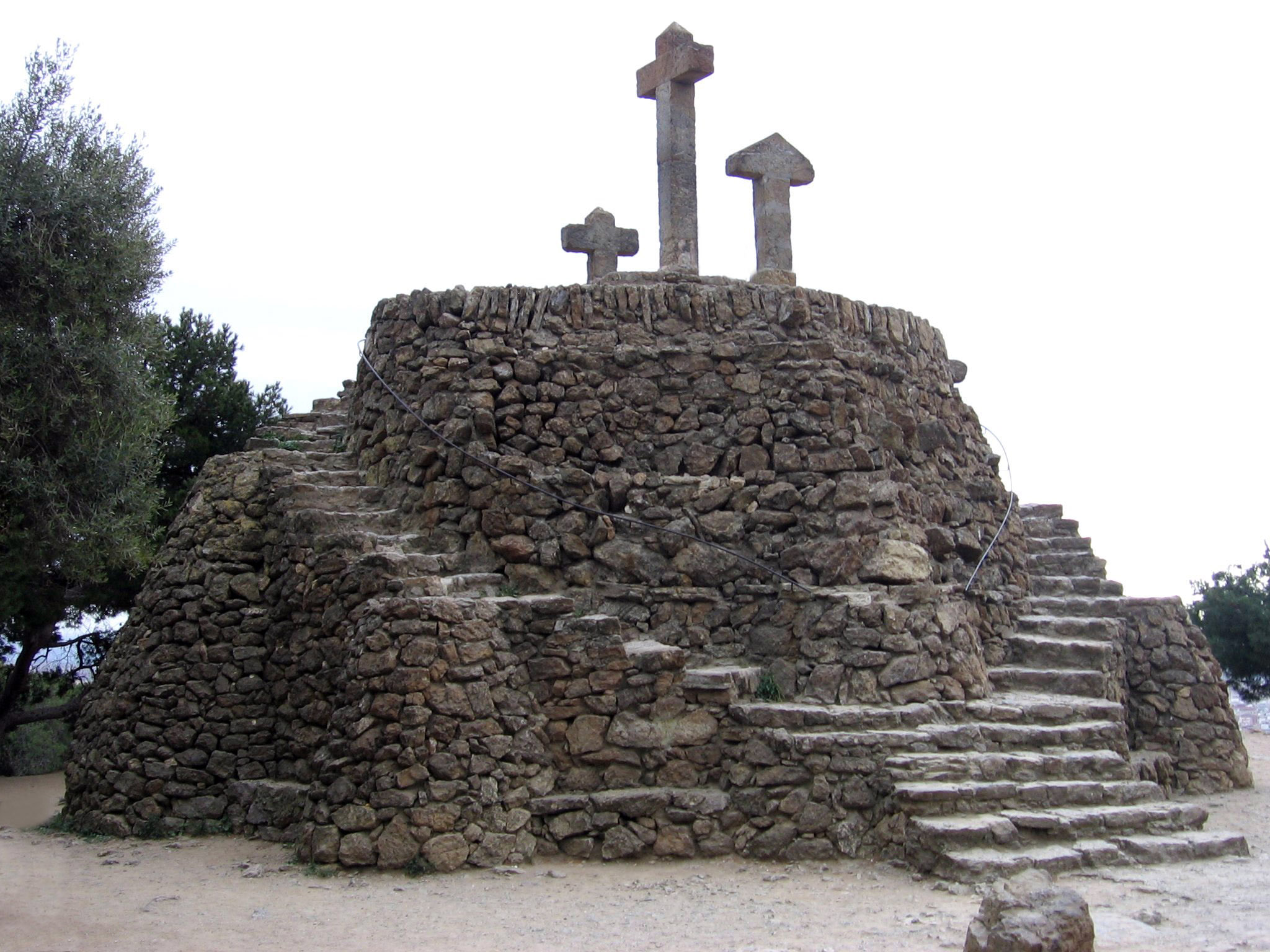
Cruces en el Parc Güell, Barcelona, Cataluña.
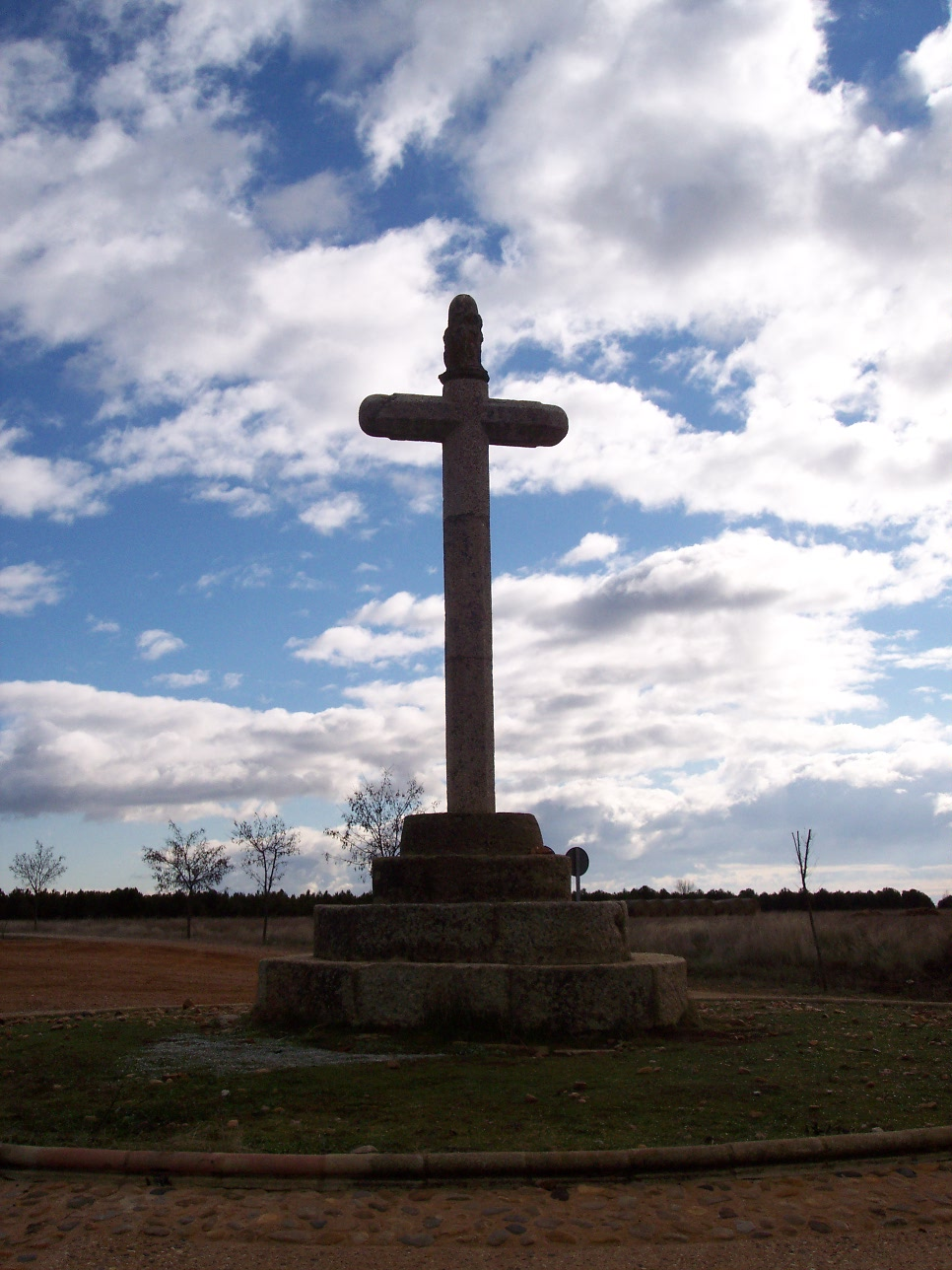
Cruz de San Justo, en el Camino de Santiago.
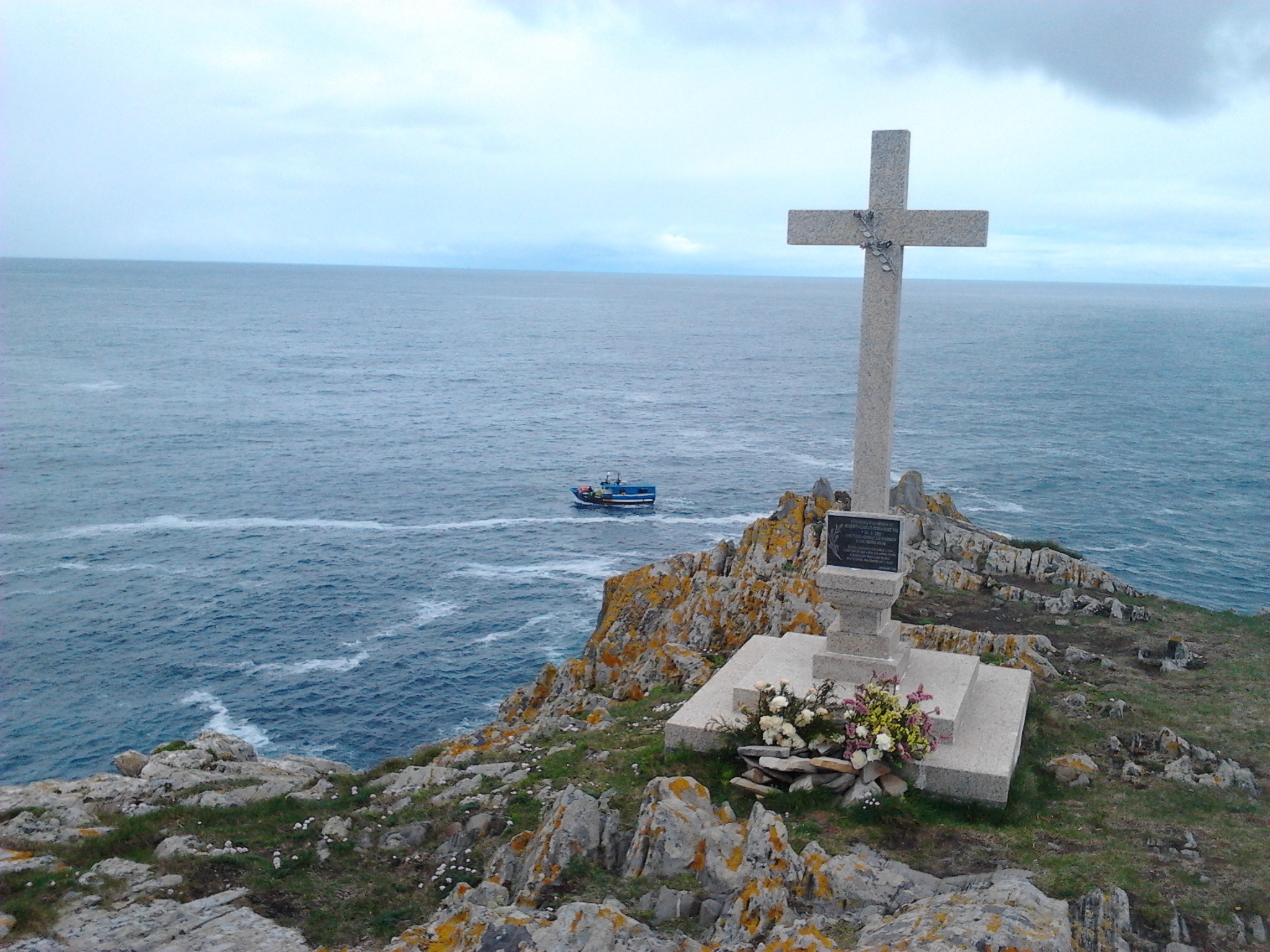
Cruz de naufragio en Punta Frouxeira, Valdoviño, Galicia.
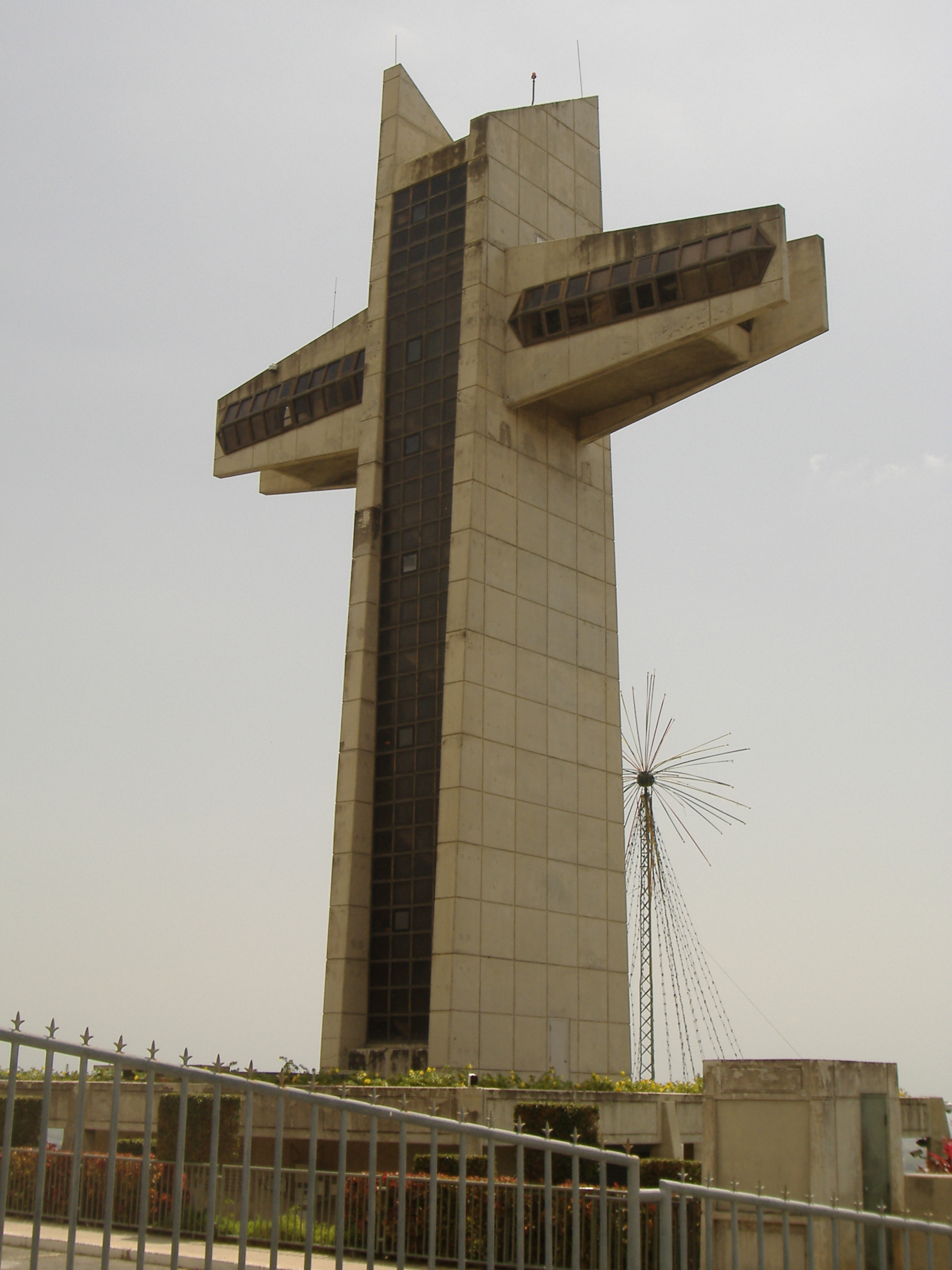
Cruceta del Vigía, Puerto Rico.

## Cruces monumentales más altas de España
Lista incompleta de cruces monumentales más altas de España. Por favor expanda y corrija esta lista
| Nombre                                | Ciudad                     | Coordenadas         | Altura      | Año de finalización | Imagen | Observaciones           |
| ------------------------------------- | -------------------------- | ------------------- | ----------- | ------------------- | ------ | ----------------------- |
| Cruz de los Caídos                    | San Lorenzo de El Escorial | 40.641800 -4.155596 | 150 metros  | 1956                |        | Cruz más alta del mundo |
| Cruz Basílica de la Virgen del Camino | León                       | 42.580173 -5.641638 | 53 metros   | 1961                |        |                         |
| Cruz del Gorbea                       | Ubide                      | 43.033924 -2.781169 | 17,2 metros | 1907                |        |                         |